# Yitro

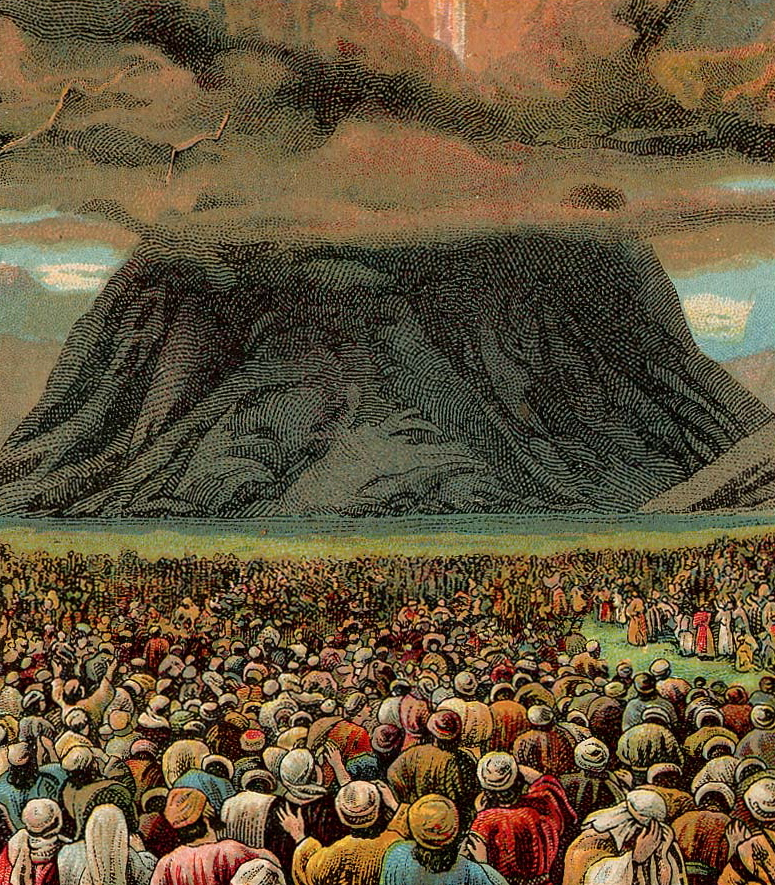
'«Los diez mandamientos» (ilustración de una tarjeta bíblica publicada en 1907 por Providence Lithograph Company)

'Yitro, Yithro, Yisroi, Yithre, Yisrau, o Yisro (יִתְרוֹ, en hebreo para el nombre «[[Jethro (Bible)|Jethro]», la segunda palabra y primera palabra distintiva en la parashá) es la decimoséptima porción semanal de la Torá (פָּרָשָׁה, parashá) en el ciclo anual judío de lectura de la Torá y la quinta en el Libro del Éxodo. La parashá habla del consejo organizativo de Jetro a Moisés y de la revelación de Dios de los Diez Mandamientos a los israelitas en el monte Sinaí.
La parashá constituye Éxodo 18:1-20:23. La parashá es la más corta de las porciones semanales de la Torá en el Libro del Éxodo y también es una de las parashot más cortas de la Torá. Consta de 4022 letras hebreas, 1105 palabras hebreas y 75 versículos. 
Los judíos la leen el decimoséptimo Sabbath después de Simjat Torá, generalmente en enero o febrero.  Los judíos también leen parte de la parashá, Éxodo 19:1-20:23, como lectura de la Torá el primer día de la fiesta judía de Shavuot, que conmemora la entrega de los Diez Mandamientos.

## Lecturas
En la lectura tradicional de la Torá del sábado, la parashá se divide en siete lecturas, o עליות, «aliyot».

### Primera lectura: Éxodo 18:1-12

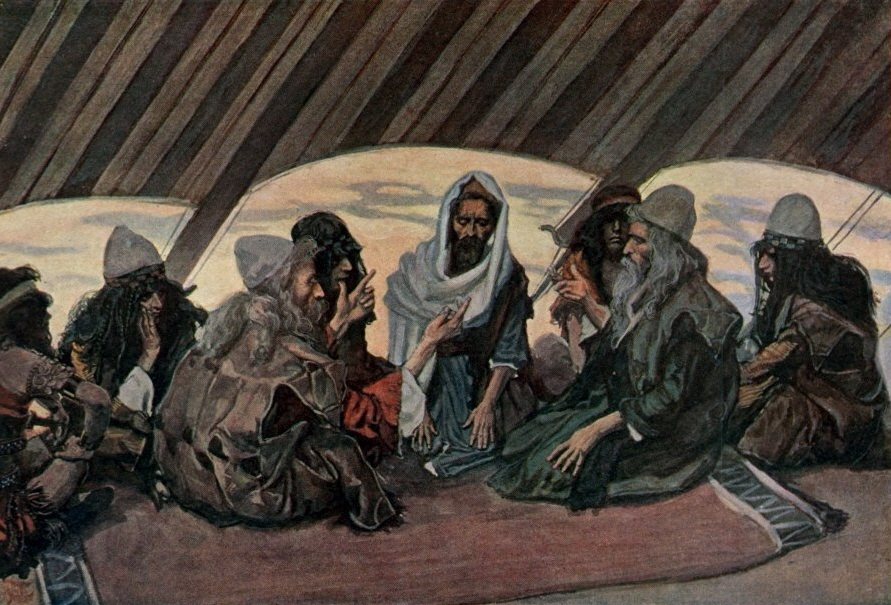
Jethro and Moses (acuarela circa 1900 de James Tissot)

En la primera lectura, el suegro de Moisés, Jetro, oyó todo lo que Dios había hecho por los israelitas y llevó a la esposa de Moisés, Séfora, y a sus dos hijos, Gersón («He sido extranjero aquí») y Eliezer («Dios fue mi ayuda») a Moisés en el desierto en el monte Sinaí.  Jetro se regocijó, bendijo a Dios y le ofreció sacrificios. 

### Segunda lectura: Éxodo 18:13-23
En la segunda lectura, el pueblo estuvo de pie desde la mañana hasta la noche esperando a que Moisés resolviera sus disputas.  Jetro aconsejó a Moisés que diera a conocer la ley y luego eligiera a hombres capaces, dignos de confianza y temerosos de Dios para que sirvieran como jefes para juzgar al pueblo, llevando solo los asuntos más difíciles a Moisés

### Tercera lectura: Éxodo 18:24–27
En la breve tercera lectura, Moisés hizo caso del consejo de Jetro.ref>Exodus 18:24. Luego Moisés se despidió de Jetro, y Jetro se fue a casa.ref>Exodus 18:27.

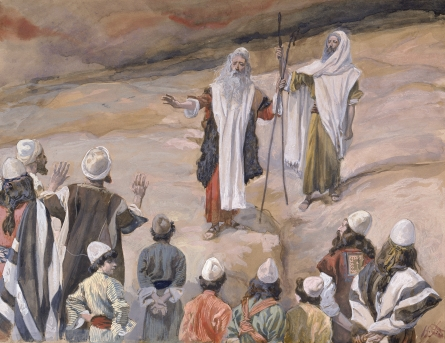
Moisés prohíbe al pueblo que lo siga (acuarela de James Tissot, circa 1900)

### Quinta lectura: Éxodo 19:7-19
En la quinta lectura, cuando Moisés se lo dijo a los ancianos, todo el pueblo respondió: «¡Haremos todo lo que el Señor ha dicho!» y Moisés llevó las palabras del pueblo de vuelta a Dios. Dios instruyó a Moisés para que el pueblo se mantuviera puro, lavara su ropa y se preparara para el tercer día, cuando Dios descendería a la vista del pueblo, en el monte Sinaí. Dios le dijo a Moisés que estableciera límites alrededor de la montaña, amenazando con la muerte a quien la tocara, y Moisés así lo hizo.
Al amanecer del tercer día, hubo truenos, relámpagos, una densa nube sobre la montaña y un fuerte toque de cuerno. ref>Exodus 19:16. Moisés condujo al pueblo hasta el pie de la montaña.  El monte Sinaí estaba cubierto de humo, la montaña temblaba violentamente, el sonido del cuerno se hacía cada vez más fuerte y Dios respondió a Moisés con un trueno.

### Sexta lectura: Éxodo 19:20-20:14
En la sexta lectura, Dios descendió a la cima del monte Sinaí y llamó a Moisés.  Dios ordenó de nuevo a Moisés que advirtiera al pueblo que no irrumpiera. 

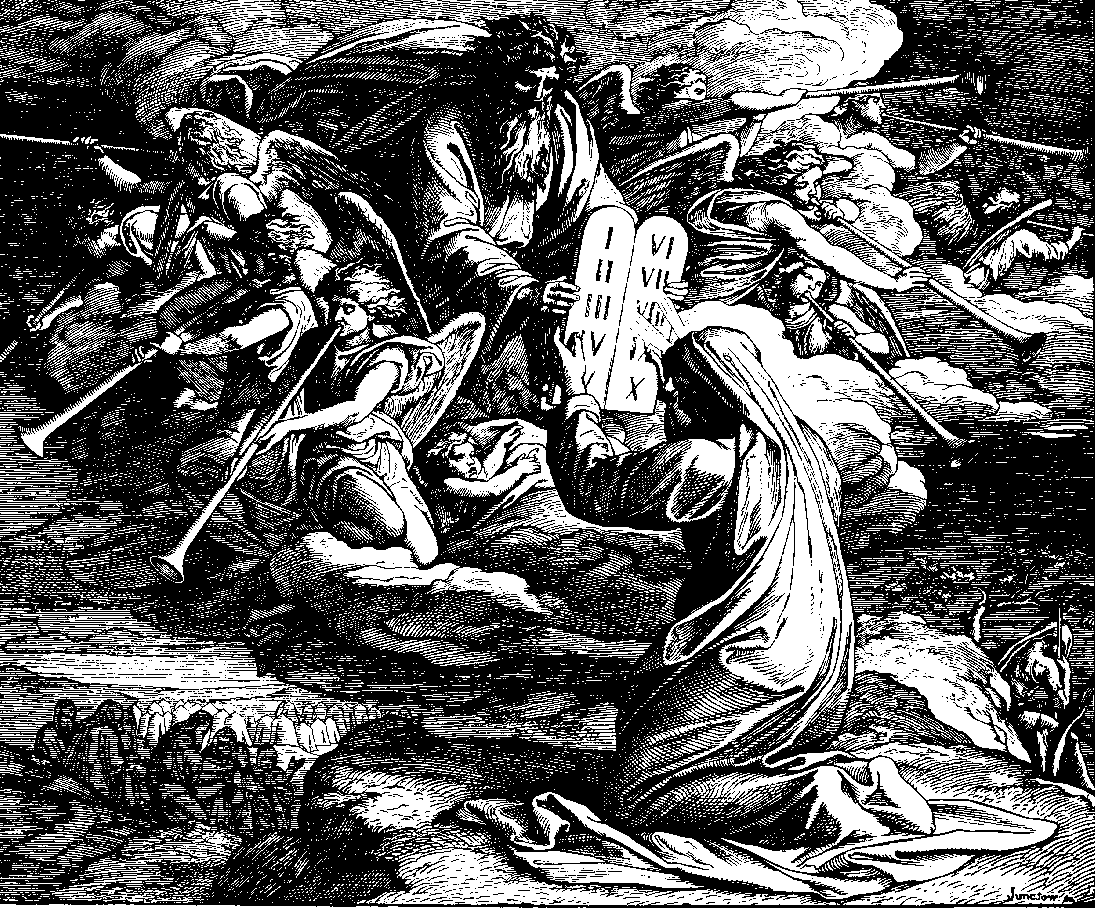
Moisés recibe los mandamientos sagrados de Dios (xilografía de Julius Schnorr von Carolsfeld de la Bibel in Bildern de 1860)

Dios pronunció los Diez Mandamientos:
1. «Yo, el Señor, soy tu Dios».[14]
2. «No tendrás dioses ajenos delante de mí. No te harás imagen, ni ninguna semejanza de lo que esté arriba en el cielo, ni abajo en la tierra, ni en las aguas debajo de la tierra. No te inclinarás a ellas, ni las honrarás».[15]
3. «No jurarás en falso por el nombre del Señor tu Dios».[16]
4. «Acuérdate del día de reposo para santificarlo».[17]
5. «Honra a tu padre y a tu madre».[18]
6. «No matarás».
7. «No cometerás adulterio.»
8. «No robarás».
9. «No darás falso testimonio».[19]
10. «No codiciarás... nada que sea de tu prójimo».[20]

### Séptima lectura: Éxodo 20:15-23
En la séptima lectura, al ver los truenos, los relámpagos y la montaña humeante, el pueblo retrocedió y pidió a Moisés que hablara con ellos en lugar de con Dios. Dios le dijo a Moisés que le dijera al pueblo que no hiciera dioses de plata u oro, sino un altar de tierra para los sacrificios. Dios prohibió tallar las piedras para hacer un altar de piedra. Y Dios prohibió subir al altar por escalones, para no exponer la desnudez de los sacerdotes.

### Lecturas según el ciclo trienal
Los judíos que leen la Torá según el ciclo trienal de lectura de la Torá pueden leer la parashá según un horario diferente. Algunas congregaciones que leen la Torá según el ciclo trienal leen la parashá en tres divisiones con los Diez Mandamientos en los años dos y tres, mientras que otras congregaciones que leen la Torá según el ciclo trienal leen, no obstante, la parashá completa con los Diez Mandamientos cada año.

## En paralelos antiguos
La parashá tiene paralelos en estas fuentes antiguas:

### Éxodo, capítulo 20
El texto sumerio de sabiduría del tercer milenio a. C, titulado Instrucciones de Shuruppak, contiene máximas que son paralelas a los Diez Mandamientos, entre ellas:

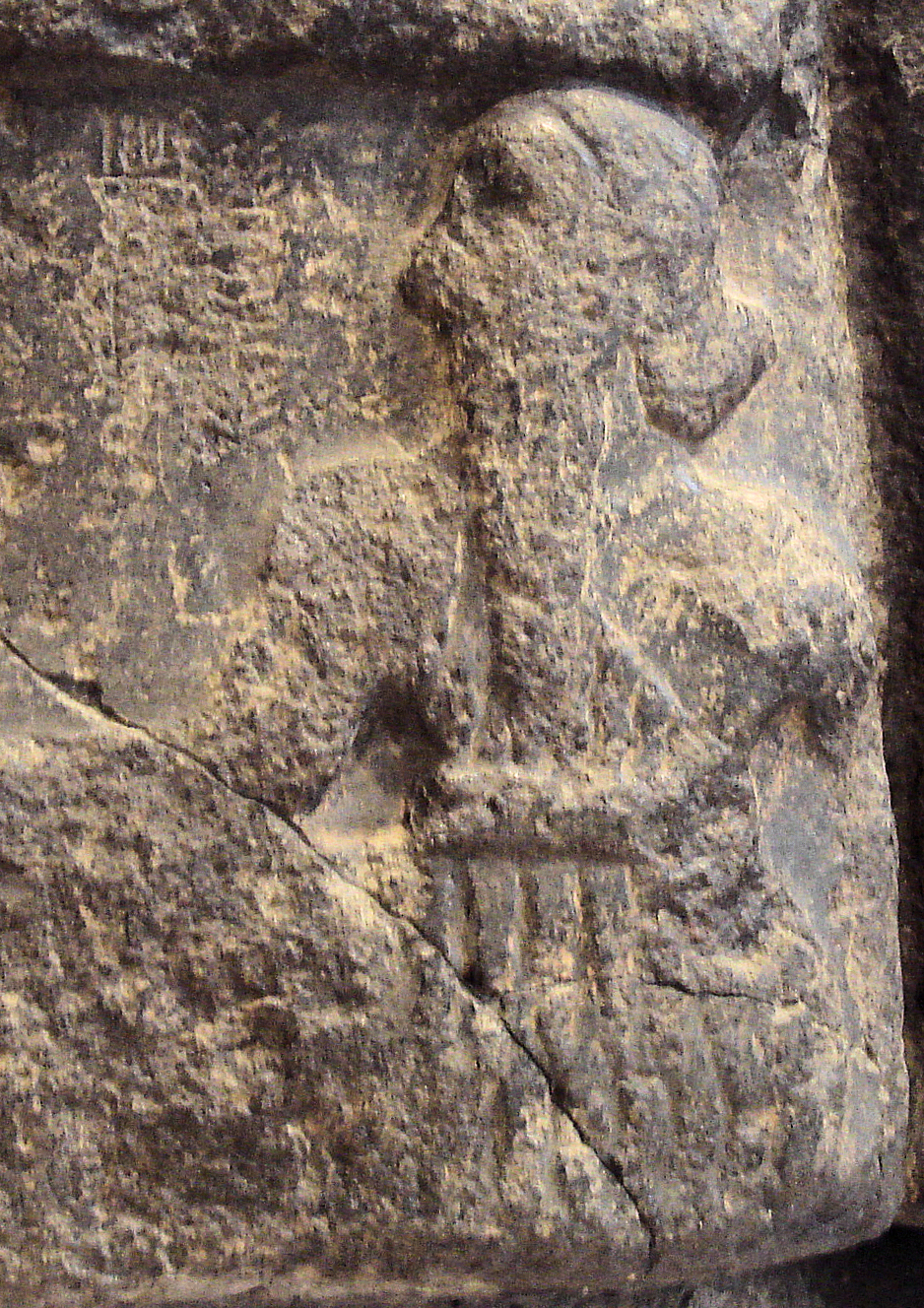
Sargón

¡No robes nada; no te mates! ...
Hijo mío, no cometas asesinato...
No te rías con una chica si está casada; ¡la calumnia (que surge de ello) es fuerte! ...
No planees mentiras; es desacreditar...
No hables de forma fraudulenta; al final te atrapará como una trampa.
Teniendo en cuenta que Sargón de Akkad fue el primero en utilizar una semana de siete días, Gregory Aldrete especuló con que los israelitas podrían haber adoptado la idea del Imperio acadio.

## En la interpretación bíblica interna
La parashá tiene paralelismos o se discute en estas fuentes bíblicas:

### Éxodo, capítulo 20
Éxodo 34:28 y Deuteronomio 4:13 y 10:4 se refieren a los Diez Mandamientos como las «diez palabras» (עֲשֶׂרֶת הַדְּבָרִים, aseret ha-devarim).

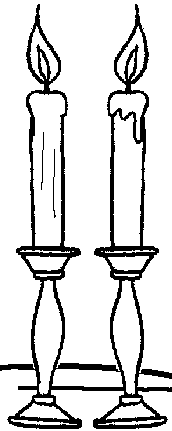
Velas del sabbat

#### El sabbat
Éxodo 20:8-11 se refiere al sabbat. Los comentaristas señalan que la Biblia hebrea repite el mandamiento de observar el sabbat 12 veces.
En Génesis 2:1-3 se relata que, en el séptimo día de la Creación, Dios terminó su obra, descansó y bendijo y santificó el séptimo día.
El sábado es uno de los Diez Mandamientos. Éxodo 20:8-11 ordena que uno recuerde el día de reposo, lo santifique y no haga ningún tipo de trabajo ni haga trabajar a nadie bajo su control, porque en seis días Dios hizo el cielo y la tierra y descansó en el séptimo día, bendijo el sábado y lo santificó. Deuteronomio 5:12-15 ordena que se observe el día de reposo, que se santifique y que no se haga ningún tipo de trabajo ni se haga trabajar a nadie bajo el control de uno, para que los subordinados también puedan descansar, y recuerda que los israelitas eran siervos en la tierra de Egipto, y Dios los sacó con mano poderosa y brazo extendido.
En el incidente del maná en Éxodo 16:22-30, Moisés dijo a los israelitas que el sábado es un día solemne de descanso; antes del sábado se debe cocinar lo que se va a cocinar y guardar comida para el sábado. Y Dios le dijo a Moisés que nadie saliera de su lugar el séptimo día.
En Éxodo 31:12-17, justo antes de entregarle a Moisés las segundas Tablas de piedra, Dios ordenó que los israelitas guardaran y observaran el sábado a lo largo de sus generaciones, como una señal entre Dios y los hijos de Israel para siempre, porque en seis días Dios hizo el cielo y la tierra, y en el séptimo día Dios descansó.
En Éxodo 35:1-3, justo antes de dar las instrucciones para el Tabernáculo, Moisés volvió a decir a los israelitas que nadie debía trabajar en sábado, especificando que no se debía encender fuego en sábado.
En Levítico 23:1-3, Dios le dijo a Moisés que repitiera el mandamiento del sábado al pueblo, llamando al sábado una santa convocación.
El profeta Isaías enseñó en Isaías 1:12-13 que la iniquidad es incompatible con el sábado. En Isaías 58:13-14, el profeta enseñó que si la gente deja de dedicarse a los negocios o de hablar de ellos en sábado y llama al sábado un deleite, entonces Dios los hará cabalgar sobre las alturas de la tierra y los alimentará con la herencia de Jacob. Y en Isaías 66:23, el profeta enseñó que en tiempos venideros, de un sábado a otro, todas las personas vendrán a adorar a Dios.
El profeta Jeremías enseñó en Jeremías 17:19-27 que el destino de Jerusalén dependía de si la gente se abstenía de trabajar en sábado, absteniéndose de llevar cargas fuera de sus casas y a través de las puertas de la ciudad.
El profeta Ezequiel relató en Ezequiel 20:10-22 cómo Dios dio a los israelitas los sábados de Dios, para que fueran una señal entre Dios y ellos, pero los israelitas se rebelaron contra Dios profanando los sábados, provocando que Dios derramara su furia sobre ellos, pero Dios detuvo su mano.
En Nehemías 13:15-22, Nehemías cuenta cómo vio a algunos pisando lagares en sábado y a otros trayendo todo tipo de cargas a Jerusalén en sábado, así que cuando empezó a oscurecer antes del sábado, ordenó que las puertas de la ciudad se cerraran y no se abrieran hasta después del sábado, y ordenó a los levitas que mantuvieran las puertas para santificar el sábado.

#### El altar
Éxodo 20:22, que prohíbe construir el altar con piedras talladas, explicando que manejar herramientas sobre las piedras las profanaría, se repite en Deuteronomio 27:5-6, que prohíbe manejar herramientas de hierro sobre las piedras del altar y exige que los israelitas construyan el altar con piedras sin tallar.

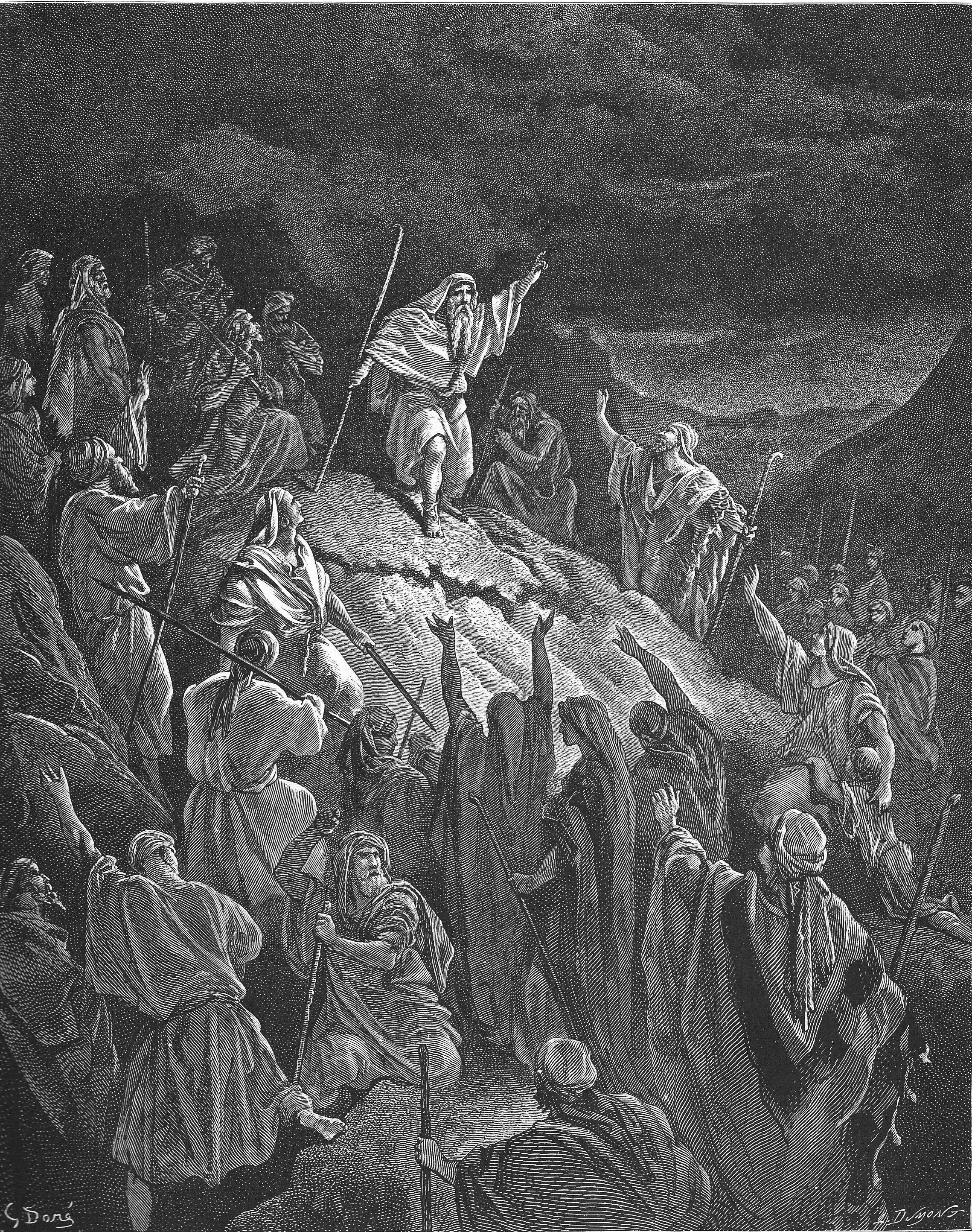
Matathias apelando a los refugiados judíos (ilustración de Gustave Doré de La Sainte Bible de 1866)

## En la interpretación no rabínica temprana
La parashá tiene paralelismos o se discute en estas fuentes no rabínicas tempranas:

### Éxodo, capítulo 20

#### El sábado
1 Macabeos 2:27–38 cuenta cómo, en el siglo II a. C., muchos seguidores del piadoso sacerdote judío Matatías se rebelaron contra el rey Antíoco IV Epífanes, del Imperio seléucida. Los soldados de Antíoco atacaron a un grupo de ellos en sábado, y cuando los pietistas no se defendieron para honrar el sábado (mandado, entre otros lugares, en Éxodo 20:8-11), mil murieron. 1 Macabeos 2:39-41 relata que cuando Matatías y sus amigos se enteraron, razonaron que si no luchaban en sábado, pronto serían destruidos. Así que decidieron luchar contra cualquiera que los atacara en sábado.

## En la interpretación rabínica clásica
La parashá se discute en estas fuentes rabínicas de la época de la Mishná y el Talmud:

### Éxodo, capítulo 18

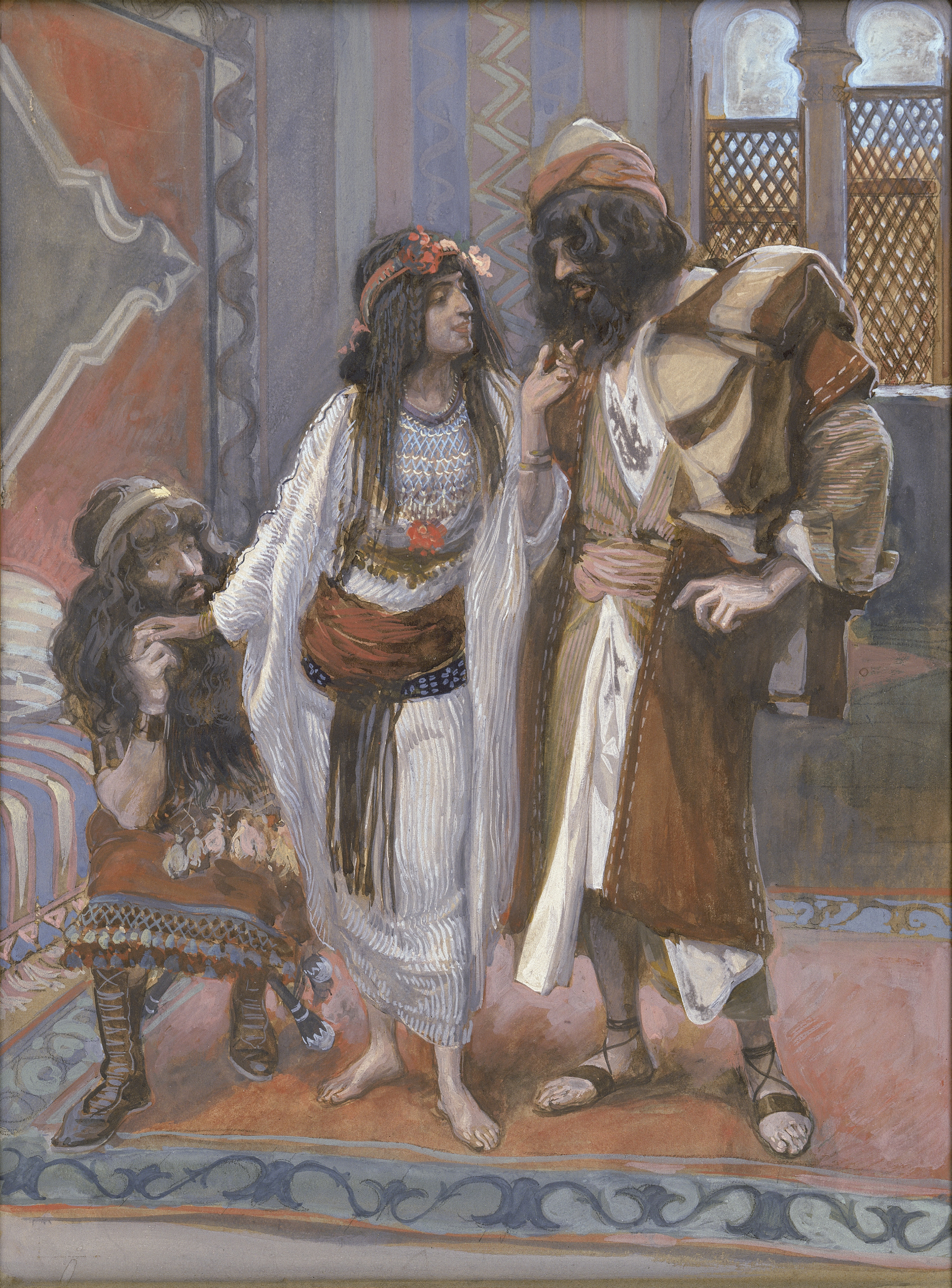
La ramera de Jericó y los dos espías (acuarela de James Tissot, circa 1900)

Los Tannaim debatieron sobre las noticias que Jethro escuchó en Éxodo 18:1 que le llevaron a adoptar la fe de Moisés. Rabí Josué dijo que Jetro oyó hablar de la victoria de los israelitas sobre los amalecitas, ya que Éxodo 17:13 informa de los resultados de esa batalla inmediatamente antes de que Éxodo 18:1 informe de que Jetro se enteró de la noticia. Rabí Eleazar de Modi'im dijo que Jetro oyó hablar de la entrega de la Torá, porque cuando Dios entregó la Torá a Israel, el sonido viajó de un extremo a otro de la tierra, y todos los reyes del mundo temblaron en sus palacios y cantaron, como informa el Salmo 29:9 informa: «La voz del Señor hace temblar a las ciervas... y en su templo todos dicen: «Gloria»». Los reyes se reunieron entonces con Balaam y le preguntaron qué era ese ruido tumultuoso que habían oído: tal vez otra inundación, o tal vez una inundación de fuego. Balaam les dijo que Dios tenía un precioso tesoro guardado, que Dios había escondido durante 974 generaciones antes de la creación del mundo, y que Dios deseaba dárselo a sus hijos, como dice el Salmo 29:11: «El Señor dará fuerza a su pueblo». Inmediatamente todos exclamaron el resto del Salmo 29:11: «El Señor bendecirá a su pueblo con paz». Rabí Eleazar dijo que Jetro oyó hablar de la división del Mar Rojo, como informa el Josué 5:1 informa: «Y sucedió que cuando todos los reyes de los amorreos oyeron cómo el Señor había secado las aguas del Jordán ante los hijos de Israel», y la ramera Rahab también dijo a los espías de Josué en Josué 2:10: «Porque hemos oído cómo el Señor secó las aguas del Mar Rojo». 
El rabino Josué interpretó Éxodo 18:6 para enseñar que Jetro envió un mensajero a Moisés. Observando que Éxodo 18:6 menciona a cada uno de los hijos de Jetro, Séfora y Moisés, el rabino Eliezer enseñó que Jetro le envió una carta a Moisés pidiéndole que fuera a encontrarse con él por el bien de Jetro; y que si Moisés no estaba dispuesto a hacerlo por el bien de Jetro, entonces que lo hiciera por el bien de Séfora; y si Moisés se mostraba reacio a hacerlo por su bien, entonces que lo hiciera por el bien de los hijos de Moisés.
El rabino Pappias interpretó las palabras «Y Jetró dijo: «Bendito sea el Señor»» en Éxodo 18:10 como un reproche a los israelitas, ya que ninguno de los 600 000 israelitas se levantó para bendecir a Dios hasta que lo hizo Jetró.
Al leer Éxodo 18:13, «Moisés se sentaba a juzgar al pueblo desde la mañana hasta la tarde», la Mekhilta de Rabí Ishmael se preguntó si Moisés realmente se sentaba como juez durante tanto tiempo. Más bien, la Mekhilta de Rabí Ishmael sugirió que la similitud de Éxodo 18:13 con Génesis 1:15 enseñaba que quien emite un juicio verdadero es considerado colaborador de Dios en la obra de la creación. Porque Éxodo 18:13 dice: «desde la mañana hasta la tarde», y Génesis 1:15 dice: «Y fue la tarde y fue la mañana». 
Un Midrash expuso el papel de Moisés como juez en Éxodo 18:13. Al interpretar el mandato de Dios en Éxodo 28:1, los Sabios contaron que cuando Moisés bajó del monte Sinaí, vio a Aarón dando forma al Becerro de Oro con un martillo. En realidad, Aarón pretendía retrasar al pueblo hasta que Moisés bajara, pero Moisés pensó que Aarón estaba participando en el pecado y se enfureció con él. Entonces Dios le dijo a Moisés que Dios sabía que las intenciones de Aarón eran buenas. El Midrash lo comparó con un príncipe que se volvió mentalmente inestable y comenzó a excavar para socavar la casa de su padre. Su tutor le dijo que no se cansara y que lo dejara cavar. Cuando el rey lo vio, dijo que sabía que las intenciones del tutor eran buenas y declaró que el tutor gobernaría el palacio. De manera similar, cuando los israelitas le dijeron a Aarón en Éxodo 32:1: «Haznos un dios», Aarón respondió en Éxodo 32:1: «Quítales los anillos de oro que tienen en las orejas a tus mujeres, a tus hijos y a tus hijas, y tráemelos». Y Aarón les dijo que, como él era sacerdote, debían dejar que él lo hiciera y le sacrificara, todo con la intención de retrasarlos hasta que Moisés pudiera bajar. Así que Dios le dijo a Aarón que Dios conocía la intención de Aarón, y que solo Aarón tendría soberanía sobre los sacrificios que los israelitas trajeran. Por lo tanto, en Éxodo 28:1, Dios le dijo a Moisés: «Y trae cerca a Aarón tu hermano, y a sus hijos con él, de entre los hijos de Israel, para que me sirvan en el oficio de sacerdote». El Midrash cuenta que Dios se lo dijo a Moisés varios meses después en el propio Tabernáculo, cuando Moisés estaba a punto de consagrar a Aarón para su oficio. El rabino Levi lo comparó con el amigo de un rey que era miembro del gabinete imperial y juez. Cuando el rey estaba a punto de nombrar un gobernador de palacio, le dijo a su amigo que tenía la intención de nombrar al hermano de su amigo. Así que Dios nombró a Moisés superintendente del palacio, como se relata en Números 7:7: «Mi siervo Moisés es... se confía en él en toda Mi casa», y Dios nombró a Moisés juez, como se relata en Éxodo 18:13: «Moisés se sentó para juzgar al pueblo». Y cuando Dios estaba a punto de nombrar a un sumo sacerdote, Dios notificó a Moisés que sería su hermano Aarón. 
El rabino Berekiah enseñó en nombre del rabino Hanina bar Hama que los jueces deben poseer siete cualidades, y Éxodo 18:21 enumera cuatro: «Además, de entre todo el pueblo, proveerás a hombres capaces, tales como temen a Dios, hombres de verdad, que odien la ganancia injusta». Y Deuteronomio 1:13 menciona las otras tres: Deben ser «hombres sabios, entendidos y llenos de conocimiento». Las Escrituras no mencionan las siete cualidades juntas para enseñar que si no se dispone de personas que posean las siete cualidades, se selecciona a las que poseen cuatro; si no se dispone de personas que posean cuatro cualidades, se selecciona a las que poseen tres; y si ni siquiera se dispone de estas, se selecciona a las que poseen una cualidad, pues como dice el Proverbios 31:10, «¿Quién hallará una mujer valiente?».

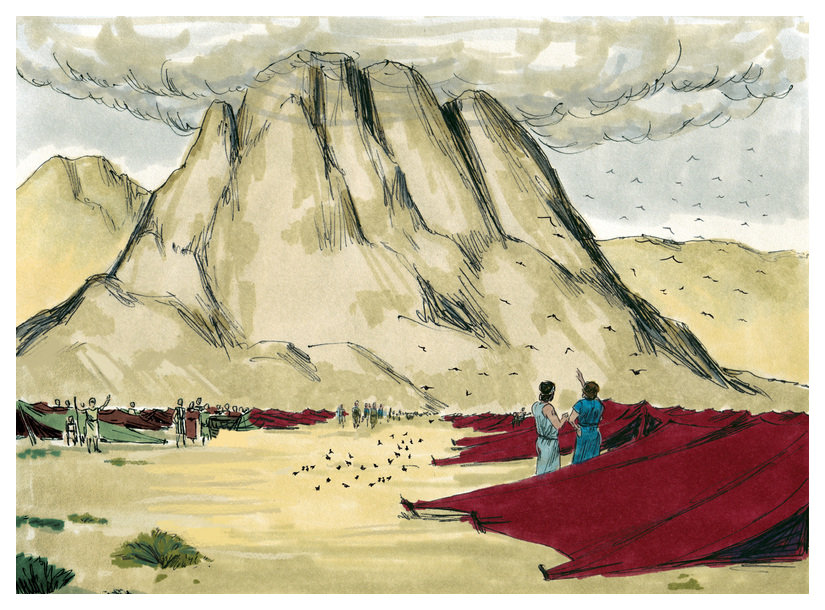
Al pie del monte Sinaí, levantaron el campamento (ilustración de 1984 de Jim Padgett, cortesía de Distant Shores Media/Sweet Publishing)

### Éxodo, capítulo 19
La Mekhilta de Rabí Ishmael dedujo del uso de la forma singular del verbo «acamparon» (vayichan, וַיִּחַן) en Éxodo 19:2 que todos los israelitas estaban de acuerdo y eran de una sola mente.
Observando que Éxodo 19:2 informa: «Acamparon en el desierto», la Mekhilta de Rabí Ishmael enseñó que la Torá fue dada abiertamente, en un lugar público, porque si hubiera sido dada en la Tierra de Israel, los israelitas podrían decir a las naciones del mundo que no tenían parte en ella. Pero fue dada abiertamente, en un lugar público, y todos los que quieran tomarla pueden venir y tomarla. No se dio de noche, como se relata en Éxodo 19:16: «Y sucedió al tercer día, cuando era de mañana...». No se dio en silencio, como se relata en Éxodo 19:16: «y hubo truenos y relámpagos». No se dio de forma inaudible, como se relata en Éxodo 20:15: «Y todo el pueblo vio los truenos y los relámpagos».
Un Midrash enseñó que Dios creó el mundo para que los reinos superiores fueran para los seres superiores, y los reinos inferiores para los inferiores, como dice el Salmo 115:16: «Los cielos son los cielos del Señor, pero la tierra la ha dado a los hijos de los hombres». Entonces Moisés cambió lo terrenal en celestial y lo celestial en terrenal, pues como relata Éxodo 19:3, «Moisés subió a Dios», y luego Éxodo 19:20 relata, «El Señor descendió sobre el monte Sinaí».
El rabino Eliezer interpretó las palabras «Y cómo os llevé sobre alas de águila», en Éxodo 19:4, para enseñar que Dios reunió rápidamente a todos los israelitas y los llevó a Ramesés. Y la Mekhilta del rabino Ishmael dedujo además de Éxodo 19:4 que los israelitas viajaron de Ramesés a Sucot en un abrir y cerrar de ojos.

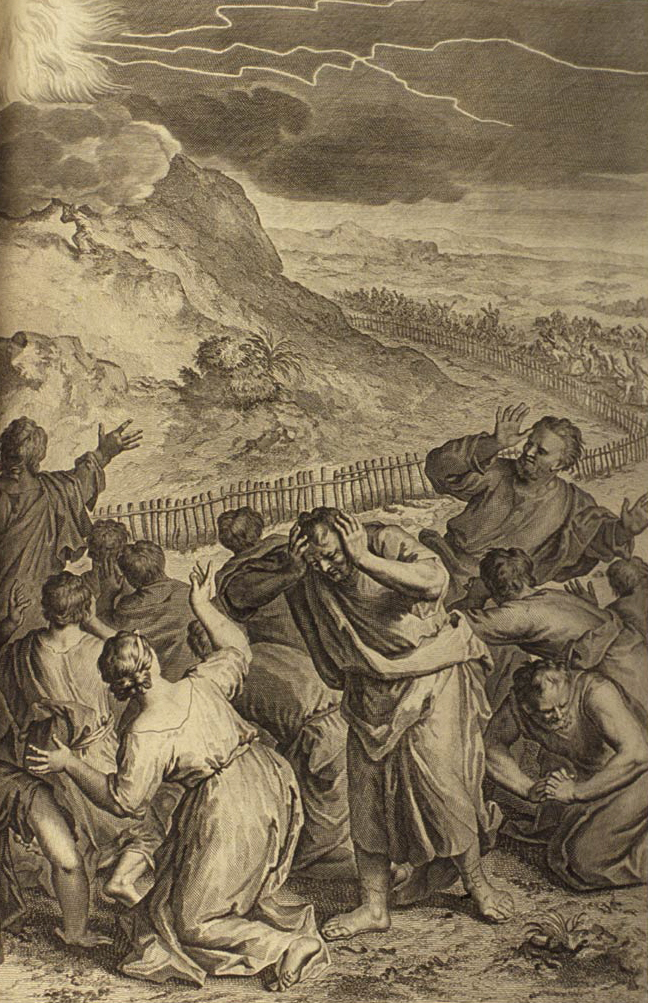
La promulgación de la ley en el monte Sinaí (ilustración de las Figuras de la Biblia de 1728)

Al leer las palabras «Y cómo os llevé sobre alas de águila», en Éxodo 19:4, la Mekhilta del rabino Ishmael enseñó que las águilas se diferencian de todas las demás aves porque estas llevan a sus crías entre las patas, por miedo a que otras aves vuelen más alto por encima de ellas. Las águilas, sin embargo, solo temen a las personas que podrían dispararles flechas desde abajo. Por lo tanto, las águilas prefieren que las flechas les alcancen a ellas en lugar de a sus crías. La Mekhilta del rabino Ishmael comparó esto con un hombre que caminaba por la carretera con su hijo delante. Si los ladrones, que podrían intentar capturar a su hijo, vienen por delante, el hombre pone a su hijo detrás de él. Si un lobo viene por detrás, el hombre pone a su hijo delante de él. Si los ladrones vienen por delante y los lobos por detrás, el hombre se pone a su hijo sobre los hombros. Como dice Deuteronomio 1:31: «Vosotros habéis visto cómo el Señor vuestro Dios os ha llevado, como un hombre lleva a su hijo».
Al leer Éxodo 19:4, un Midrash enseñó que Dios no se comportó con los israelitas de la manera habitual. Porque normalmente cuando uno adquiría sirvientes, se entendía que los sirvientes tiraban del carruaje del amo. Dios, sin embargo, no lo hizo, porque Dios llevó a los israelitas, porque en Éxodo 19:4, Dios les dice a los israelitas: «Os llevé sobre alas de águila».
Un Midrash comparó a Dios con un novio e Israel con una novia, y enseñó que Éxodo 19:10 informa que Dios desposó a Israel en el Sinaí. El Midrash señaló que los rabinos enseñaban que los documentos de compromiso y matrimonio se escriben solo con el consentimiento de ambas partes, y que el novio paga los honorarios del escriba. El Midrash enseña que Dios desposó a Israel en el Sinaí, leyendo Éxodo 19:10 para decir: «Y el Señor dijo a Moisés: 'Ve al pueblo y desposaos hoy y mañana'». El Midrash enseña que en Deuteronomio 10:1, Dios encargó a Moisés que escribiera el documento, cuando Dios le ordenó a Moisés: «Talla dos tablas de piedra». Y Deuteronomio 31:9 informa que Moisés escribió el documento, diciendo: «Y Moisés escribió esta ley». El Midrash enseña que Dios compensó a Moisés por escribir el documento dándole un rostro resplandeciente, como informa Éxodo 34:29: «Moisés no sabía que la piel de su rostro emitía rayos».

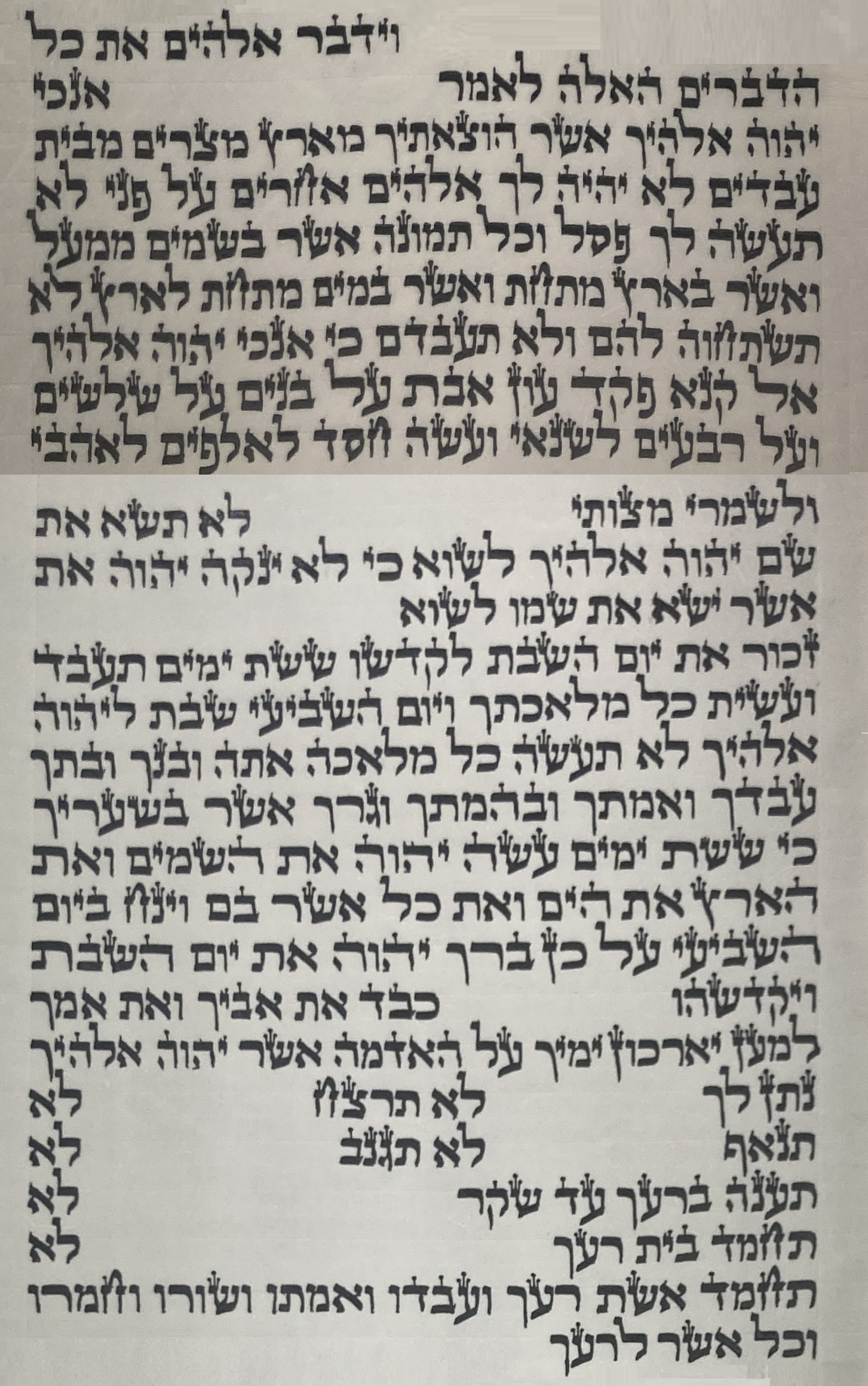
Los Diez Mandamientos tal como aparecen en un rollo de la Torá.

En el Pirke De-Rabbi Eliezer, el rabino Ḥanina dijo que en el tercer mes, el día duplica la noche, y los israelitas dormían hasta las dos de la tarde, porque dormir en el día de la fiesta de Shavuot es agradable, ya que la noche es corta. Moisés fue al campamento y despertó a los israelitas de su sueño, porque Dios deseaba darles la Torá. Éxodo 19:17 dice: «Y Moisés sacó al pueblo del campamento para encontrarse con Dios», y Dios también salió a su encuentro, como un novio que sale al encuentro de su novia.
La Mishná señaló que los bueyes eran iguales que todas las demás bestias en cuanto a que se les exigía en Éxodo 19:12-13 que se mantuvieran alejados del monte Sinaí.
La Guemará citó Éxodo 19:15 para explicar cómo Moisés decidió abstenerse de las relaciones maritales para permanecer puro en su comunicación con Dios. Una Baraita enseñó que Moisés hizo tres cosas por su propia cuenta, y Dios lo aprobó: (1) Moisés añadió un día de abstinencia por su propia cuenta; (2) se separó de su esposa (por completo, después de la Revelación); y (3) rompió las Tablas de piedra (en las que Dios había escrito los Diez Mandamientos). La Guemará explicó que para tomar la decisión de separarse de su esposa, Moisés aplicó a sí mismo un argumento talmúdico a fortiori (kal va-jomer). Moisés señaló que, aunque la Shekhinah habló con los israelitas solo en un momento definido y señalado (en el monte Sinaí), Dios, no obstante, instruyó en Éxodo 19:15: «Estad preparados para el tercer día: no os acerquéis a una mujer». Moisés razonó que, si escuchaba a la Shejinah en todo momento y no solo en un momento señalado, con mayor razón debía abstenerse del contacto marital. Y la Guemará enseñó que sabemos que Dios lo aprobó, porque en Deuteronomio 5:27, Dios instruyó a Moisés (después de la Revelación en el Sinaí): «Ve y diles: 'Volved a vuestras tiendas'» (dando así permiso a los israelitas para reanudar las relaciones maritales) e inmediatamente después, en Deuteronomio 5:28, Dios le dijo a Moisés: «Pero tú quédate aquí a mi lado» (excluyéndole del permiso para regresar). Y la Guemará enseñó que algunos citan como prueba de la aprobación de Dios la declaración de Dios en el Libro de los Números 12:8, «con él [Moisés] hablaré boca a boca» (ya que Dios así distinguía el nivel de comunicación que tenía con Moisés, después de que Miriam y Aarón hubieran planteado el matrimonio de Moisés y luego cuestionaran el carácter distintivo de la profecía de Moisés).

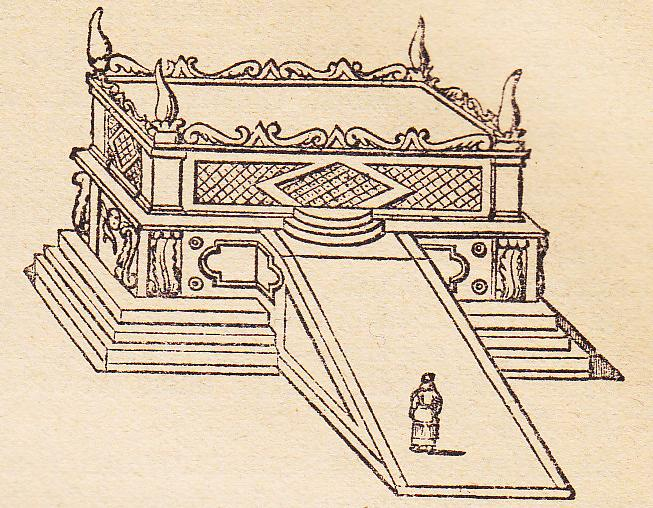
El altar de bronce en el tabernáculo (ilustración de la Biblia de Peter Fjellstedt de 1890)

La Mishná dedujo de Éxodo 19:15 que una mujer que emite semen al tercer día después del coito es impura.
Los rabinos compararon el encuentro de los israelitas en el Sinaí con el sueño de Jacob en el Génesis 28:12-13. La «escalera» en el sueño de Jacob simboliza el monte Sinaí. Que la escalera esté «colocada sobre (מֻצָּב, mutzav) la tierra» recuerda a Éxodo 19:17, que dice: «Y se pararon (וַיִּתְיַצְּבוּ, vayityatzvu) en la parte baja del monte». Las palabras de Génesis 28:12, «y la cima de la montaña llegaba hasta el cielo», se hacen eco de las de Deuteronomio 4:11, «Y la montaña ardía en fuego hasta el corazón de los cielos». «Y he aquí los ángeles de Dios» alude a Moisés y Aarón. «Subiendo» es paralelo a Éxodo 19:3: «Y Moisés subió a Dios». «Y descendiendo» es paralelo a Éxodo 19:14: «Y Moisés descendió del monte». Y las palabras «y he aquí que el Señor estaba de pie junto a él» en Génesis 28:13 son paralelas a las palabras de Éxodo 19:20: «Y el Señor descendió sobre el monte Sinaí».

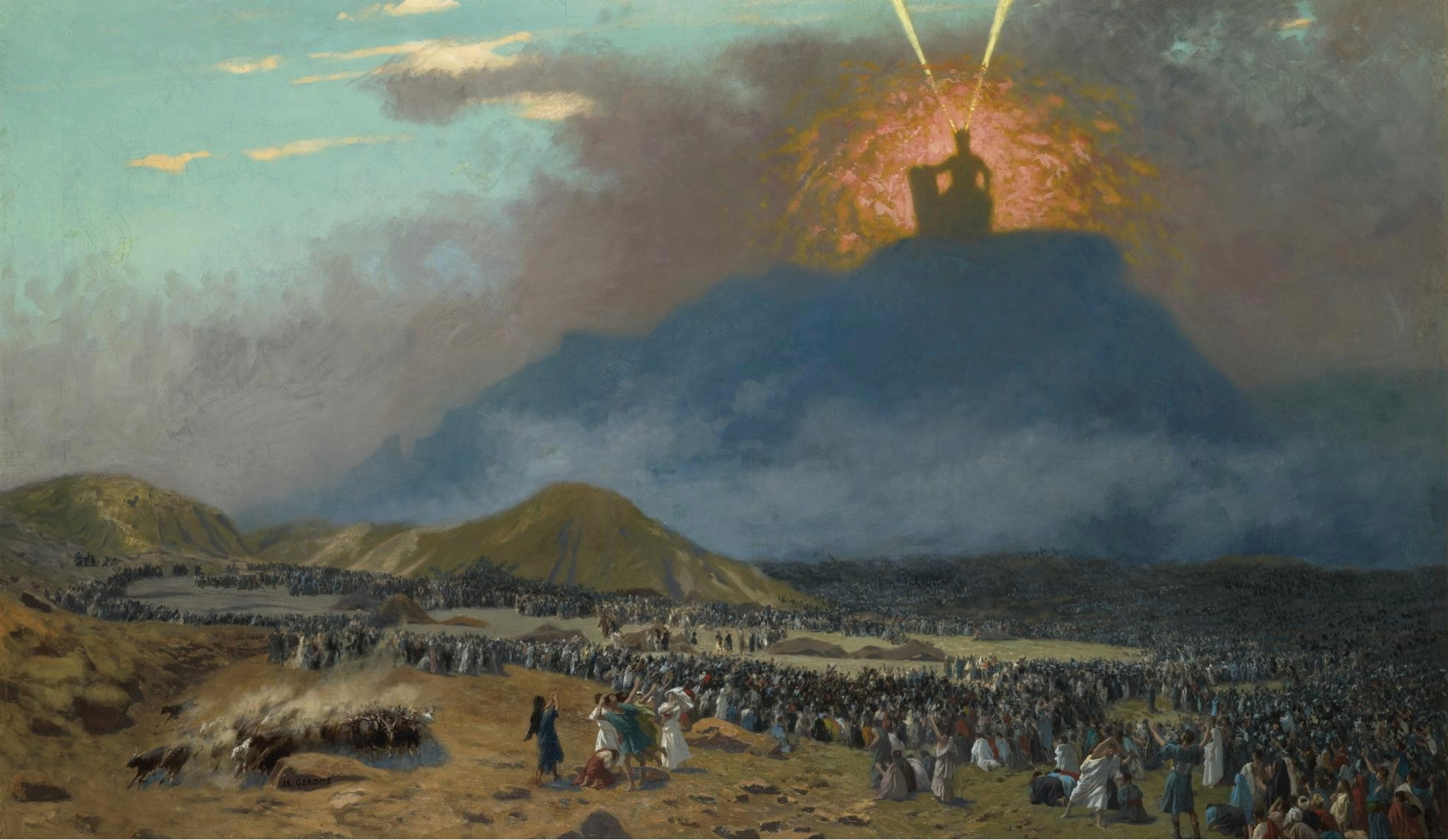
Moisés en el monte Sinaí (pintura de Jean-Léon Gérôme, circa 1895-1900)

El rabino Levi abordó la pregunta que plantea Deuteronomio 4:33: «¿Ha oído alguna vez un pueblo la voz de Dios que hablaba en medio del fuego, como vosotros habéis oído, y ha vivido?» (Deuteronomio 4:33, a su vez, se refiere al encuentro en el Sinaí relatado en Éxodo 19:18-19, 20:1 y siguientes). El rabino Levi enseñó que el mundo no habría podido sobrevivir escuchando la voz de Dios en el poder de Dios, sino que, como dice el Salmo 29:4, «La voz del Señor es poderosa». Es decir, la voz de Dios llegó de acuerdo con el poder de cada individuo —joven, viejo o niño— para recibirla.
Al leer las palabras «Y el Señor descendió sobre el monte Sinaí, a la cima del monte» en Éxodo 19:20, la Mekhilta del rabino Ishmael supuso que uno podría pensar que Dios realmente descendió del cielo y transfirió la Presencia de Dios a la montaña. Así, la Mekhilta del rabino Ishmael señaló que Éxodo 20:19 dice: «Vosotros mismos habéis visto que he hablado con vosotros desde el cielo», y dedujo que Dios inclinó los cielos, bajándolos hasta la cima de la montaña, y extendió los cielos como una persona extiende un colchón sobre una cama, y habló desde los cielos como una persona hablaría desde la parte superior de un colchón. 

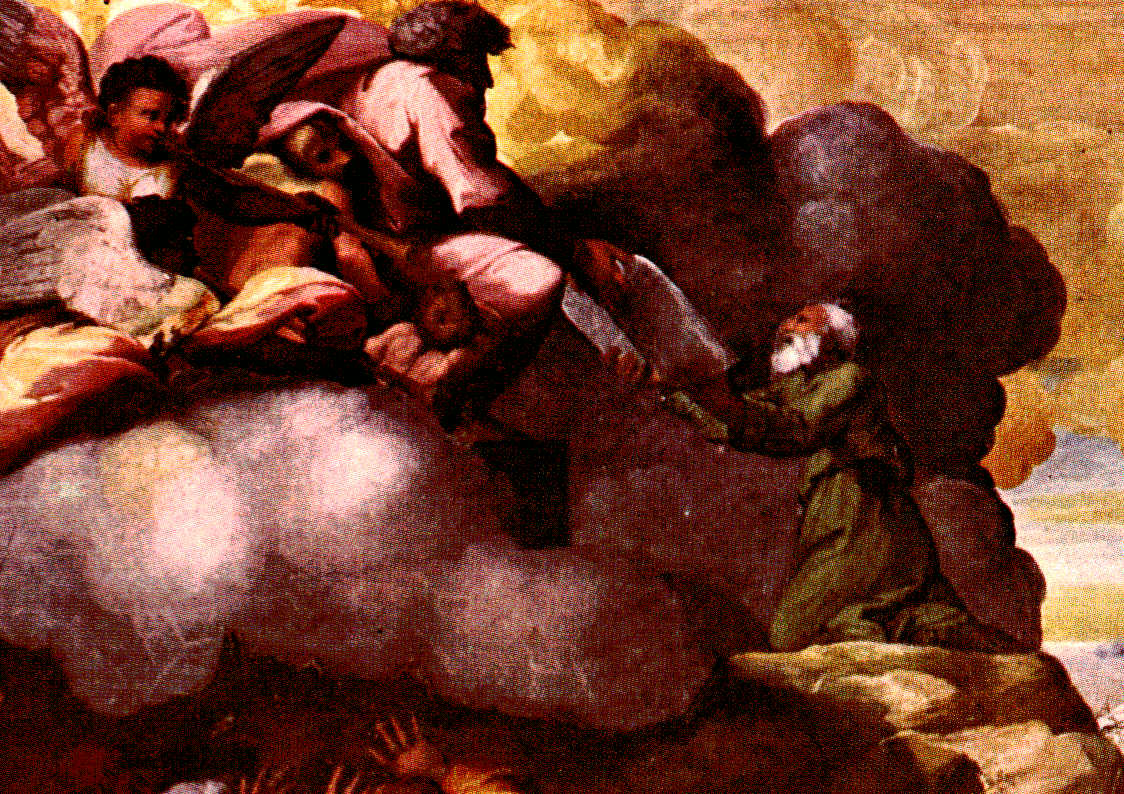
Moisés recibiendo las Tablas de la Ley (fresco de Rafael hacia 1518-1519 en el Palacio Apostólico, Roma)

El rabino Josué ben Levi enseñó que cuando Moisés ascendió a las alturas (como se relata en Éxodo 19:20), los ángeles que lo servían le preguntaron a Dios qué hacía entre ellos un ser nacido de mujer. Dios les dijo que Moisés había venido a recibir la Torá. Los ángeles preguntaron por qué Dios estaba entregando a la carne y la sangre el tesoro secreto que Dios había ocultado durante 974 generaciones antes de crear el mundo. Los ángeles preguntaron, en palabras del Salmo 8:8: «¿Qué es el hombre, para que tengas de él memoria, y el hijo del hombre, para que lo visites?». Dios le dijo a Moisés que respondiera a los ángeles. Moisés le preguntó a Dios qué estaba escrito en la Torá. En Éxodo 20:2, Dios dijo: «Yo soy el Señor tu Dios, que te saqué de la tierra de Egipto». Entonces Moisés preguntó a los ángeles si habían bajado a Egipto o si habían sido esclavizados por el faraón. Como no era así, Moisés les preguntó por qué Dios les había dado la Torá. De nuevo, Éxodo 20:3 dice: «No tendrás otros dioses», así que Moisés preguntó a los ángeles si vivían entre pueblos que adoraban ídolos. De nuevo, Éxodo 20:8 dice: «Acuérdate del día de reposo para santificarlo», por lo que Moisés preguntó a los ángeles si realizaban trabajos para los que necesitaban descansar. De nuevo, Éxodo 20:7 dice: «No tomarás el nombre del Señor tu Dios en vano», por lo que Moisés preguntó a los ángeles si había algún trato comercial entre ellos en el que pudieran hacer juramentos. De nuevo, Éxodo 20:12 dice: «Honra a tu padre y a tu madre», por lo que Moisés preguntó a los ángeles si tenían padres y madres. De nuevo, Éxodo 20:13 dice: «No matarás; no cometerás adulterio; no robarás», por lo que Moisés preguntó a los ángeles si había celos entre ellos y si el Maligno estaba entre ellos. Inmediatamente, los ángeles reconocieron que el plan de Dios era correcto, y cada ángel se sintió movido a amar a Moisés y a hacerle regalos. Incluso el Ángel de la Muerte le confió su secreto a Moisés, y así es como Moisés supo qué hacer cuando, como se relata en Números 17:11-13, le dijo a Aarón qué hacer para hacer expiación por el pueblo, para interponerse entre los muertos y los vivos y para detener la plaga. 

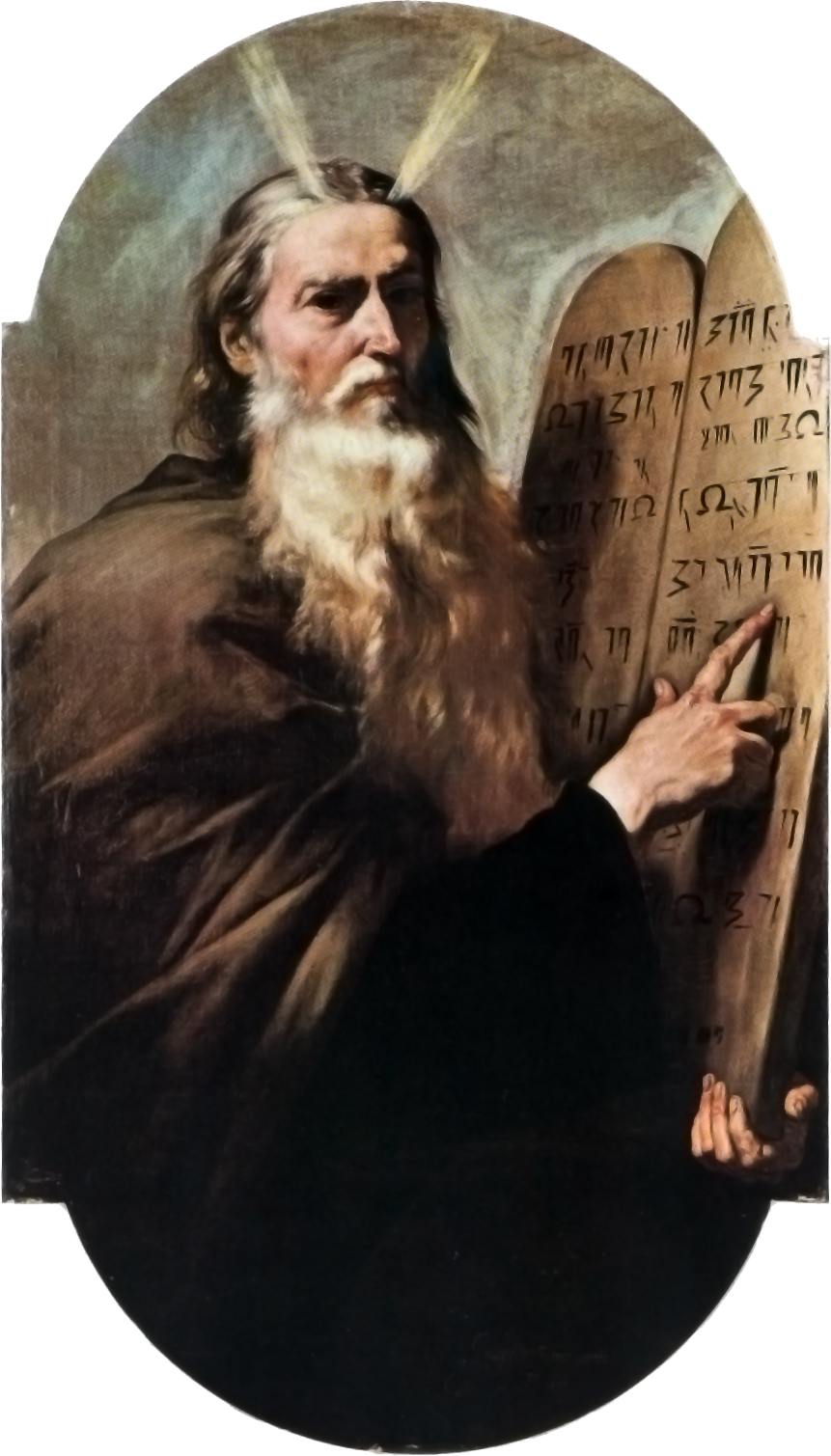
San Moisés (pintura de 1638 de Jusepe de Ribera en el Museo nazionale di San Martino, Nápoles)

### Éxodo, capítulo 20
En el Pirke De-Rabbi Eliezer, el Rabino Tarfon enseñó que Dios vino del monte Sinaí (u otros dicen del monte Seir) y se reveló a los hijos de Esaú, como dice Deuteronomio 33:2: «El Señor vino del Sinaí y se levantó de Seir hacia ellos», y «Seir» significa los hijos de Esaú, como dice Génesis 36:8: «Y Esaú habitó en el monte Seir». Dios les preguntó si aceptarían la Torá, y ellos preguntaron qué estaba escrito en ella. Dios respondió que incluía (en Éxodo 20:13 y Deuteronomio 5:17): «No matarás». Los hijos de Esaú respondieron que no podían abandonar la bendición con la que Isaac bendijo a Esaú en Génesis 27:40: «Con tu espada vivirás». A partir de ahí, Dios se volvió y se reveló a los hijos de Ismael, como dice Deuteronomio 33:2: «Resplandeció desde el monte Parán», y «Paran» significa los hijos de Ismael, como dice Génesis 21:21 de Ismael: «Y habitó en el desierto de Parán». Dios les preguntó si aceptarían la Torá, y ellos preguntaron qué estaba escrito en ella. Dios respondió que incluía (en Éxodo 20:13 y Deuteronomio 5:17): «No robarás». Los hijos de Ismael respondieron que no podían abandonar la costumbre de sus padres, como dijo José en Génesis 40:15 (refiriéndose a la transacción de los ismaelitas relatada en Génesis 37:28): «Porque, en efecto, fui robado de la tierra de los hebreos». A partir de ahí, Dios envió mensajeros a todas las naciones del mundo preguntándoles si aceptarían la Torá, y ellos preguntaron qué estaba escrito en ella. Dios respondió que incluía (en Éxodo 20:3 y Deuteronomio 5:7): «No tendrás otros dioses delante de mí». Ellos respondieron que no se deleitaban en la Torá, por lo tanto, que Dios se la diera a su pueblo, como dice el Salmo 29:11: «El Señor dará fuerza [identificada con la Torá] a su pueblo; el Señor bendecirá a su pueblo con paz». A partir de ahí, Dios regresó y se reveló a los hijos de Israel, como dice Deuteronomio 33:2: «Y vino de entre los diez mil santos», y la expresión «diez mil» significa los hijos de Israel, como dice Números 10:36: «Y cuando descansó, dijo: 'Vuelve, oh Señor, a los diez mil de los miles de Israel'». Con Dios había miles de carros y 20 000 ángeles, y la mano derecha de Dios sostenía la Torá, como dice Deuteronomio 33:2: «A su diestra estaba la ley de fuego para ellos».

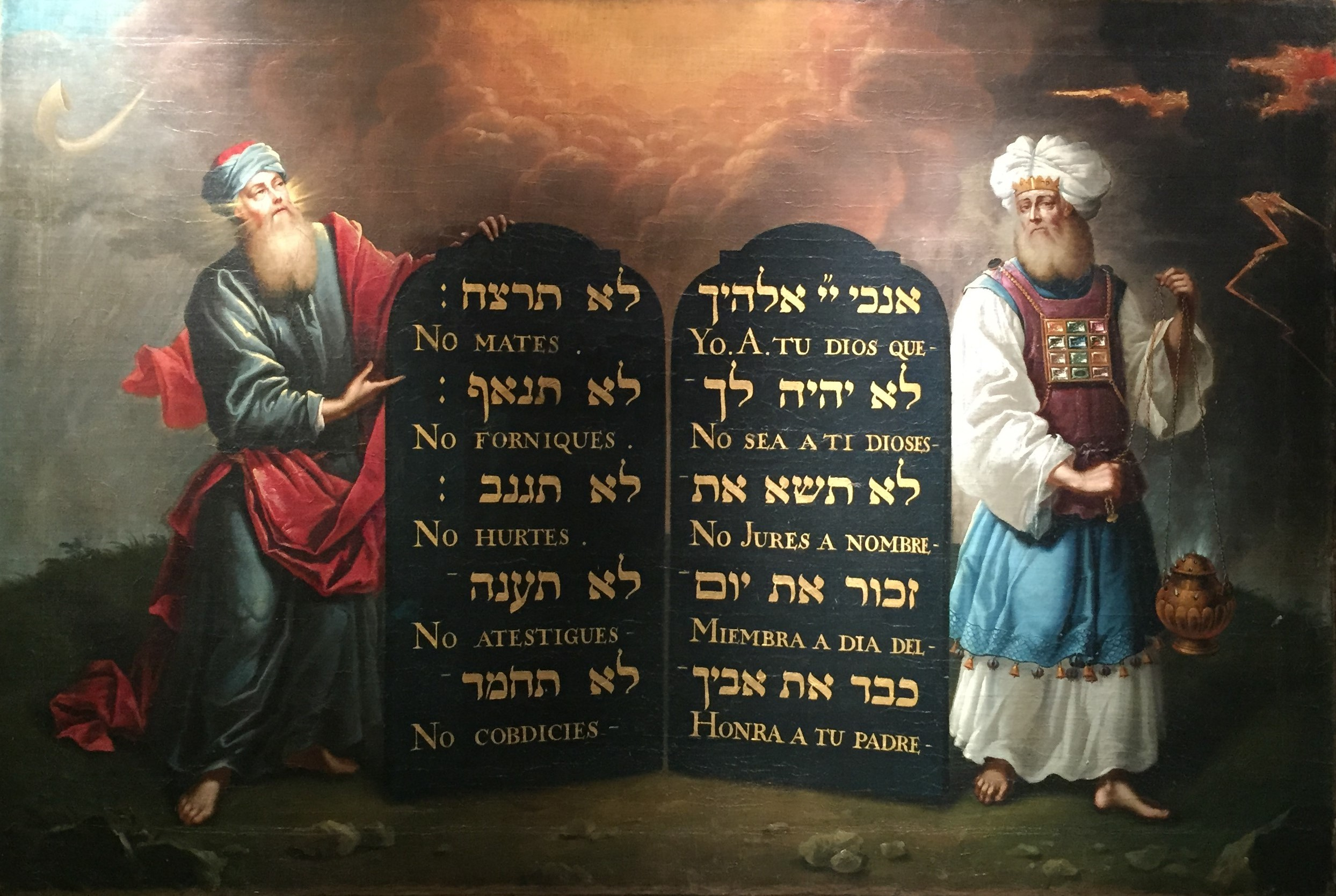
Moisés y Aarón con los diez mandamientos (pintura de alrededor de 1675 de Aron de Chávez)

Al leer Éxodo 20:1, «Y Dios habló todas estas palabras, diciendo», la Mekhilta del rabino Ishmael enseñó que Dios pronunció los diez mandamientos en una sola expresión, de una manera de hablar de la que los seres humanos son incapaces. 
Rabí Josué ben Levi enseñó que con cada palabra que Dios pronunció (como informa Éxodo 20:1), las almas de los israelitas partieron, como dice el Cantar de los Cantares 5:6: «Mi alma se fue cuando Él habló». Pero si sus almas partieron a la primera palabra, ¿cómo pudieron recibir la segunda? Dios los revivió con el rocío con el que Dios resucitará a los muertos, como dice el Salmo 68:10: «Tú, oh Dios, enviaste una lluvia abundante; confirmaste tu heredad, cuando estaba cansada». El rabino Josué ben Levi también enseñó que con cada palabra que Dios pronunciaba, los israelitas retrocedían una distancia de 12 mils, pero los ángeles ministradores los guiaban de vuelta, como dice el Salmo 68:13: «Las huestes de ángeles marchan, marchan (יִדֹּדוּן יִדֹּדוּן, “yiddodun yiddodun“)». En lugar de «yiddodun» («marchan»), el rabino Josué ben Levi leyó «yedaddun» («dirigen»). 
El rabino Abbahu dijo en nombre del rabino Joḥanan que cuando Dios dio la Torá, ningún pájaro gorjeó, ningún ave voló, ningún buey mugió, ninguno de los Ophanim movió un ala, el Serafin no dijo (en palabras de Isaías 6:3) «Santo, Santo», el mar no rugió, las criaturas no hablaron, el mundo entero quedó en silencio y la voz se hizo oír en las palabras de Éxodo 20:2 y Deuteronomio 5:6: «Yo soy el Señor tu Dios».
El rabino Levi explicó que Dios dijo las palabras de Éxodo 20:2 y Deuteronomio 5:6, «Yo soy el Señor tu Dios», para asegurar a Israel que solo porque escucharon muchas voces en el Sinaí, no debían creer que hay muchas deidades en el cielo, sino que debían saber que solo Dios es Dios.
El rabino Tobías bar Isaac leyó las palabras de Éxodo 20:2 y Deuteronomio 5:6, «Yo soy el Señor tu Dios», para enseñar que fue con la condición de que los israelitas reconocieran a Dios como su Dios que Dios (en la continuación de Éxodo 20:2 y Deuteronomio 5:6) «los sacó de la tierra de Egipto». Y un Midrash comparó «Yo soy el Señor tu Dios» con una princesa que, tras haber sido capturada por unos ladrones, fue rescatada por un rey, quien posteriormente le pidió que se casara con él. En respuesta a su propuesta, ella preguntó qué dote le daría el rey, a lo que el rey respondió que era suficiente con que la hubiera rescatado de los ladrones. (Así que la liberación de los israelitas por parte de Dios de Egipto fue razón suficiente para que los israelitas obedecieran los mandamientos de Dios).

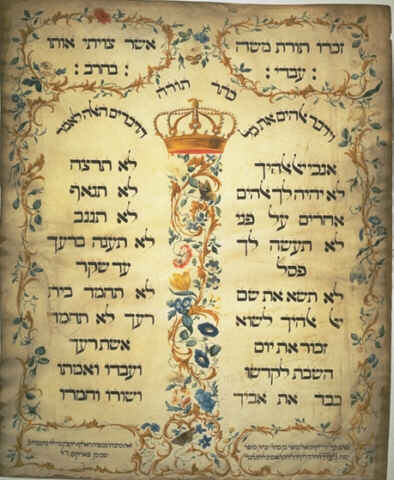
Decálogo (pergamino de 1768 de Jekuthiel Sofer)

El rabino Levi dijo que la sección que comienza en el Levítico 19:1 fue pronunciada en presencia de todo el pueblo israelita, porque incluye cada uno de los Diez Mandamientos, señalando que: (1) Éxodo 20:2 dice: «Yo soy el Señor tu Dios», y Levítico 19:3 dice: «Yo soy el Señor tu Dios»; (2) Éxodo 20:2-3 dice: «No tendrás otros dioses», y Levítico 19:4 dice: «Ni os haréis dioses fundidos»; (3) Éxodo 20:7 dice: «No tomarás el nombre del Señor tu Dios en vano», y Levítico 19:12 dice: «Y no jurarás en falso por Mi nombre»; (4) Éxodo 20:8 dice: «Acuérdate del día de reposo», y Levítico 19:3 dice: «Y guardarás mis sábados»; (5) Éxodo 20:12 dice: «Honra a tu padre y a tu madre», y Levítico 19:3 dice: «Cada uno respetará a su madre y a su padre»; (6) Éxodo 20:13 dice: «No matarás», y Levítico 19:16 dice: «Ni te quedarás de brazos cruzados ante la sangre de tu prójimo»; (7) Éxodo 20:13 dice: «No cometerás adulterio», y Levítico 20:10 dice: «Tanto el adúltero como la adúltera serán condenados a muerte»; (8) Éxodo 20:13 dice: «No robarás», y Levítico 19:11 dice: «No robarás»; (9) Éxodo 20:13 dice: «No darás falso testimonio», y Levítico 19:16 dice: «No andarás de un lado a otro como un chismoso»; y (10) Éxodo 20:14 dice: «No codiciarás [...] nada que sea de tu prójimo», y Levítico 19:18 dice: «Amarás a tu prójimo como a ti mismo».
La Mishná enseñaba que los sacerdotes recitaban los Diez Mandamientos a diario. Mishná Tamid 5:1; La Guemará, sin embargo, enseñaba que, aunque los Sabios querían recitar los Diez Mandamientos junto con el «Shemá» en recintos fuera del Templo, pronto abolieron su recitación, porque los Sabios no querían dar crédito a los argumentos de los herejes (que podrían argumentar que los judíos solo honraban los Diez Mandamientos).

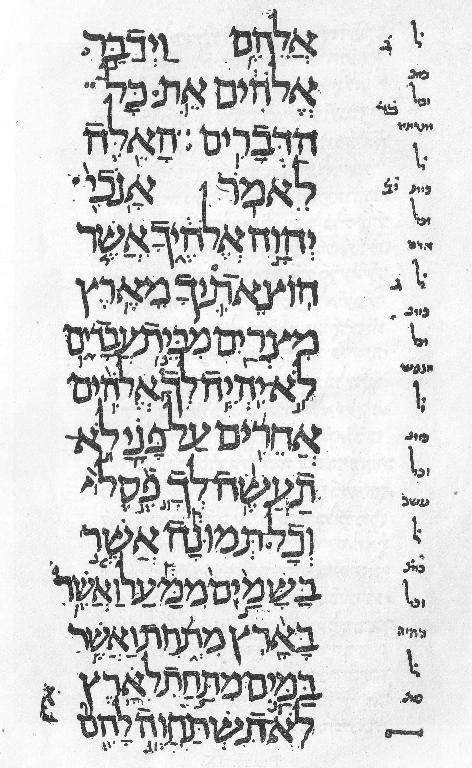
Éxodo 20:1-5 en un manuscrito de la Biblioteca Británica

El rabino Ishmael interpretó que Éxodo 20:2-3 y Deuteronomio 5:6-7 son el primero de los Diez Mandamientos. El rabino Ishmael enseñó que las Escrituras hablan en particular de idolatría, porque Números 15:31 dice: «Porque ha despreciado la palabra del Señor». El rabino Ishmael interpretó que esto significa que un idólatra desprecia la primera palabra de los Diez Mandamientos en Éxodo 20:2-3 y Deuteronomio 5:6-7: «Yo soy el Señor tu Dios... No tendrás otros dioses delante de mí».
La Guemará enseñaba que los israelitas oyeron las palabras de los dos primeros mandamientos (en Éxodo 20:3-6 y Deuteronomio 5:7-10) directamente de Dios. El rabino Simlai expuso que se comunicaron a Moisés un total de 613 mandamientos: 365 mandamientos negativos, correspondientes al número de días del año solar, y 248 mandamientos positivos, correspondientes al número de partes del cuerpo humano. Rav Hamnuna dijo que esto puede deducirse de Deuteronomio 33:4: «Moisés nos ordenó la Torá, una herencia de la congregación de Jacob». Las letras de la palabra «Torá» (תורה) tienen un valor numérico de 611 (ya que ת equivale a 400, ו equivale a 6, ר equivale a 200 y ה equivale a 5). Y la Guemará no contaba entre los mandamientos que los israelitas oyeron de Moisés los mandamientos: «Yo soy el Señor tu Dios» y «No tendrás otros dioses delante de mí», ya que los israelitas oyeron esos mandamientos directamente de Dios. 
El Sifre enseñó que cometer idolatría es negar toda la Torá. Ref. Sifre a Números 111:1.
El tratado Avodah Zarah en la Mishná, la Tosefta, el Talmud de Jerusalén y el Talmud babilónico interpretaron las leyes que prohíben la idolatría en Éxodo 20:3-6 y Deuteronomio 5:7-10.
La Mishná enseñaba que aquellos que se dedicaban a la adoración de ídolos eran ejecutados, ya fuera que lo sirvieran, lo sacrificaran, le ofrecieran incienso, le hicieran libaciones, se postraran ante él, lo aceptaran como un dios o le dijeran: «Tú eres mi dios». Pero aquellos que abrazaban, besaban, lavaban, ungían, vestían, barrían o rociaban la tierra ante un ídolo simplemente transgredían el mandamiento negativo de Éxodo 20:5 y no eran ejecutados.
La Guemará reconcilió versículos aparentemente discordantes que tratan de la responsabilidad vicaria. La Guemará señaló que Deuteronomio 24:16 establece: «Los padres no serán condenados a muerte por los hijos, ni los hijos serán condenados a muerte por los padres; cada uno será condenado a muerte por su propio pecado», pero Éxodo 20:5 dice: «visitar la iniquidad de los padres sobre los hijos». El Talmud citó una Baraita que interpretaba las palabras «las iniquidades de sus padres se consumirán con ellos» en Levítico 26:39 para enseñar que Dios castiga a los hijos solo cuando siguen los pecados de sus padres. El Talmud se preguntó entonces si las palabras «tropezarán unos con otros» en Levítico 26:37 no enseñan que uno tropezará por el pecado del otro, que todos son responsables unos de otros. El Talmud respondió que la responsabilidad vicaria de la que habla Levítico 26:37 se limita a aquellos que tienen el poder de impedir que su prójimo haga el mal, pero no lo hacen. 
Los tratados Nedarim y Shevuot en la Mishná, la Tosefta, el Talmud de Jerusalén y el Talmud babilónico interpretaron las leyes de los votos y juramentos en Éxodo 20:7, Levítico 5:1-10 y 19:12, Números 30:2-17 y Deuteronomio 23:24.
El tratado Shabbat en la Mishná, la Tosefta, el Talmud de Jerusalén y el Talmud de Babilonia interpretaron las leyes del sábado en Éxodo 16:23 y 29; 20:8-11; 23:12; 31:13-17; 35:2-3; Levítico 19: 3; 23:3; Números 15:32–36; y Deuteronomio 5:12.
La Mishná interpretó la prohibición de trabajar con animales en Éxodo 20:10 para enseñar que en el sabbat, los animales podían llevar sus ataduras, y sus cuidadores podían guiarlos por sus ataduras y rociarlos o sumergirlos en agua.  La Mishná enseñaba que un burro podía salir con un cojín de silla atado a él, carneros atados, ovejas cubiertas y cabras con las ubres atadas. Rabí Jose prohibió todo esto, excepto cubrir a las ovejas. El rabino Judá permitía que las cabras salieran con las ubres atadas para que se secaran, pero no para conservar la leche. La Mishnah enseñaba que los animales no podían salir con una almohadilla atada a la cola. Un conductor no podía atar a los camellos juntos y tirar de uno de ellos, pero sí podía tomar las riendas de varios camellos en la mano y tirar de ellos.  La Mishná prohibía los burros con cojines desatados, campanas, yugos en forma de escalera o correas alrededor de las patas; las aves con cintas o correas en las patas; los carneros con carros; las ovejas protegidas por astillas de madera en la nariz; los terneros con pequeños yugos; y las vacas con pieles de erizo o correas entre los cuernos. La Mishná informó de que la vaca del rabino Eleazar ben Azariah solía salir con una correa entre los cuernos, pero sin el consentimiento de los rabinos.

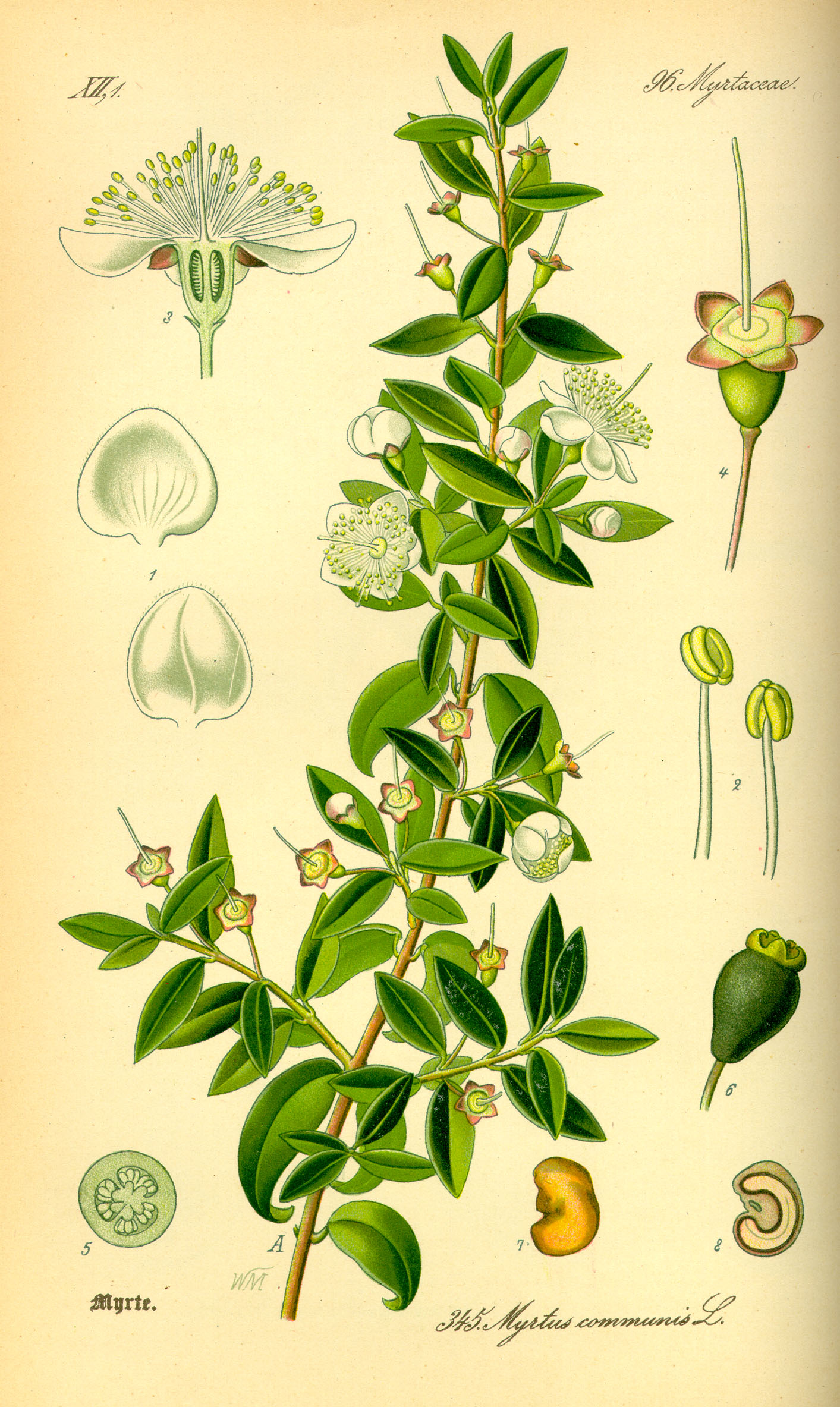
mirto

La Guemará relata que en la víspera del sabbat, antes del atardecer, el rabino Simeón ben Yojái y su hijo vieron a un anciano que corría con dos manojos de mirto y le preguntaron para qué eran. El anciano explicó que eran para llevar un olor dulce a su casa en honor del sábado. El rabino Simeón ben Yojái preguntó si un manojo no sería suficiente. El anciano respondió que un manojo era para «Recordar» en Éxodo 20:8 y otro para «Observar» en Deuteronomio 5:12. El rabino Simeón ben Yojái le dijo a su hijo que recordara lo preciosos que son los mandamientos para Israel.
Un Midrash citó las palabras de Éxodo 20:10, «Y al extranjero que esté dentro de tus puertas», para mostrar el mandato de Dios de acoger al extranjero. El Midrash comparó la advertencia de Isaías 56:3: «Ni el extranjero que se haya unido al Señor hable diciendo: 'El Señor me separará de su pueblo'» (Isaías ordenó a los israelitas que trataran al converso como a un israelita nativo). De manera similar, el Midrash citó el Libro de Job 31:32, en el que Job dijo: «El extranjero no se alojó en la calle» (es decir, a nadie se le negó la hospitalidad), para mostrar que Dios no descalifica a ninguna criatura, sino que recibe a todas; las puertas de la ciudad estaban abiertas todo el tiempo y cualquiera podía entrar en ellas. El Midrash equiparó Job 31:32, «El extranjero no se alojó en la calle», con las palabras de Éxodo 20:10, Deuteronomio 5:14 y Deuteronomio 31:12, «Y tu extranjero que está dentro de tus puertas» (lo que implica que los extranjeros se integraban en medio de la comunidad). Así, el Midrash enseñó que estos versículos reflejan el ejemplo divino de aceptar a todas las criaturas.
Un Midrash empleó las palabras de Éxodo 20:10, Deuteronomio 5:14 y Deuteronomio 31:12, «Y tu extranjero que está dentro de tus puertas», para reconciliar el mandamiento de Éxodo 12:43, «Y el Señor dijo a Moisés y a Aarón: 'Esta es la ordenanza de la Pascua: Ningún extranjero comerá de ella», con la advertencia de Isaías 56:3: «Ni el extranjero que se haya unido al Señor hable diciendo: 'El Señor seguramente me separará de su pueblo'». (Isaías nos ordena tratar al converso como a un israelita nativo). El Midrash citó Job 31:32, en el que Job dijo: «El extranjero no se alojó en la calle» (es decir, a nadie se le negó la hospitalidad), para mostrar que Dios no descalifica a nadie, sino que recibe a todos; las puertas de la ciudad estaban abiertas todo el tiempo y cualquiera podía entrar en ellas. El Midrash equiparó Job 31:32, «El extranjero no se alojó en la calle», con las palabras de Éxodo 20:10, Deuteronomio 5:14 y Deuteronomio 31:12, «Y tu extranjero que está dentro de tus puertas», que implican que los extranjeros se integraban en la comunidad. Así, estos versículos reflejan el ejemplo divino de aceptar a todos. El rabino Berekiah explicó que en Job 31:32, Job dijo: «El extranjero no se alojó en la calle», porque los extranjeros algún día serán sacerdotes en el Templo, como dice Isaías 14:1: «Y el extranjero se unirá a ellos, y se unirán (וְנִסְפְּחוּ, venispechu) a la casa de Jacob», y la palabra «unirse» (וְנִסְפְּחוּ, «venispechu») siempre se refiere al sacerdocio, como dice 1 Samuel 2:36: «Póngame (סְפָחֵנִי, «sefacheini») en uno de los oficios sacerdotales, te ruego». El Midrash enseñó que los extranjeros algún día participarán del pan de la proposición, porque sus hijas se casarán con miembros del sacerdocio.
Rav Judah enseñó en nombre de Rav que las palabras de Deuteronomio 5:12, «Observad el día de reposo... como el Señor vuestro Dios os lo ha mandado» (en la que Moisés utilizó el tiempo pasado para la palabra «mandó», lo que indica que Dios había ordenado a los israelitas que observaran el sábado antes de la revelación en el monte Sinaí) indican que Dios ordenó a los israelitas que observaran el sábado cuando estaban en Marah, sobre lo que Éxodo 15:25 informa: «Allí les dio una ley y un estatuto».
La Mishná enseñaba que todo acto que viola la ley del sábado también viola la ley de una festividad, excepto que se puede preparar comida en una festividad, pero no en sábado.
El Tana Devei Eliyahu enseñó que si vives según el mandamiento que establece el sábado (en Éxodo 20:8 y Deuteronomio 5:12), entonces (en palabras de Isaías 62:8) «El Señor ha jurado por su diestra y por el brazo de su fuerza: «Ciertamente no volveré a dar vuestro trigo como alimento a vuestros enemigos»». Sin embargo, si transgredes el mandamiento, será como en Números 32:10-11, cuando «el Señor se encendió en ira aquel día y juró diciendo: «Ciertamente ninguno de los hombres... verá la tierra».
El Alfabeto del rabino Akiva enseñaba que cuando Dios estaba entregando la Torá a Israel, Dios les dijo que si aceptaban la Torá y observaban los mandamientos de Dios, entonces Dios les daría por toda la eternidad una de las cosas más preciosas que Dios poseía: el Mundo Venidero. Cuando Israel pidió ver en este mundo un ejemplo del Mundo Venidero, Dios respondió que el Sabbat es un ejemplo del Mundo Venidero.
Un midrash preguntó a qué mandamiento se refiere Deuteronomio 11:22 cuando dice: «Porque si guardas diligentemente todo este mandamiento que te ordeno, de hacerlo, de amar al Señor tu Dios, de andar en todos sus caminos y de aferrarte a él, entonces el Señor expulsará a todas estas naciones de delante de ti, y despojarás a naciones más grandes y poderosas que tú». El rabino Levi dijo que «este mandamiento» se refiere a la recitación del «Shemá» (Deuteronomio 6:4-9), pero los rabinos dijeron que se refiere al sabbat, que es igual a todos los preceptos de la Torá.

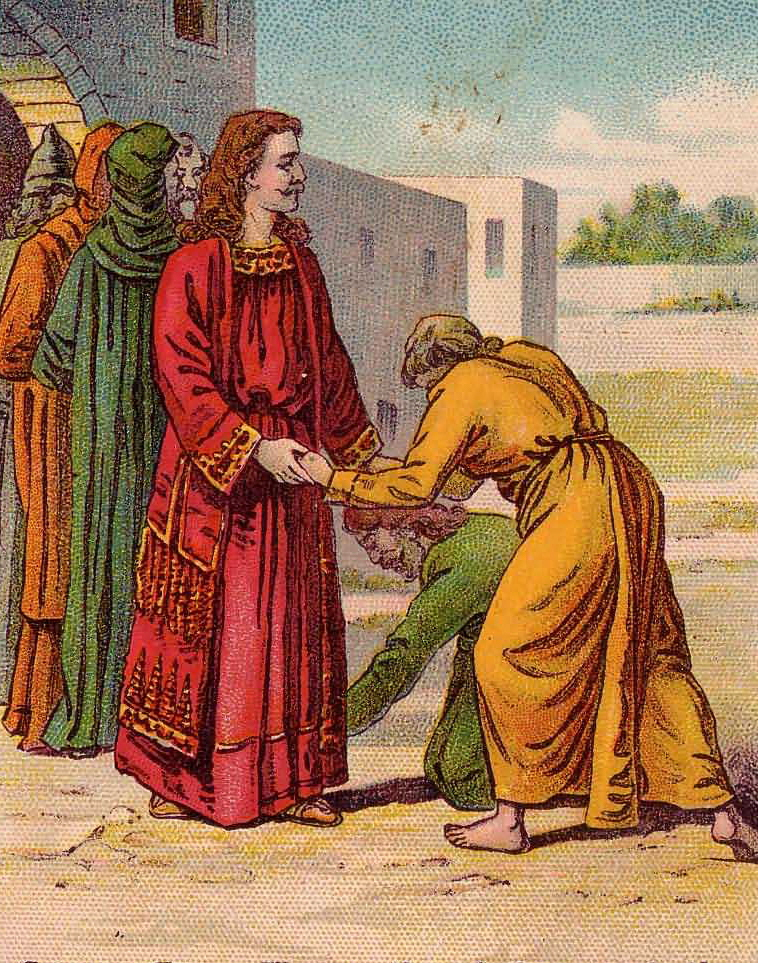
Honra a tu padre y a tu madre (ilustración de una tarjeta bíblica de 1896)

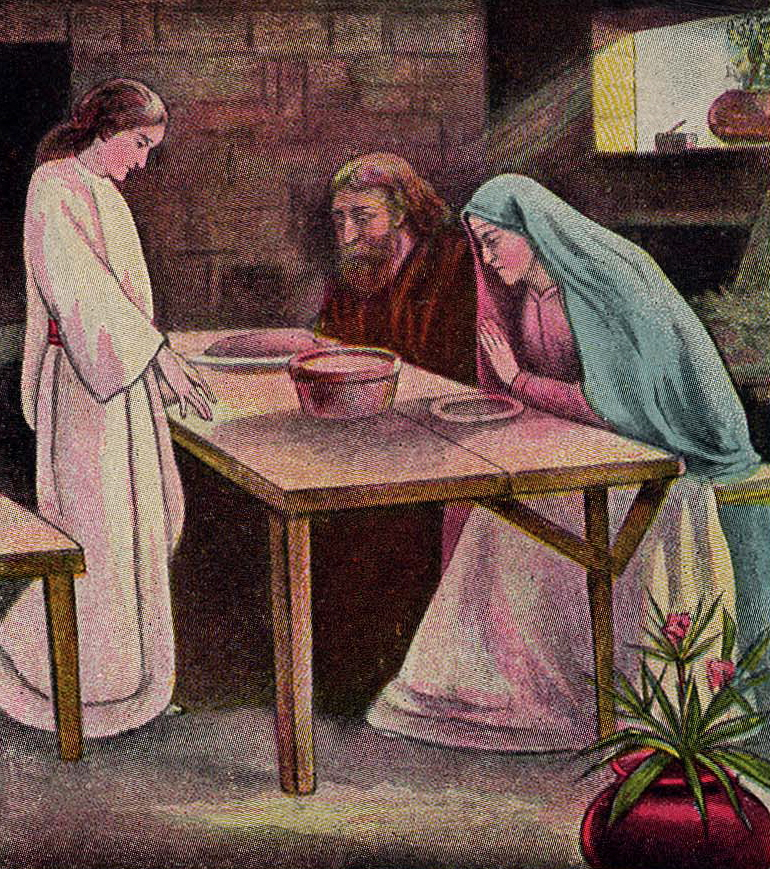
Honra a tu padre y a tu madre (ilustración de una tarjeta bíblica de 1908)

La Mishná enseñaba que tanto hombres como mujeres están obligados a cumplir todos los mandamientos relativos a sus padres. Rav Judah interpretó la Mishná en el sentido de que tanto hombres como mujeres están obligados a cumplir todos los preceptos relativos a un padre que incumben a un hijo para con su padre.
Un Midrash señaló que en casi todas partes, las Escrituras mencionan el honor del padre antes que el de la madre. (Véase, por ejemplo, Éxodo 20:12, Deuteronomio 5:16, 27:16). Pero Levítico 19:3 menciona primero a la madre para enseñar que se debe honrar a ambos padres por igual.
Se enseñó en una Baraita que Yehudah Hanasí dijo que Dios sabe que un hijo honra a su madre más que a su padre, porque la madre lo gana con palabras. Por lo tanto, (en Éxodo 20:12) Dios puso el honor del padre antes que el de la madre. Dios sabe que un hijo teme más a su padre que a su madre, porque el padre le enseña la Torá. Por lo tanto, (en Levítico 19:3) Dios puso el temor a la madre antes que al padre.
Nuestros rabinos enseñaron en una Baraita lo que significa «honrar» y «venerar» a los padres en el sentido de Éxodo 20:12 (honrar), Levítico 19:3 (venerar) y Deuteronomio 5:16 (honrar). «Venerar» significa que el hijo no debe ni ponerse ni sentarse en el lugar del padre, ni contradecir las palabras del padre, ni participar en una disputa en la que el padre sea parte. «Honrar» significa que el hijo debe dar de comer, beber y vestir al padre, y llevarlo y traerlo de un lado a otro. 
Teniendo en cuenta que Éxodo 20:12 ordena: «Honra a tu padre y a tu madre», y Proverbios 3:9 ordena: «Honra al Señor con tus bienes», los rabinos enseñaron en una Baraita que las Escrituras comparan así el honor debido a los padres con el debido a Dios. De manera similar, como mandan Levítico 19:3, «Temed a vuestro padre y a vuestra madre», y Deuteronomio 6:13, «Al Señor tu Dios temerás y a él servirás», las Escrituras comparan el temor a los padres con el temor a Dios. Y como mandan Éxodo 21:17, «El que maldiga a su padre o a su madre será condenado a muerte», y Levítico 24:15, «El que maldiga a su Dios cargará con su pecado», las Escrituras comparan maldecir a los padres con maldecir a Dios. Pero la Baraita admitió que, con respecto a golpear (que Éxodo 21:15 aborda con respecto a los padres), es ciertamente imposible (con respecto a Dios). La Baraita concluyó que estas comparaciones entre padres y Dios son solo lógicas, ya que los tres (Dios, la madre y el padre) son socios en la creación del niño. Porque los rabinos enseñaron en una Baraita que hay tres socios en la creación de una persona: Dios, el padre y la madre. Cuando uno honra a su padre y a su madre, Dios lo considera como si Él hubiera morado entre ellos y ellos hubieran honrado a Dios. Y un Tanna enseñó antes de Rav Naḥman que cuando uno irrita a su padre y a su madre, Dios considera correcto no morar entre ellos, porque si Dios hubiera morado entre ellos, ellos habrían irritado a Dios.
El capítulo 9 del Tratado Sanedrín en la Mishná y el Talmud babilónico interpretaron las leyes del asesinato en Éxodo 20:13 y Deuteronomio 5:17. La Mishná enseñaba que quien tenía la intención de matar a un animal pero mataba a una persona en su lugar no era responsable de asesinato. No se era responsable de asesinato si se pretendía matar a un feto no viable y se mataba a un niño viable. No se era responsable de asesinato si se pretendía golpear a la víctima en los riñones, donde el golpe era insuficiente para matar, pero se golpeaba el corazón en su lugar, donde era suficiente para matar, y la víctima moría. No se era responsable de asesinato si se pretendía golpear a la víctima en el corazón, donde era suficiente para matar, pero se golpeaba a la víctima en los riñones, donde no lo era, y aun así la víctima moría.
Interpretando las consecuencias del asesinato (prohibido en Éxodo 20:13 y Deuteronomio 5:17), la Mishná enseñó que Dios creó al primer ser humano (Adán) solo para enseñar que la Escritura imputa culpa a quien destruye una sola alma de Israel como si esa persona hubiera destruido un mundo completo, y la Escritura atribuye mérito a quien preserva una sola alma de Israel como si esa persona hubiera preservado un mundo completo.
El Tana Devei Eliyahu enseñó que si vives según el mandamiento que prohíbe el asesinato (en Éxodo 20:13 y Deuteronomio 5:17), entonces (en palabras de Levítico 26:6) «la espada no pasará por tu tierra». Sin embargo, si transgredes el mandamiento, entonces (en palabras de Dios en Levítico 26:33) «desenvainaré la espada contra ti».
Rabí Josiah enseñó que aprendemos la prohibición formal contra el secuestro de las palabras «No robarás» en Éxodo 20:13 (ya que Deuteronomio 22:7 y Éxodo 21:16 simplemente establecen el «castigo» por el secuestro). Rabí Joḥanan enseñó que lo aprendemos de Levítico 25:42: «No serán vendidos como esclavos». La Guemará armonizó las dos posiciones concluyendo que el rabino Josiah se refería a la prohibición de secuestro, mientras que el rabino Joḥanan se refería a la prohibición de vender a una persona secuestrada. Del mismo modo, los rabinos enseñaron en una Baraita que Éxodo 20:13, «No robarás», se refiere al robo de seres humanos. A la posible objeción de que Éxodo 20:13 se refiere al [robo] de propiedad, la Baraita respondió que uno de los trece principios por los que interpretamos la Torá es que una ley se interpreta por su contexto general, y los Diez Mandamientos hablan de delitos capitales (como el asesinato y el adulterio). (Por lo tanto, «No robarás» debe referirse a un delito capital y, por tanto, al secuestro). Otra Baraita enseñó que las palabras «No robarás» en Levítico 19:11 se refieren al robo de propiedad. A la posible objeción de que Levítico 19:11 se refiere al robo de seres humanos, la Baraita respondió que el contexto general de Levítico 19:10-15 habla de asuntos monetarios; por lo tanto, Levítico 19:11 debe referirse al robo de dinero. 

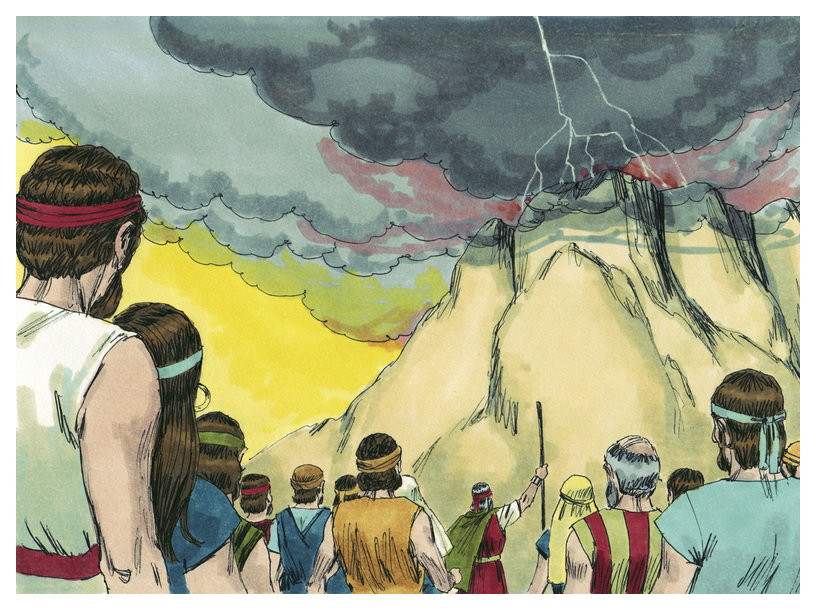
«Moisés los sacó del campamento para encontrarse con Dios» (ilustración de 1984 de Jim Padgett, cortesía de Distant Shores Media/Sweet Publishing)

Según la Mishná, si los testigos declaraban que una persona era susceptible de recibir 40 latigazos, y los testigos resultaban haber cometido perjurio, entonces el rabino Meir enseñaba que los perjuros recibían 80 latigazos: 40 por el mandamiento de Éxodo 20:13 de no dar falso testimonio y 40 por la instrucción de Deuteronomio 19: 19 a los perjuros como pretendían hacer a sus víctimas, pero los Sabios dijeron que solo recibieron 40 latigazos.
El rabino Shimon ben Lakish enseñó que el mandamiento de Éxodo 20:13 de no dar falso testimonio incluía todos los casos de falso testimonio.
Rav Aha de Difti dijo a Ravina que se puede transgredir el mandamiento de no codiciar en Éxodo 20:14 y Deuteronomio 5:18 incluso en relación con algo por lo que uno está dispuesto a pagar.
La Mekhilta del rabino Ishmael se preguntaba si el mandamiento de no codiciar en Éxodo 20:14 se aplicaba hasta el punto de prohibir simplemente expresar con palabras el deseo de las cosas del prójimo. Pero la Mekhilta del rabino Ishmael señaló que Deuteronomio 7:25 dice: «No codiciarás la plata ni el oro que hay en ellas, ni lo tomarás para ti». Y la Mekhilta del rabino Ishmael razonó que, al igual que en Deuteronomio 7:25, la palabra «codiciar» se aplica solo para prohibir llevar a la práctica el deseo de uno, así también Éxodo 20:14 prohíbe solo llevar a la práctica el deseo de uno. 

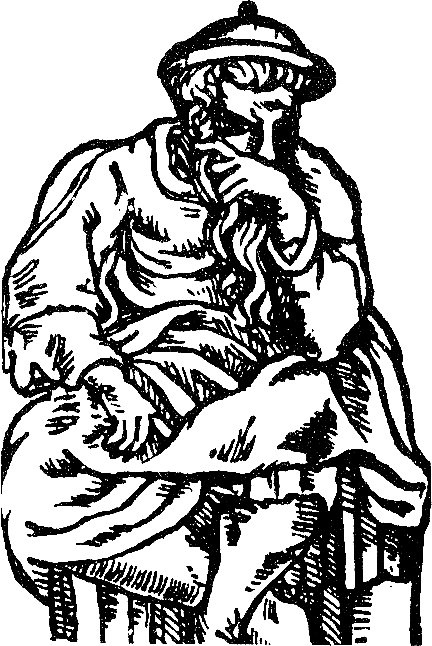
Rabbi Akiva (ilustración de la Hagadá de Mantua de 1568)

La Mekhilta de Rabí Simeón distinguió la prohibición de Éxodo 20:14, «No codiciarás», de la de Deuteronomio 5:18, «ni desearás». La Mekhilta del rabino Simeón enseñó que los diferentes términos significan que uno puede incurrir en responsabilidad por desear en sí mismo y por codiciar en sí mismo.
El rabino Ishmael interpretó las palabras «todo el pueblo percibió los truenos, los relámpagos y el sonido del cuerno» en Éxodo 20:15 en el sentido de que el pueblo vio lo que se podía ver y oyó lo que se podía oír. Pero Rabí Akiva dijo que vieron y oyeron lo que era perceptible, y vieron la palabra de fuego de Dios golpear las tablas.
La Guemará enseñó que Éxodo 20:17 establece una de las tres virtudes más distintivas del pueblo judío. La Guemará enseñó que David dijo a los gabaonitas que los israelitas se distinguen por tres características: son misericordiosos, tímidos y benevolentes. Son misericordiosos, porque Deuteronomio 13:18 dice que Dios «te (a los israelitas) mostrará misericordia, tendrá compasión de ti y te multiplicará». Son tímidos, porque Éxodo 20:17 dice «para que el temor de Dios esté delante de ti (los israelitas)». Y son benevolentes, porque Génesis 18:19 dice de Abraham «para que él pueda ordenar a sus hijos y a su casa después de él, que guarden el camino del Señor, para hacer justicia y rectitud». La Guemará enseñó que David dijo a los gabaonitas que solo aquel que cultiva estas tres características es apto para unirse al pueblo judío.
Un Midrash comparó el mandamiento de Deuteronomio 25:15 de tener pesos y medidas justos con el de Éxodo 20:20 de no hacer dioses de plata o dioses de oro. Leyendo Deuteronomio 25:15, el rabino Levi enseñó que las acciones benditas bendicen a los responsables de ellas, y las acciones malditas maldicen a los responsables de ellas. El Midrash interpretó las palabras de Deuteronomio 25:15, «Tendrás un peso perfecto y justo», en el sentido de que si uno actúa con justicia, tendrá algo que tomar y algo que dar, algo que comprar y algo que vender. Por el contrario, el Midrash interpretó Deuteronomio 25:13-14 para enseñar: «No tendrás posesiones si hay en tu bolsa pesos diversos, uno grande y otro pequeño. No tendrás posesiones si en tu casa hay medidas diversas, una grande y otra pequeña». Así pues, si uno emplea medidas engañosas, no tendrá nada que tomar o dar, comprar o vender. El Midrash enseñaba que Dios dice a los hombres de negocios que «no pueden hacer» que una medida sea grande y otra pequeña, pero que si lo hacen, «no obtendrán» beneficios. El Midrash comparó este mandamiento con el de Éxodo 20:20: «No harás conmigo dioses de plata, ni dioses de oro, no harás», porque si una persona hiciera dioses de plata y oro, entonces esa persona no podría permitirse tener ni siquiera dioses de madera o piedra. 

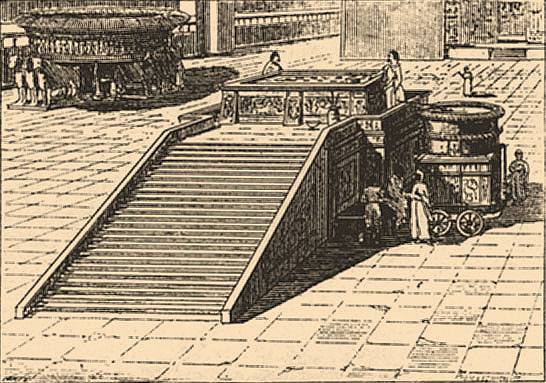
El altar (ilustración de Brockhaus y Efron Enciclopedia judía (1906-1913))

La Mishná decía que las piedras del altar y la rampa del Templo procedían del valle de Beit HaKerem (Biblia). Al recuperar las piedras, excavaron tierra virgen debajo de las piedras y trajeron piedras enteras que el hierro nunca tocó, como exigen Éxodo 20:22 y Deuteronomio 27:5-6, porque el hierro hacía que las piedras no fueran aptas para el altar con solo tocarlas. Una piedra también era impropia si se astillaba por cualquier medio. Encalaban las paredes y la parte superior del altar dos veces al año, en la Pascua y en Sucot, y encalaban el vestíbulo una vez al año, en la Pascua. El rabino (Judá ha-Nasi|Judá el Patriarca]) dijo que los limpiaban con un paño todos los viernes debido a las manchas de sangre. No aplicaban la cal con una paleta de hierro, por temor a que la paleta de hierro tocara las piedras y las dejara inservibles, porque el hierro fue creado para acortar los días de la humanidad, y el altar fue creado para extender los días de la humanidad, y no es apropiado que aquello que acorta los días de la humanidad se coloque sobre aquello que extiende los días de la humanidad. 
La Tosefta informó que Rabban Joḥanan ben Zakkai dijo que Deuteronomio 27:5 señalaba el hierro, de entre todos los metales, como no válido para su uso en la construcción del altar porque con él se puede hacer una espada. La espada es un signo de castigo, y el altar es un signo de expiación. Así, mantuvieron lo que es un signo de castigo lejos de lo que es un signo de expiación. Debido a que las piedras, que no oyen ni hablan, traen expiación entre Israel y Dios, Deuteronomio 27:5 dice: «no levantarás sobre ellas ninguna herramienta de hierro». Así que, hijos de la Torá, que expían por el mundo, cuánto más no debe acercárseles ninguna fuerza de daño.  Del mismo modo, Deuteronomio 27:6 dice: «Construirás el altar del Señor tu Dios con piedras sin labrar». Debido a que las piedras del altar aseguran el vínculo entre Israel y Dios, Dios dijo que debían estar enteras ante Dios. Los hijos de la Torá, que están enteros para siempre, ¿cuánto más deben considerarse enteros (y no deseados) ante Dios?
La Mishná dedujo de Éxodo 20:21 que incluso cuando solo una persona está sentada ocupada con la Torá, la Shejiná está con el estudiante.
El rabino Isaac enseñó que Dios razonó que si Dios dijo en Éxodo 20:21: «Me harás un altar de tierra [y entonces] vendré a ti y te bendeciré», revelando así el Ser de Dios para bendecir al que construyó un altar en nombre de Dios, entonces cuánto más debería Dios revelar el Ser de Dios a Abraham, que se circuncidó a sí mismo por amor a Dios. Y así, «el Señor se le apareció». 
Shimon bar Kappara enseñó que cada sueño tiene su interpretación. Así, Bar Kappara enseñó que la «escalera» en el sueño de Jacob de Génesis 28:12 simboliza la escalera que conduce al altar en el Templo de Jerusalén. «Puesto sobre la tierra» implica el altar, como dice Éxodo 20:21: «Me harás un altar de tierra». «Y su cúspide llegaba hasta el cielo» implica los sacrificios, cuyo olor ascendía al cielo. «Los ángeles de Dios» simbolizan a los sumos sacerdotes. «Subiendo y bajando por él» describe a los sacerdotes subiendo y bajando la escalera del altar. Y las palabras «y he aquí que el Señor estaba de pie junto a él» en Génesis 28:13 invocan una vez más el altar, como en Amós 9:1, el profeta relata: «Vi al Señor de pie junto al altar».

## En la interpretación judía medieval
La parashá se discute en estas fuentes judías medievales:

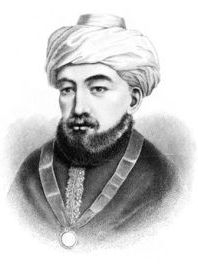
Moisés Maimónides (retrato de 1744 de Blaisio Ugolino)

### Éxodo, capítulo 18
Interpretando Éxodo 18:21 junto con Deuteronomio 1:13, Maimónides enseñó que los jueces deben estar en el más alto nivel de rectitud. Se debe hacer un esfuerzo para que tengan el pelo blanco, una altura impresionante, una apariencia digna y sean personas que entiendan los asuntos susurrados y que entiendan muchos idiomas diferentes para que el tribunal no necesite escuchar el testimonio de un intérprete. Maimónides enseñó que no es necesario exigir que un juez de un tribunal de tres posea todas estas cualidades, pero un juez debe, sin embargo, poseer siete atributos: sabiduría, humildad, temor de Dios, aversión al dinero, amor por la verdad, ser querido por la gente en general y tener buena reputación. Maimónides citó Deuteronomio 1:13, «Hombres de sabiduría y entendimiento», como requisito de sabiduría. Deuteronomio 1:13 continúa: «Amados por sus tribus», que Maimónides interpretó como aquellos que son apreciados por la gente en general. Maimónides enseñó que lo que los hará amados por la gente es comportarse con una mirada favorable y un espíritu humilde, ser buena compañía y hablar y llevar a cabo sus negocios con la gente con amabilidad. Maimónides interpretó Éxodo 18:21, «hombres de poder», como personas poderosas en su observancia de los mandamientos, muy exigentes consigo mismas y que superan su inclinación al mal hasta no poseer cualidades desfavorables, ni rastro de una reputación desagradable, incluso durante su juventud, de las que se hablaba muy bien. Maimónides leyó Éxodo 18:21, «hombres de poder», también para implicar que deberían tener un corazón valiente para salvar a los oprimidos del opresor, como informa Éxodo 2:17, «Y Moisés se levantó y los liberó». Maimónides enseñó que así como Moisés era humilde, también debería serlo todo juez. Éxodo 18:21 continúa «temerosos de Dios», lo cual está claro. Éxodo 18:21 menciona «hombres que odian el lucro», lo cual Maimónides interpretó como personas que no se preocupan demasiado ni siquiera por su propio dinero; no persiguen la acumulación de dinero, porque cualquiera que se preocupe demasiado por la riqueza acabará superado por la necesidad. Éxodo 18:21 continúa «hombres de verdad», que Maimónides tomó para referirse a las personas que persiguen la justicia por su propia inclinación; aman la verdad, odian el crimen y huyen de toda forma de deshonestidad. ref. Maimónides, Mishneh Torah:

### Éxodo, capítulo 19
Baḥya ibn Paquda postuló que la obligación de las personas de prestar servicio es proporcional al grado de beneficio que reciben. En cada período, los acontecimientos distinguen a un pueblo de todos los demás para recibir beneficios especiales de Dios. Ese pueblo tiene entonces la obligación especial de prestar un servicio adicional a Dios más allá del requerido a los demás pueblos. No hay forma de determinar por el intelecto solo cuál debe ser ese servicio. Por lo tanto, Dios eligió a los israelitas de entre otras naciones sacándolos de Egipto, dividiendo el mar y otorgándoles otros beneficios. En consecuencia, Dios distinguió a los judíos para el servicio, de modo que pudieran expresar su gratitud a Dios; y, a cambio de su aceptación de este servicio, Dios les ha asegurado una recompensa en este mundo y en el siguiente. Todo esto, argumentó Baḥya, solo puede ser claramente conocido por la Torá, como dice Éxodo 19:4-6: «Habéis visto lo que hice con los egipcios y cómo os llevé sobre alas de águila y os traje a mí. Ahora, por tanto, si obedecéis de verdad mi voz y guardáis mi pacto, seréis para mí un tesoro por encima de todos los pueblos y me seréis un reino de sacerdotes y una nación santa». 

### Éxodo, capítulo 20
Baḥya ibn Paquda argumentó que, dado que la aceptación incondicional de la unidad de Dios es la raíz y el fundamento del judaísmo, las primeras palabras de Dios a los israelitas en el monte Sinaí en Éxodo 20:2-3 y Deuteronomio 5:6-7 fueron: «Yo soy el Señor tu Dios... no tendrás otros dioses delante de mí», y luego Dios exhortó a los israelitas a través de Moisés, diciendo en Deuteronomio 6:4: «Escucha, Israel: el Señor es nuestro Dios, el Señor es uno».
Al interpretar la prohibición de codiciar en Éxodo 20:14 y de desear en Deuteronomio 5: 18, Maimónides enseñó que cualquier persona que codicie a un sirviente, una sirvienta, una casa o utensilios que pertenezcan a un colega, o cualquier otro artículo que la persona pueda comprar al colega y presione al colega con amigos y peticiones hasta que el colega acceda a vender, viola un mandamiento negativo, aunque la persona pague mucho dinero por ello, como dice Éxodo 20:14, «No codicies». Maimónides enseñó que la violación de este mandamiento no se castigaba con latigazos, porque no implica un acto. Maimónides enseñó que una persona no viola Éxodo 20:14 hasta que la persona toma realmente el artículo que codicia, como se refleja en Deuteronomio 7:25: «No codicies el oro y la plata de estas estatuas y te las apropies». Maimónides interpretó la palabra «codiciar» tanto en Éxodo 20:14 como en Deuteronomio 7:25 como referirse a la codicia acompañada de una acción. Maimónides enseñó que una persona que desea una casa, un cónyuge, un utensilio o cualquier otra cosa que pertenezca a un colega y que la persona puede adquirir, viola un mandamiento negativo cuando la persona piensa en su corazón cómo podría ser posible adquirir esta cosa del colega. Maimónides interpretó Deuteronomio 5:18, «No desearás», para referirse incluso a los sentimientos en el corazón. Por lo tanto, una persona que desea la propiedad de otra persona viola un mandamiento negativo. Una persona que compra un objeto que desea después de presionar a los propietarios y preguntarles repetidamente, viola dos mandamientos negativos. Por esa razón, concluyó Maimónides, la Torá prohíbe tanto desear en Deuteronomio 5:18 como codiciar en Éxodo 20:14. Y si la persona toma el artículo mediante robo, la persona viola tres mandamientos negativos.
Baḥya ibn Paquda interpretó que las palabras «No matarás» en Éxodo 20:13 prohíben el suicidio, así como el asesinato de cualquier otro ser humano. Baḥya razonó que cuanto más cercano esté el asesinado al asesino, más severo debe ser el castigo, y por lo tanto el castigo para aquellos que se suicidan será sin duda muy grande. Baḥya enseñó que, por esa razón, las personas no deben poner en peligro su vida de forma imprudente.
Isaac Abravanel señaló que el orden de Éxodo 20:14, «No codiciarás la casa de tu prójimo; no codiciarás la mujer de tu prójimo», difiere del de Deuteronomio 5:18, «Ni codiciarás la mujer de tu prójimo; ni desearás la casa de tu prójimo». Abravanel dedujo que Éxodo 20:14 menciona las cosas que podrían ser codiciadas en el orden en que una persona las necesita, y lo que le corresponde a una persona tratar de adquirir en este mundo. Por lo tanto, el primer objeto codiciado mencionado es la casa de una persona, luego el cónyuge de la persona, luego los sirvientes de la persona y, por último, los animales de la persona que no hablan. Sin embargo, Deuteronomio 5:18 los menciona en el orden de la gravedad del pecado y el mal. La codicia más malvada es la del cónyuge de otra persona, como la codicia de David por Betsabé. El siguiente en magnitud de maldad es codiciar la casa en la que vive el vecino, para que la persona no desaloje al vecino y se quede con su casa. Después viene el campo del vecino, porque aunque una persona no vive allí como en la casa, es la fuente de sustento y herencia del vecino, como en el asunto de Acab y la viña de Nabot, el jezreelita. Después del campo, Deuteronomio 5:18 menciona a los siervos, a los que Abravanel valoraba menos que el campo de uno. Luego vienen los animales del vecino, que no tienen la facultad de hablar, y por último, para incluir los bienes muebles inanimados del vecino, Deuteronomio 5:18 dice «y cualquier cosa que sea de tu vecino».
Maimónides enseñó que Dios dijo a los israelitas que erigieran el altar al nombre de Dios en Éxodo 20:21 e instituyó la práctica de los sacrificios en general como pasos de transición para apartar a los israelitas de la adoración de la época y llevarlos hacia la oración como medio principal de adoración. Maimónides señaló que en la naturaleza, Dios creó animales que se desarrollan gradualmente. Por ejemplo, cuando nace un mamífero, es extremadamente tierno y no puede comer alimentos secos, por lo que Dios proporcionó pechos que producen leche para alimentar al animal joven, hasta que pueda comer alimentos secos. Del mismo modo, enseñó Maimónides, Dios instituyó muchas leyes como medidas temporales, ya que habría sido imposible que los israelitas de repente descontinuaran todo a lo que se habían acostumbrado. Así que Dios envió a Moisés para hacer de los israelitas (en palabras de Éxodo 19:6) «un reino de sacerdotes y una nación santa». Pero la costumbre general de adoración en aquellos días era sacrificar animales en templos que contenían ídolos. Así que Dios no ordenó a los israelitas que abandonaran esas formas de servicio, sino que les permitió continuar. Dios transfirió al servicio de Dios lo que antes había servido como adoración a ídolos, y ordenó a los israelitas que sirvieran a Dios de la misma manera, es decir, que construyeran un santuario (Éxodo 25:8), que erigieran el altar al nombre de Dios (Éxodo 20:21), que ofrecieran sacrificios a Dios (Levítico 1:2), que se inclinaran ante Dios y que quemaran incienso ante Dios. Dios prohibió hacer cualquiera de estas cosas a cualquier otro ser y seleccionó sacerdotes para el servicio en el templo en Éxodo 28:41. Mediante este plan divino, Dios borró los rastros de idolatría y estableció el gran principio de la Existencia y Unidad de Dios. Pero el servicio de sacrificio, enseñaba Maimónides, no era el objeto principal de los mandamientos de Dios sobre el sacrificio; más bien, las súplicas, las oraciones y otros tipos similares de culto están más cerca del objeto principal. Así, Dios limitó el sacrificio a un solo templo (véase Deuteronomio 12:26) y el sacerdocio a los miembros de una familia en particular. Estas restricciones, enseñó Maimónides, sirvieron para limitar el culto sacrificial y lo mantuvieron dentro de tales límites que Dios no sintió la necesidad de abolir el servicio sacrificial por completo. Pero en el plan divino, la oración y la súplica pueden ser ofrecidas en todas partes y por todas las personas, al igual que el uso de Flecos (Números 15:38) y Tefilín (Éxodo 13:9, 16) y tipos similares de servicio.

## En interpretación moderna
La parashá se discute en estas fuentes modernas:

John Davenport (pintura de 1670 en la Galería de Arte de la Universidad de Yale)

[[Archivo::Reverend John Davenport by the Davenport Limner 1670.jpeg|thumb|right|100px|John Davenport (pintura de 1670 en la Galería de Arte de la Universidad de Yale)]]

### Éxodo capítulo 18
El Acuerdo Fundamental de 1639 de la Colonia de New Haven informó que John Davenport, un clérigo puritano y cofundador de la colonia, declaró a todos los colonos libres que formaban la colonia que Éxodo 18:2, Deuteronomio 1:13 y Deuteronomio 17:15 describían el tipo de personas en las que mejor se podía confiar en asuntos de gobierno, y la gente en la reunión dio su consentimiento sin oposición.

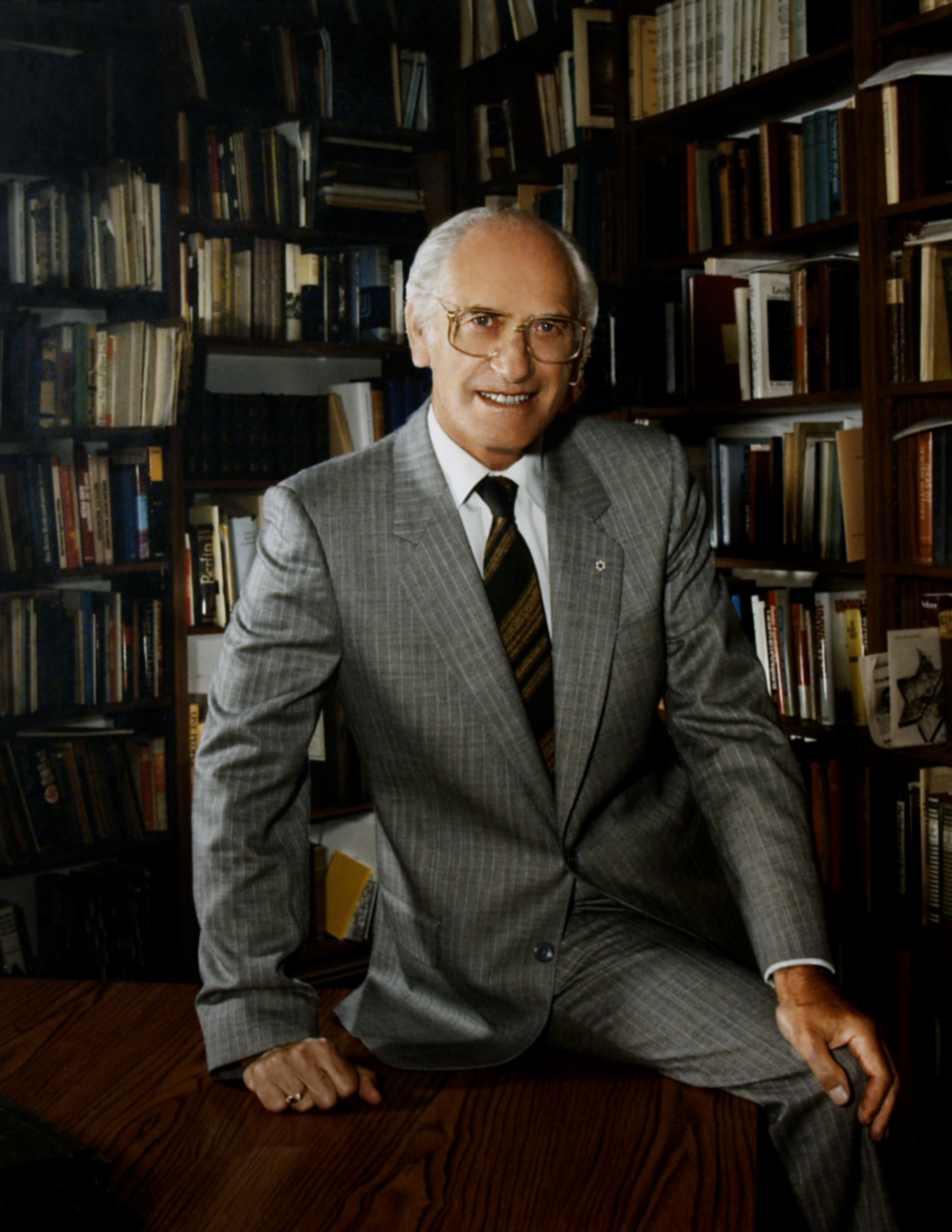
Gunther Plaut

Gunther Plaut observó que en Deuteronomio 1:13, el pueblo —no Moisés, como se registra en Éxodo 18:21 y 24-25— eligió a los funcionarios que compartirían las tareas de liderazgo y resolución de disputas. Jeffrey Tigay, sin embargo, razonó que aunque Moisés seleccionó a los designados como se registra en Éxodo 18: 21 y 24-25, no pudo haber actuado sin las recomendaciones del pueblo, ya que los oficiales habrían sido miles (según el Talmud, 78 600), y Moisés no pudo haber conocido a tanta gente cualificada, sobre todo porque no había vivido entre los israelitas antes del Éxodo. Robert Alter señaló varias diferencias entre los relatos de Deuteronomio 1 y Éxodo 18, y argumentó que todas ellas reflejaban los objetivos distintivos de Deuteronomio. Jethro concibe el plan en Éxodo 18, pero no se menciona en Deuteronomio 1, y en su lugar, el plan es enteramente idea de Moisés, ya que Deuteronomio es el libro de Moisés. En Deuteronomio 1, Moisés confía la elección de los magistrados al pueblo, mientras que en Éxodo 18, implementa la directiva de Jethro eligiendo él mismo a los jueces. En Éxodo 18, las cualidades que se buscan en los jueces son la probidad moral y la piedad, mientras que Deuteronomio 1 hace hincapié en el discernimiento intelectual.

### Éxodo, capítulo 19
Observando que la tradición judía no ha conservado una tradición sobre la ubicación del monte Sinaí, Plaut observó que si los israelitas hubieran conocido la ubicación en siglos posteriores, Jerusalén y su Templo nunca podrían haberse convertido en el centro de la vida judía, ya que Jerusalén y el Templo habrían sido inferiores en santidad a la montaña de Dios. Plaut concluyó que el Sinaí se convirtió así en el judaísmo, ya fuera por diseño o por casualidad, en un concepto más que en un lugar.

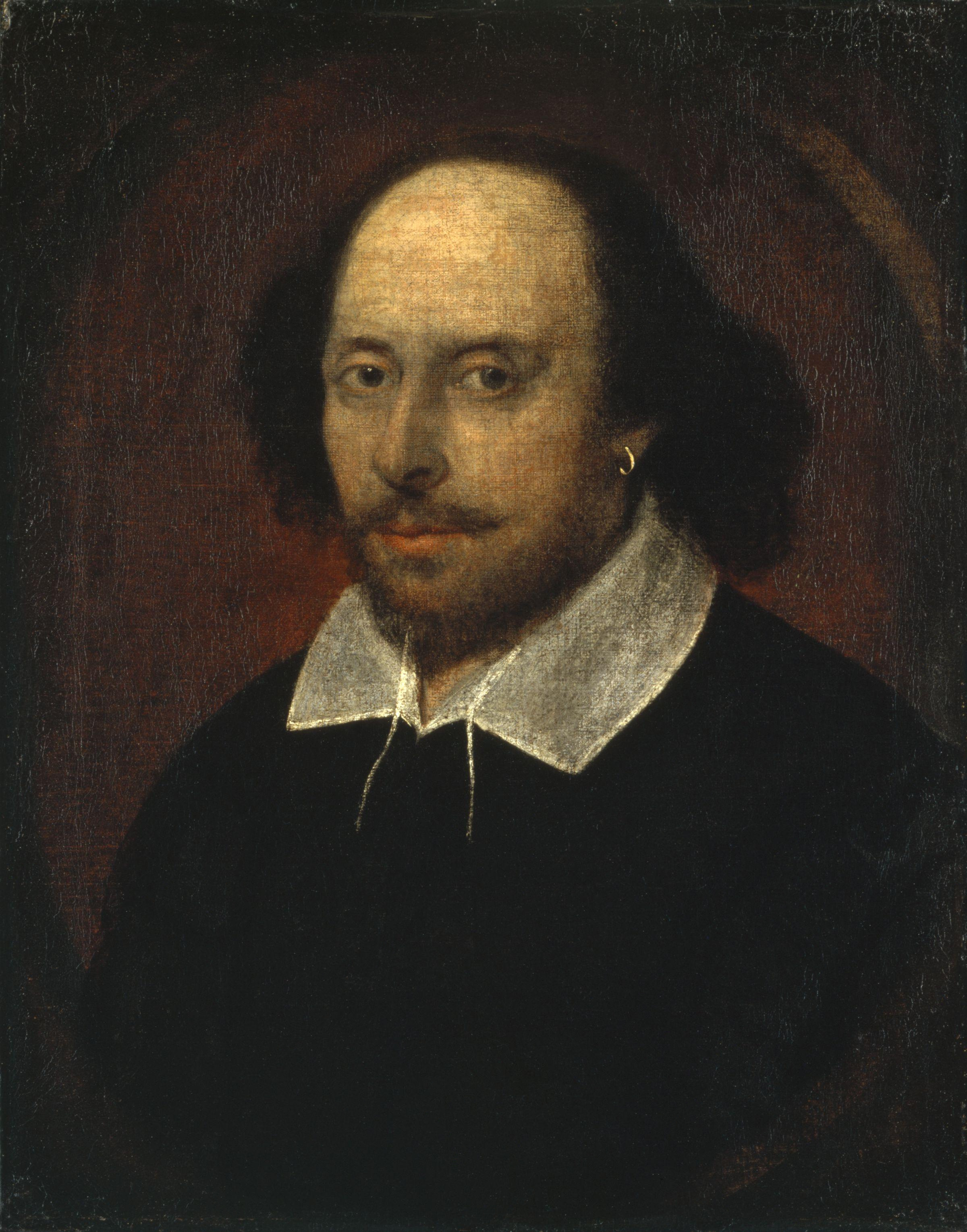
Shakespeare

Harold Fisch argumentó que la revelación en el monte Sinaí que comienza en Éxodo 19 se refleja en el encuentro del príncipe Hamlet con su fantasma del padre muerto en Hamlet:1;5 de la obra de William Shakespeare Hamlet. Fisch señaló que en ambos casos, un padre parece dar una orden, solo que uno es llamado a escuchar la orden, otros se mantienen a distancia aterrorizados, el mandamiento se registra y las partes celebran un pacto.
Alter tradujo Números 15:38 para pedir «un tinte añil» en las prendas de los israelitas. Alter explicó que el tinte no se derivaba de una planta, como es el añil, sino de una sustancia secretada por el murex, recolectada en la costa de Fenicia. La extracción y preparación de este tinte requería mucha mano de obra y, por lo tanto, era bastante costosa. Se utilizaba para las prendas reales en muchos lugares de la región mediterránea, y en Israel también se utilizaba para las prendas sacerdotales y para el mobiliario de tela del Tabernáculo. Alter argumentó que el giro del índigo indicaba la idea de que Israel debería convertirse (en palabras de Éxodo 19:6) en un «reino de sacerdotes y una nación santa» y tal vez también que, como pueblo del pacto, metafóricamente el primogénito de Dios, la nación en su conjunto tenía estatus real.
Maxine Grossman señaló que en Éxodo 19:9-11, Dios le dijo a Moisés: «Ve al «pueblo» y conságralos hoy y mañana. Haz que laven sus ropas y se preparen para el tercer día», pero luego, en Éxodo 19:14-15, Moisés le dijo al pueblo: «Prepárense para el tercer día; «no se acerquen a una mujer»». ¿Manifestó Dios una concepción diferente de «el pueblo» (incluidas las mujeres) que Moisés (aparentemente hablando solo a los hombres)? ¿O revela la declaración de Moisés un sesgo cultural del autor bíblico?
Moshe Greenberg escribió que se puede ver toda la historia del Éxodo como «el movimiento de la manifestación ardiente de la presencia divina». Del mismo modo, William Propp identificó el fuego (אֵשׁ, esh) como el medio en el que Dios aparece en el plano terrestre: en la Zarza Ardiente de Éxodo 3:2, la columna de nube de Éxodo 13:21-22 y 14:24, en la cima del Monte Sinaí en Éxodo 19:18 y 24:17, y sobre el Tabernáculo en Éxodo 40:38.
Everett Fox señaló que «gloria» (כְּבוֹד, «kevod») y «terquedad» (כָּבֵד לֵב, «kaved lev») son palabras principales a lo largo del libro del Éxodo que le dan un sentido de unidad.  Del mismo modo, Propp identificó la raíz kvd —que connota pesadez, gloria, riqueza y firmeza— como un tema recurrente en el Éxodo: Moisés sufrió de una boca pesada en Éxodo 4:10 y brazos pesados en Éxodo 17:12; el faraón tenía firmeza de corazón en Éxodo 7:14; 8:11, 28; 9:7, 34; y 10:1; el faraón hizo pesada la labor de Israel en Éxodo 5: 9; Dios, en respuesta, envió plagas severas en Éxodo 8:20; 9:3, 18, 24; y 10:14, para que Dios pudiera ser glorificado sobre el faraón en Éxodo 14:4, 17 y 18; y el libro culmina con el descenso de la Gloria ardiente de Dios, descrita como una «nube densa», primero sobre el Sinaí y más tarde sobre el Tabernáculo en Éxodo 19:16; 24:16-17; 29:43; 33:18, 22; y 40:34-38.

### Éxodo, capítulo 20
Aunque la tradición judía llegó a considerar las palabras «Yo soy el Señor tu Dios» en Éxodo 20:1, el primero de los Diez Mandamientos, muchos eruditos modernos no vieron un mandato, sino simplemente una proclamación que anunciaba al Orador.
En 1980, en el caso Stone v. Graham, el Tribunal Supremo de los Estados Unidos declaró inconstitucional una ley de Kentucky que exigía la colocación de los Diez Mandamientos en la pared de cada aula pública del estado. El Tribunal señaló que algunos de los Mandamientos se aplican a cuestiones discutiblemente seculares, como los de Éxodo 20:11-16 y Deuteronomio 5:15-20, sobre honrar a los padres, asesinato, adulterio, robo, falso testimonio y codicia. Pero el Tribunal también observó que la primera parte de los Mandamientos, en Éxodo 20:1-10 y Deuteronomio 5:6-14, se refiere a los deberes religiosos de los creyentes: adorar solo al Señor Dios, evitar la idolatría, no usar el nombre del Señor en vano y observar el día de reposo. Así, el Tribunal concluyó que el propósito preeminente de colgar los Diez Mandamientos en las paredes de las aulas era claramente religioso.
Shubert Spero preguntó por qué los Diez Mandamientos no mencionan los sacrificios, la Pascua o la circuncisión. Joseph Telushkin respondió que los Diez Mandamientos atestiguan que las reglas morales sobre las relaciones entre las personas son primordiales y, por lo tanto, «la moralidad es la esencia del judaísmo».
En 1950, el Comité de Leyes y Normas Judías del judaísmo conservador dictaminó: «Abstenerse del uso de un vehículo de motor es una ayuda importante para mantener el espíritu de reposo del sabbat. Además, esa moderación ayuda a mantener a los miembros de la familia juntos en el Sabbat. Sin embargo, cuando una familia reside a una distancia razonable de la sinagoga, el uso de un vehículo de motor para asistir a la sinagoga no se interpretará en modo alguno como una violación del Sabbat, sino que, por el contrario, dicha asistencia se considerará una expresión de lealtad a nuestra fe. . . . [E]n el espíritu de una Halajá viva y en desarrollo que responda a las necesidades cambiantes de nuestro pueblo, declaramos que está permitido utilizar luces eléctricas en el Sabbat con el fin de aumentar el disfrute del Sabbat o reducir la incomodidad personal en el cumplimiento de una mitzvá».

## Mandamientos

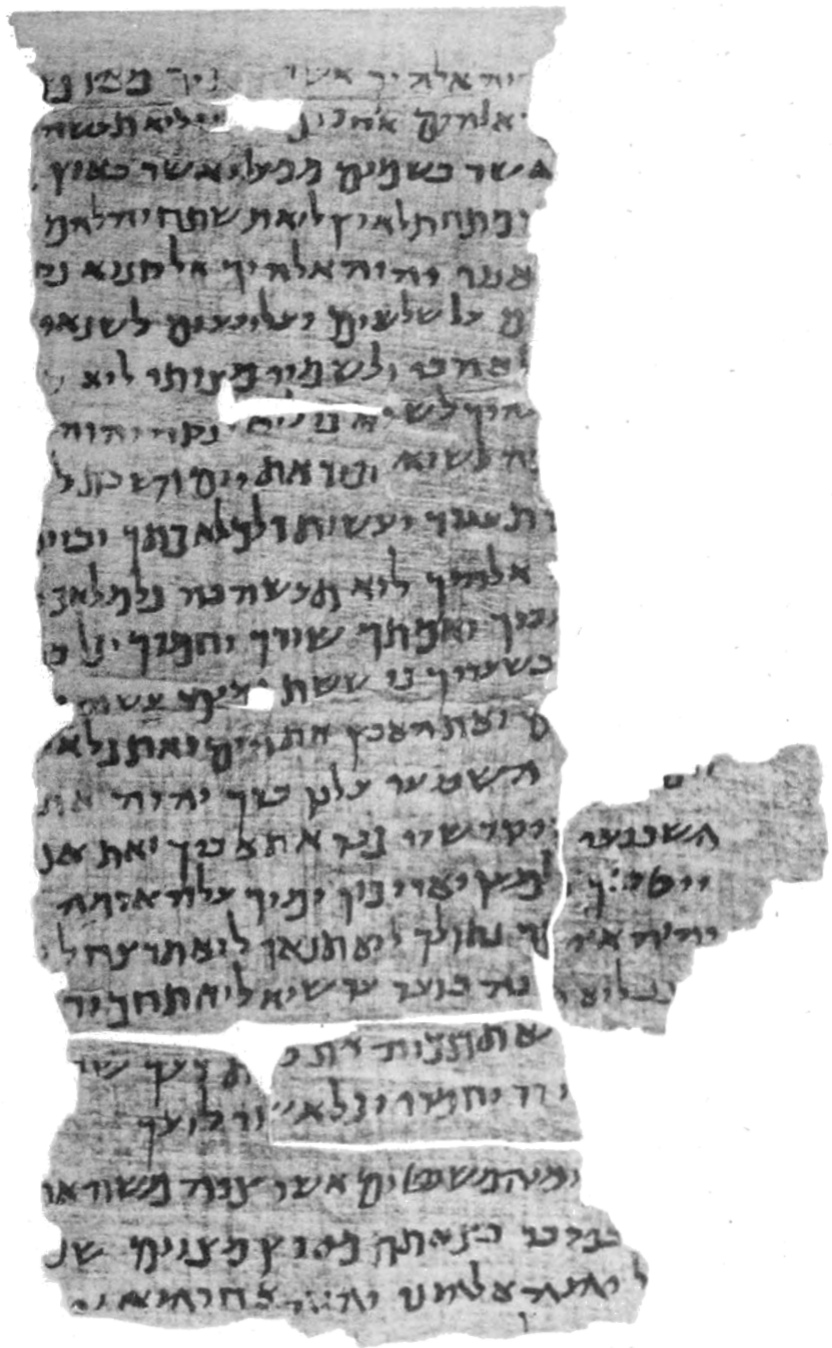
Decálogo del (del Papiro de Nash)

Según Sefer Ha-Chinuch, hay 3 mandamientos positivos y 14 negativos en la parashá:
- Saber que hay un Dios[14]
- No creer en divinidades además de Dios[131]
- No hacerte un ídolo para ti mismo[132]
- No adorar ídolos de la manera en que se adoran[133]
- No adorar ídolos de las cuatro maneras en que adoramos a Dios[133]
- No tomar el nombre de Dios en vano.[16]
- Santificar el sábado con Kidush y Havdalah[134]
- No realizar trabajos prohibidos en sábado[135]
- Respetar a tu padre y a tu madre[18]
- No matarás[19]
- No cometerás adulterio[19]
- No secuestrarás[19]
- No testificarás falsamente[19]
- No codiciarás la posesión ajena[20]
- No hacer formas humanas ni siquiera con fines decorativos[136]
- No construir el altar con piedras talladas[22]
- No subir escalones al altar.[23]

## En la liturgia
La segunda bendición antes del «Shemá Israel» habla de cómo Dios «ama a su pueblo Israel», lo que refleja la declaración de Éxodo 19:5 de que Israel es el pueblo de Dios.
El fuego que rodea la Presencia de Dios en Éxodo 19:16-28 se refleja en el Salmo 97:3, que a su vez es uno de los seis Salmos recitados al comienzo del Kabalat Shabat servicio de oración.
Reuven Hammer señaló que Mishná Tamid 5:1 registró lo que fue en efecto el primer siddur, como parte del cual los sacerdotes recitaban diariamente los Diez Mandamientos.
Es costumbre que los oyentes se pongan de pie mientras el lector recita los Diez Mandamientos en la sinagoga, como si los oyentes estuvieran recibiendo la revelación en el Sinaí. 
El poema litúrgico Lejá Dodí del servicio de Kabbalat Shabbat cita tanto el mandamiento de Éxodo 20:8 de «recordar» el sábado como el mandamiento de Deuteronomio 5:12 de «guardar» u «observar» el sábado, diciendo que «fueron pronunciados como uno por nuestro Creador».
Y después del servicio de Kabbalat Shabat y antes del servicio de la tarde del viernes (Ma'ariv), los judíos leen tradicionalmente fuentes rabínicas sobre la observancia del Shabat, incluyendo Génesis Rabbah 11:9. Génesis Rabbah 11:9, a su vez, interpretó el mandamiento de Éxodo 20:8 para «recordar» el sábado.
La bendición del Kiddusha Rabba para la comida del día de reposo cita Éxodo 20:8-11 inmediatamente antes de la bendición sobre el vino.
Entre los zemirot o cánticos de alabanza para la comida del día de reposo, el cántico Baruch Kel Elyon, escrito por el rabino Baruch ben Samuel, cita Éxodo 20:8 y parafrasea al concluir Éxodo 20:10, diciendo: «En todas vuestras moradas, no hagáis trabajo: vuestros hijos e hijas, el siervo y la sierva». 

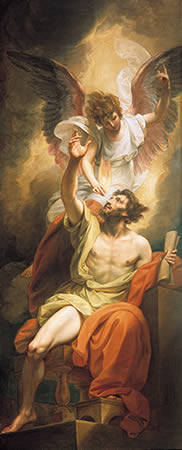
Isaiah's Lips Anointed with Fire (1784 painting by Benjamin West)

De manera similar, entre los zemirot para la comida del día de reposo, la canción Yom Zeh Mechubad parafrasea Éxodo 20:9-11, diciendo: «Este día es honrado entre todos los días, porque en él descansó Aquel que formó el universo. Seis días puedes hacer tu trabajo, pero el Séptimo Día pertenece a tu Dios. El sábado: No hagas en él ningún trabajo, porque todo lo que Dios completó en seis días».
Muchos judíos estudian capítulos sucesivos de Pirkei Avot (Capítulos de los Padres) los sábados entre Pascua y Rosh Hashaná. Y Avot 3:6 cita Éxodo 20:21 para la proposición de que incluso cuando solo una persona se sienta ocupada con la Torá, la Shejiná está con el estudiante.

## El maqam semanal
En el maqam semanal, los judíos sefardíes basan cada semana los cantos de los servicios en el contenido de la parashá de esa semana. Para la Parashá Yitro, los judíos sefardíes aplican el Maqam Hoseni, el maqam que expresa belleza, que es especialmente apropiado en esta parashá porque es la parashá en la que los israelitas reciben los Diez Mandamientos.

## Haftarah
La haftará de la parashá es Isaías 6:1-7:6 y 9:5-6.

### Conexión con la Parashá
Tanto la parashá como la haftará relatan la revelación de Dios. Tanto la parashá como la haftará describen a los Seres Divinos como alados.  Tanto la parashá como la haftará informan de la presencia de Dios acompañada de temblor y humo.  Y tanto la parashá como la haftará hablan de hacer de Israel una comunidad santa.

### Antiguas
- Instructions of Shuruppak. Sumer, early 3rd millennium BCE. in, e.g., Bendt Alster. Wisdom of Ancient Sumer, pages 60–69. Capital Decisions Ltd, 2005. (analog to Ten Commandments).
- Book of the Dead, chapter 125. Ancient Egypt, 1500–1400 BCE. In, e.g., E. A. Wallis Budge. The Egyptian Book of the Dead (The Papyrus of Ani) Egyptian Text, Transliteration and Translation, pages 195–205. New York: Dover Publications, 1967. (analog to Ten Commandments).

### Bíblicas
- Exodus 34:7 (punishing children for fathers' sin).
- Leviticus 5:1–10 (vows); 19:12 (vows).
- Numbers 14:18 (punishing children for fathers' sin); 30:2–17 (vows).
- Deuteronomy 1:9–18 (sharing administrative duties); 5:2–28 (ten commandments); 5:9 (punishing children for fathers' sin); 23:22–24 (vows); 24:16 (no capital punishment of children for fathers' sin).
- Isaiah 56:6–7 (keeping the Sabbath); 66:23 (universally observed Sabbath).
- Jeremiah 31:29–30 (not punishing children for fathers' sin).
- Ezekiel 18:1–4 (not punishing children for fathers' sin); 18:5–7 (the just does not rob).
- Psalm 97:7 (graven images).

### Antiguo no rabínic
- Josephus. Antiquities of the Jews. 3:3:1  (enlace roto disponible en este archivo). –  (enlace roto disponible en este archivo). 3:5:6  (enlace roto disponible en este archivo).. Circa 93–94. In, e.g., The Works of Josephus: Complete and Unabridged, New Updated Edition. Translated by William Whiston, pages 83–85. Peabody, Massachusetts: Hendrickson Publishers, 1987.

### Rabínico clásico
- Mishnah: Mishnah Shabbat 1:1–24:5; Nedarim 1:1–11:11; Bava Kamma 5:7; Sanhedrin 7:6; Makkot 1:3; Shevuot 1:1–8:6; Avodah Zarah 1:1–5:12; Avot 3:6, 5:6; Tamid 5:1. Land of Israel, circa 200 CE. In, e.g., The Mishnah: A New Translation. Translated by Jacob Neusner, pages 184, 190, 515, 598, 610, 660–72, 679, 686, 869. New Haven: Yale University Press, 1988.
- Tosefta: Maaser Sheni 5:27; Shabbat 1:1–17:29; Sukkah 4:3; Megillah 3:5, 24; Nedarim 1:1–7:8; Sotah 4:1, 7:2; Bava Kamma 3:2–3, 4:6, 6:4, 14, 7:5, 9:7, 17, 20, 22, 26; Sanhedrin 3:2, 4:7, 12:3; Makkot 1:7; Shevuot 1:1–6:7; Avodah Zarah 1:1–8:8; Arakhin 2:10, 5:9. Land of Israel, circa 250 CE. In, e.g., The Tosefta: Translated from the Hebrew, with a New Introduction. Translated by Jacob Neusner, volume 1, pages 330, 360, 579, 645, 650, 844, 860; volume 2, pages 962–63, 972, 978, 980, 987, 1001, 1004–06, 1150, 1159, 1185, 1201, 1232–34, 1261–93, 1499, 1514. Peabody, Massachusetts: Hendrickson Publishers, 2002.
- Jerusalem Talmud: Berakhot 5a, 12b–13a, 39a, 50b, 87a; Peah 6b; Sheviit 1a, 2a; Terumot 64a; Bikkurim 23b; Shabbat 1a–113b; Eruvin 33b; Sukkah 3a, 24a; Rosh Hashanah 1b; Taanit 16b; Megillah 18b, 31b; Ketubot 19a, 27a; Nedarim 1a–42b; Nazir 25b, 39a; Sotah 32a, 37b; Gittin 44b; Kiddushin 11a, 21a; Sanhedrin 2a, 11b, 21a, 27a, 34b, 36a, 45b–46a, 48b, 50a, 52a, 67a, 71a, 74a; Makkot 1a, 2a, 8b; Shevuot 1a–49a; Avodah Zarah 1a–34b. Tiberias, Land of Israel, circa 400 CE. In, e.g., Talmud Yerushalmi. Edited by Chaim Malinowitz, Yisroel Simcha Schorr, and Mordechai Marcus, volumes 1–3, 6a, 8, 12–15, 17, 22, 24–26, 31, 33, 35, 37, 39–40, 44–49. Brooklyn: Mesorah Publications, 2005–2020.
- Mekhilta of Rabbi Ishmael 47:1–57:1. Land of Israel, late 4th century. In, e.g., Mekhilta de-Rabbi Ishmael. Translated by Jacob Z. Lauterbach, volume 2, pages 271–354. Philadelphia: Jewish Publication Society, 1933, reissued 2004.
- Mekhilta of Rabbi Simeon 20:3; 26:1; 34:2; 44:1–2; 46:1–57:3; 68:1–2; 74:4, 6; 77:4; 78:4; 82:1. Land of Israel, 5th century. In, e.g., Mekhilta de-Rabbi Shimon bar Yohai. Translated by W. David Nelson, pages 83–84, 113, 147, 186, 195–209, 212–58, 305, 347, 349, 359, 364, 372–73. Philadelphia: Jewish Publication Society, 2006.

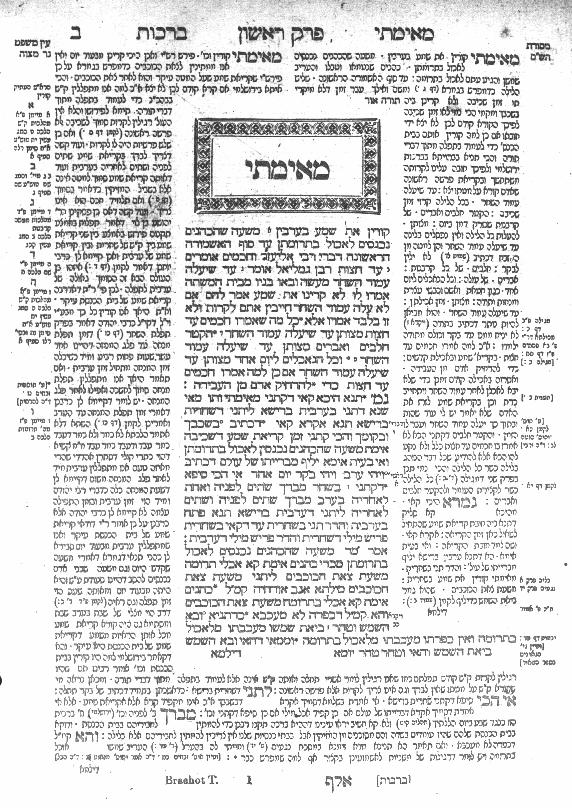
Talmud

- Babylonian Talmud: Berakhot 6a–b, 12a, 20b, 33a, 45a, 54a, 57a, 64a; Shabbat 2a–157b; Pesachim 5b, 47b–48a, 54a, 63b, 106a, 117b; Yoma 4a, 86a; Sukkah 5a, 53a; Beitzah 5a–b, 15b; Rosh Hashanah 3a, 24a–b, 27a; Taanit 21b; Megillah 31a; Moed Katan 5a, 7b, 13a, 15a; Chagigah 3b, 6a, 12b–13a, 14a, 18a, 27a; Yevamot 46b, 62a, 79a; Ketubot 103a, 111a; Nedarim 2a–91b; Nazir 45a; Sotah 31a, 33a, 38a, 42a; Gittin 57b; Kiddushin 2b, 30a–32a, 76b; Bava Kamma 54b, 74b, 99b; Bava Metzia 5b, 30b, 32a, 61b; Sanhedrin 2b, 7a–b, 10a, 15b–17a, 18a–b, 21b, 34b, 35b, 36b, 45a, 50a, 56b, 59b, 61a–62a, 63a, 67a, 86a–b, 94a, 99a; Makkot 2b, 4a–b, 7b, 8b, 10a, 13b; Shevuot 2a–49b; Avodah Zarah 2a–76b; Horayot 4b, 8a; Zevachim 8a, 19a, 58a, 59a, 61b, 115b–16a; Menachot 5b; Chullin 110b; Arakhin 11a; Temurah 3a–b; Keritot 3b; Niddah 13b, 42a. Sasanian Empire, 6th century. In, e.g., Talmud Bavli. Edited by Yisroel Simcha Schorr, Chaim Malinowitz, and Mordechai Marcus, 72 volumes. Brooklyn: Mesorah Publications, 2006.

### Medieval

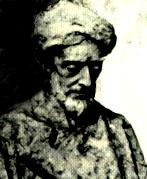
Ibn Gabirol

- Saadia Gaon. The Book of Beliefs and Opinions, Introduction 6; 2:12; 5:4, 6; 6:6; 9:2; 10:11. Baghdad, 933. Translated by Samuel Rosenblatt, pages 31–32, 128, 130, 219–20, 225–26, 254, 327–28, 385. New Haven: Yale Univ. Press, 1948.
- Exodus Rabbah 27:1–29:9. 10th century. In, e.g., Midrash Rabbah: Exodus. Translated by S. M. Lehrman, volume 3, pages 321–45. London: Soncino Press, 1939.
- Solomon ibn Gabirol. A Crown for the King, 29:357–58. Spain, 11th century. Translated by David R. Slavitt, pages 48–49. New York: Oxford University Press, 1998.

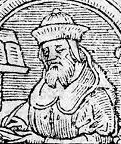
Rashi

- Rashi. Commentary. Exodus 18–20. Troyes, France, late 11th century. In, e.g., Rashi. The Torah: With Rashi's Commentary Translated, Annotated, and Elucidated. Translated and annotated by Yisrael Isser Zvi Herczeg, volume 2, pages 205–46. Brooklyn: Mesorah Publications, 1994.
- Rashbam. Commentary on the Torah. Troyes, early 12th century. In, e.g., Rashbam's Commentary on Exodus: An Annotated Translation. Edited and translated by Martin I. Lockshin, pages 189–223. Atlanta: Scholars Press, 1997.
- Judah Halevi. Kuzari. 1:87–91; 2:4; 3:39; 5:21. Toledo, Spain, 1130–1140. In, e.g., Jehuda Halevi. Kuzari: An Argument for the Faith of Israel. Introduction by Henry Slonimsky, pages 60–63, 87, 172, 290. New York: Schocken, 1964.
- Abraham ibn Ezra. Commentary on the Torah. France, 1153. In, e.g., Ibn Ezra's Commentary on the Pentateuch: Exodus (Shemot). Translated and annotated by H. Norman Strickman and Arthur M. Silver, volume 2, pages 342–446. New York: Menorah Publishing Company, 1996.

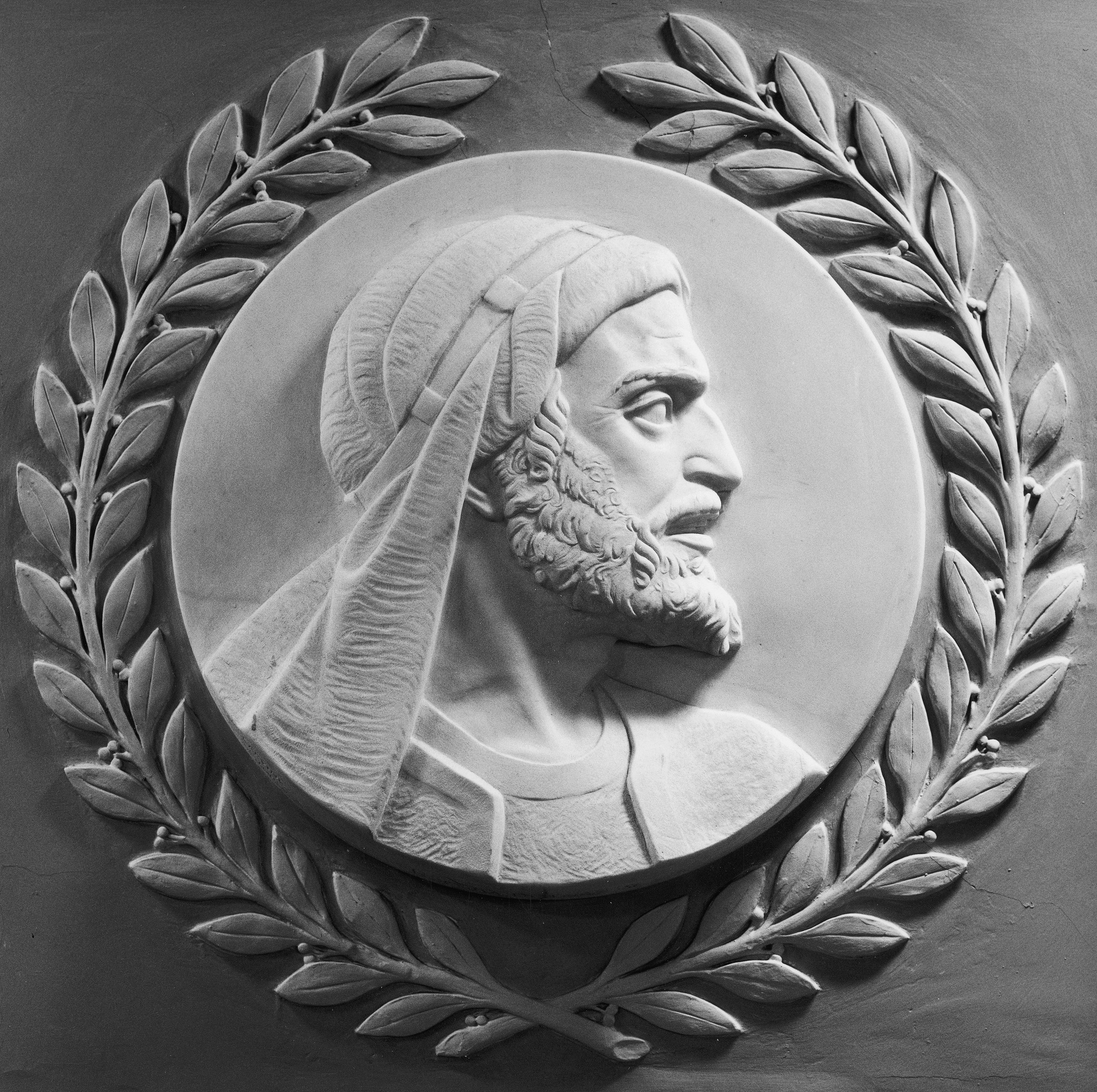
Maimonides

- Maimonides. Mishneh Torah, Sefer Mezikin, Hilkhot Gezelah va-Avedah, chapter 1, halachot 9–12. Egypt, circa 1170–1180. In, e.g., Mishneh Torah: Sefer Mezikin . Translated by Eliyahu Touger, pages 238–40. New York: Moznaim, Publishing, 1997.
- Maimonides. The Guide for the Perplexed. Cairo, Egypt, 1190. In, e.g., Moses Maimonides. The Guide for the Perplexed. Translated by Michael Friedländer, pages 19, 23, 25, 32, 36, 60, 77, 96–97, 219, 221–23, 264, 305, 322–23, 327, 346, 352. New York: Dover Publications, 1956.

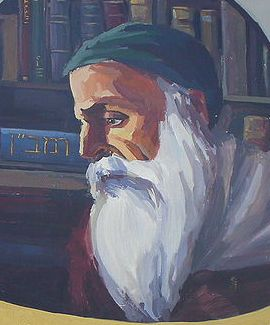
Naḥmanides

- Hezekiah ben Manoah. Hizkuni. France, circa 1240. In, e.g., Chizkiyahu ben Manoach. Chizkuni: Torah Commentary. Translated and annotated by Eliyahu Munk, volume 2, pages 477A–516. Jerusalem: Ktav Publishers, 2013.
- Naḥmanides. Commentary on the Torah. Jerusalem, circa 1270. In, e.g., Ramban (Nachmanides): Commentary on the Torah. Translated by Charles B. Chavel, volume 2, pages 249–337. New York: Shilo Publishing House, 1973.

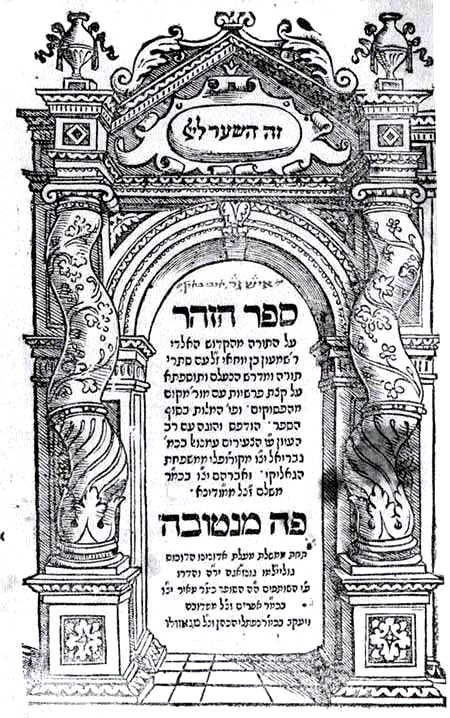
Zohar

- Zohar 2:67a–94a. Spain, late 13th century. In, e.g., The Zohar. Translated by Harry Sperling and Maurice Simon. 5 volumes. London: Soncino Press, 1934.
- Baḥya ben Asher. Commentary on the Torah. Spain, early 14th century. In, e.g., Midrash Rabbeinu Bachya: Torah Commentary by Rabbi Bachya ben Asher. Translated and annotated by Eliyahu Munk, volume 3, pages 1022–121. Jerusalem: Lambda Publishers, 2003.
- Jacob ben Asher (Baal Ha-Turim). Commentary on the Torah. Early 14th century. In, e.g., Baal Haturim Chumash: Shemos/Exodus. Translated by Eliyahu Touger, edited and annotated by Avie Gold, volume 2, pages 715–54. Brooklyn: Mesorah Publications, 2000.
- Isaac ben Moses Arama. Akedat Yizhak (The Binding of Isaac). Late 15th century. In, e.g., Yitzchak Arama. Akeydat Yitzchak: Commentary of Rabbi Yitzchak Arama on the Torah. Translated and condensed by Eliyahu Munk, volume 1, pages 394–437. New York, Lambda Publishers, 2001.

### Moderno
- Abraham Saba. Ẓeror ha-Mor (Bundle of Myrrh). Fez, Morocco, circa 1500. In, e.g., Tzror Hamor: Torah Commentary by Rabbi Avraham Sabba. Translated and annotated by Eliyahu Munk, volume 3, pages 1020–68. Jerusalem, Lambda Publishers, 2008.
- Isaac Abravanel. Commentary on the Torah. Italy, between 1492 and 1509. In, e.g., Abarbanel: Selected Commentaries on the Torah: Volume 2: Shemos/Exodus. Translated and annotated by Israel Lazar, pages 220–57. Brooklyn: CreateSpace, 2015. And excerpted in, e.g., Abarbanel on the Torah: Selected Themes. Translated by Avner Tomaschoff, pages 345–59. Jerusalem: Jewish Agency for Israel, 2007.
- Obadiah ben Jacob Sforno. Commentary on the Torah. Venice, 1567. In, e.g., Sforno: Commentary on the Torah. Translation and explanatory notes by Raphael Pelcovitz, pages 372–93. Brooklyn: Mesorah Publications, 1997.
- Moshe Alshich. Commentary on the Torah. Safed, circa 1593. In, e.g., Moshe Alshich. Midrash of Rabbi Moshe Alshich on the Torah. Translated and annotated by Eliyahu Munk, volume 2, pages 469–501. New York, Lambda Publishers, 2000.
- Shlomo Ephraim Luntschitz. Kli Yakar. Lublin, 1602. In, e.g., Kli Yakar: Shemos. Translated by Elihu Levine, volume 2, pages 13–96. Southfield, Michigan: Targum Press/Feldheim Publishers, 2007.

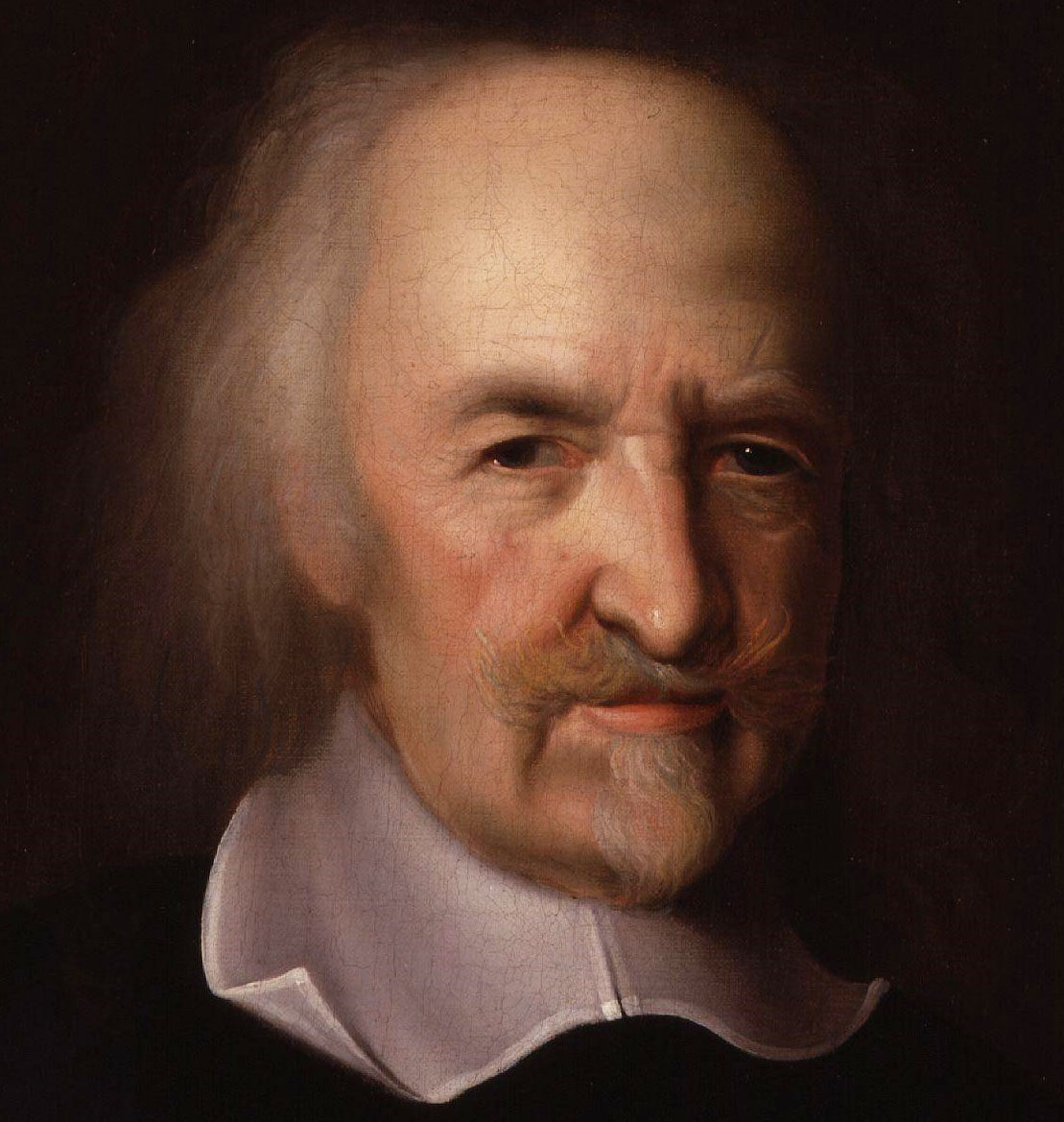
Hobbes

- Avraham Yehoshua Heschel. Commentaries on the Torah. Cracow, Poland, mid 17th century. Compiled as Chanukat HaTorah. Edited by Chanoch Henoch Erzohn. Piotrkow, Poland, 1900. In Avraham Yehoshua Heschel. Chanukas HaTorah: Mystical Insights of Rav Avraham Yehoshua Heschel on Chumash. Translated by Avraham Peretz Friedman, pages 160–73. Southfield, Michigan: Targum Press/Feldheim Publishers, 2004.
- Thomas Hobbes. Leviathan, 2:20; 3:35, 36, 40, 42; 4:45. England, 1651. Reprint edited by C. B. Macpherson, pages 258, 444, 449, 464–65, 501–02, 504, 545–47, 672, 676. Harmondsworth, England: Penguin Classics, 1982.

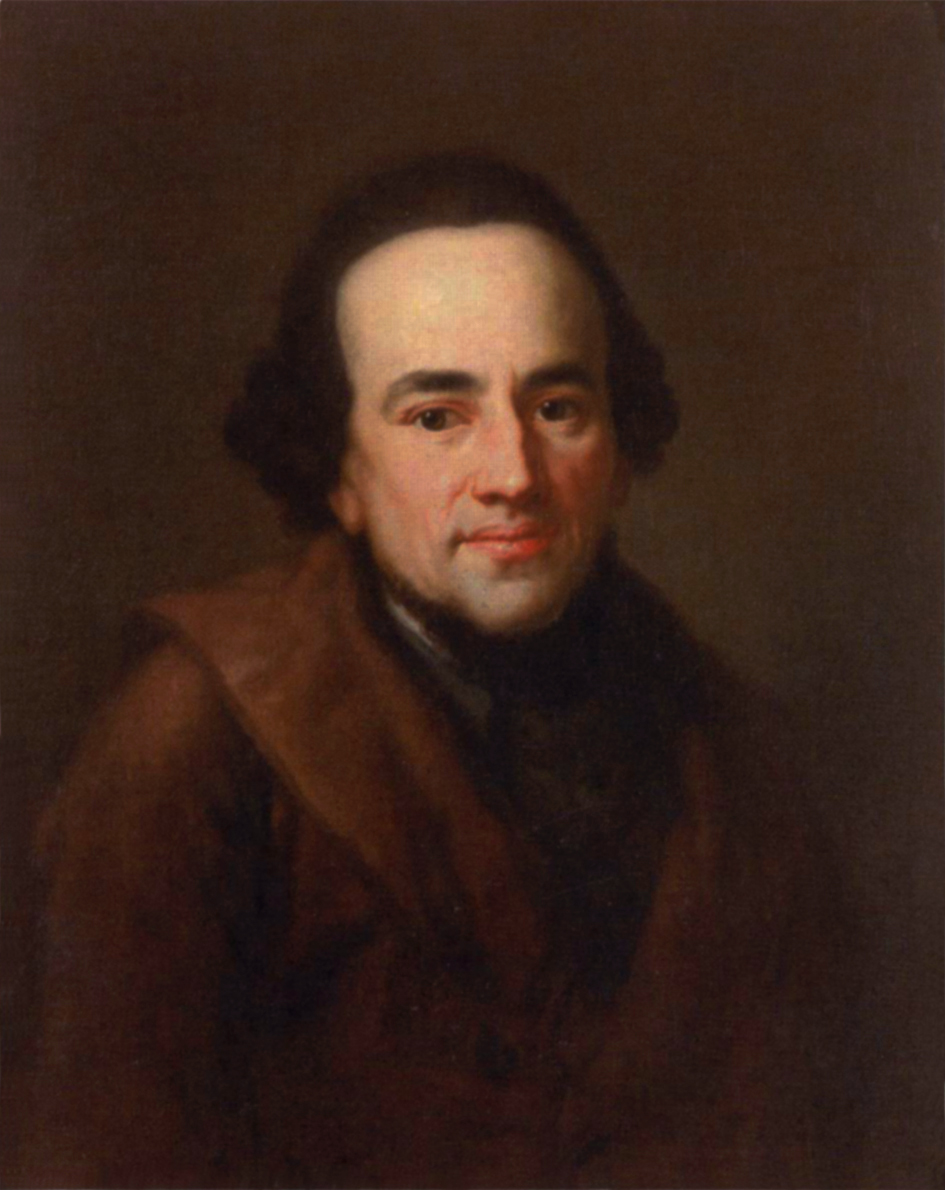
Mendelssohn

- Chaim ibn Attar. Ohr ha-Chaim. Venice, 1742. In Chayim ben Attar. Or Hachayim: Commentary on the Torah. Translated by Eliyahu Munk, volume 2, pages 623–88. Brooklyn: Lambda Publishers, 1999.
- Moses Mendelssohn. Sefer Netivot Hashalom (The "Bi'ur," The Explanation). Berlin, 1780–1783. In Moses Mendelssohn: Writings on Judaism, Christianity, and the Bible. Edited Michah Gottlieb, pages 219–28. Waltham, Massachusetts: Brandeis University Press, 2011.

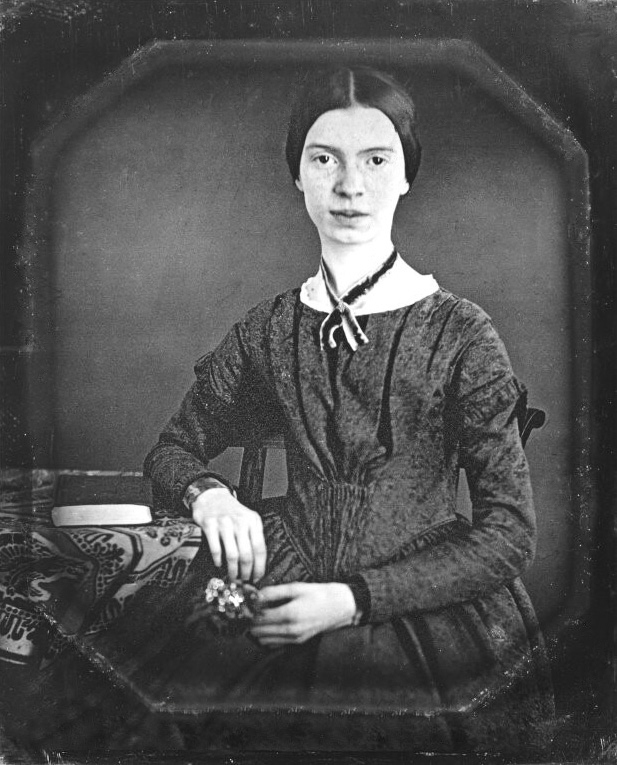
Dickinson

- Naḥman of Breslov. Teachings. Bratslav, Ukraine, before 1811. In Rebbe Nachman's Torah: Breslov Insights into the Weekly Torah Reading: Exodus-Leviticus. Compiled by Chaim Kramer, edited by Y. Hall, pages 140–77. Jerusalem: Breslov Research Institute, 2011.
- Emily Dickinson. Poem 564 (My period had come for Prayer —). Circa 1862. Poem 1260 (Because that you are going). Circa 1873. Poem 1591 (The Bobolink is gone —). Circa 1883. Poem 1719 (God is indeed a jealous God —). 19th century. In The Complete Poems of Emily Dickinson. Edited by Thomas H. Johnson, pages 274–75, 551–52, 659, 698. New York: Little, Brown & Company, 1960.

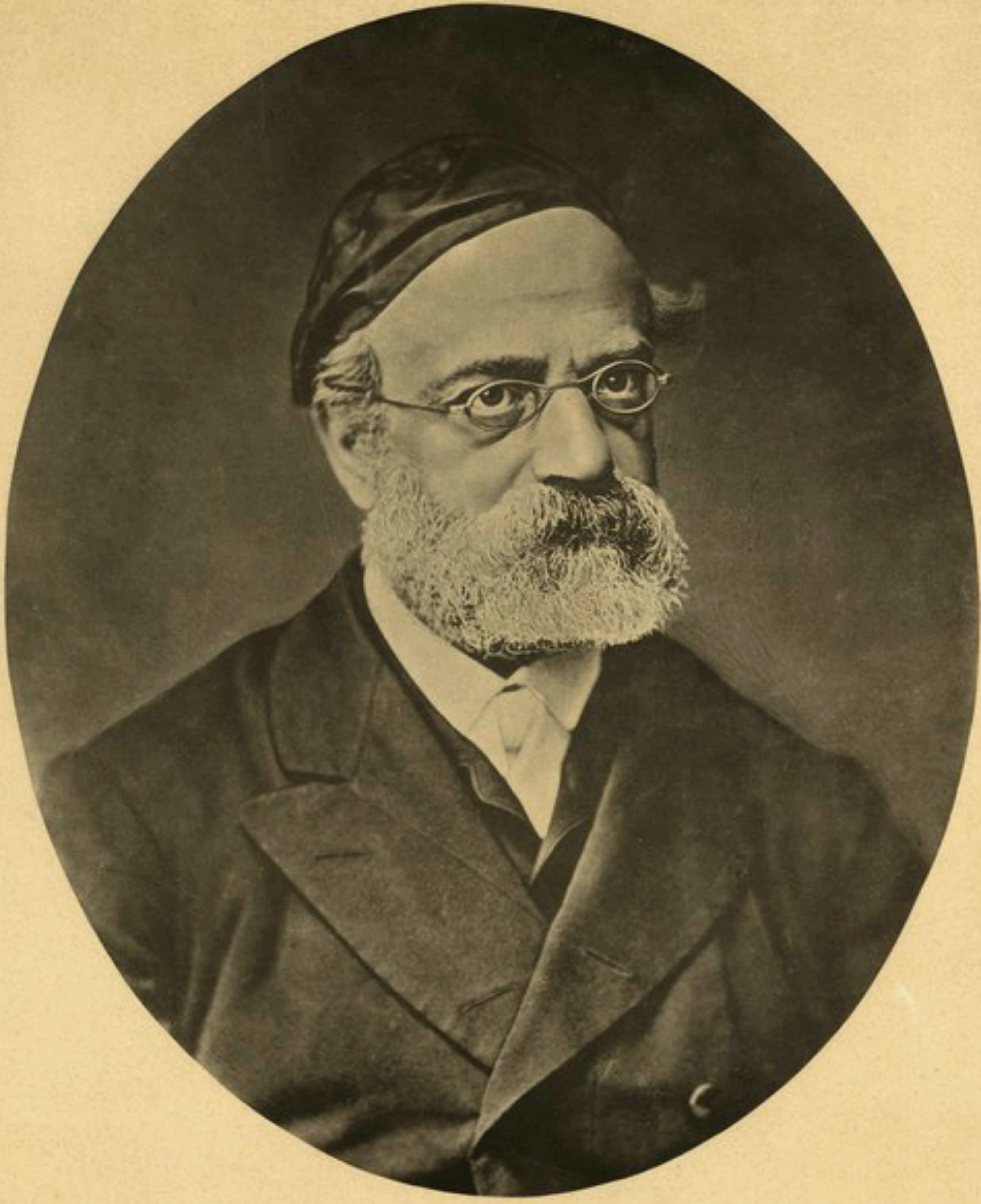
Hirsch

- David Clarkson. "Soul Idolatry Excludes Men from Heaven." In The Practical Works of David Clarkson, Volume II, pages 299ff. Edinburgh: James Nichol, 1865. In David Clarkson. Soul Idolatry Excludes Men Out of Heaven. Curiosmith, 2010.
- Samson Raphael Hirsch. The Pentateuch: Exodus. Translated by Isaac Levy, volume 2, pages 236–86. Gateshead: Judaica Press, 2nd edition 1999. Originally published as Der Pentateuch uebersetzt und erklaert. Frankfurt, 1867–1878.
- Samson Raphael Hirsch. The Jewish Sabbath. Nabu Press, 2010. Originally published Germany, 19th Century.

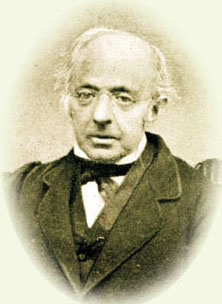
Luzzatto

- Samuel David Luzzatto (Shadal). Commentary on the Torah. Padua, 1871. In, e.g., Samuel David Luzzatto. Torah Commentary. Translated and annotated by Eliyahu Munk, volume 2, pages 697–768. New York: Lambda Publishers, 2012.
- Samson Raphael Hirsch. The Jewish Sabbath. Frankfurt, before 1889. Translated by Ben Josephussoro. 1911. Reprinted Lexington, Kentucky: CreateSpace Independent Publishing Platform, 2014.
- G. Campbell Morgan. The Ten Commandments. Chicago: Fleming H. Revell Company, 1901. Reprinted BiblioLife, 2009.
- Yehudah Aryeh Leib Alter. Sefat Emet. Góra Kalwaria (Ger), Poland, before 1906. Excerpted in The Language of Truth: The Torah Commentary of Sefat Emet. Translated and interpreted by Arthur Green, pages 105–09. Philadelphia: Jewish Publication Society, 1998. Reprinted 2012.

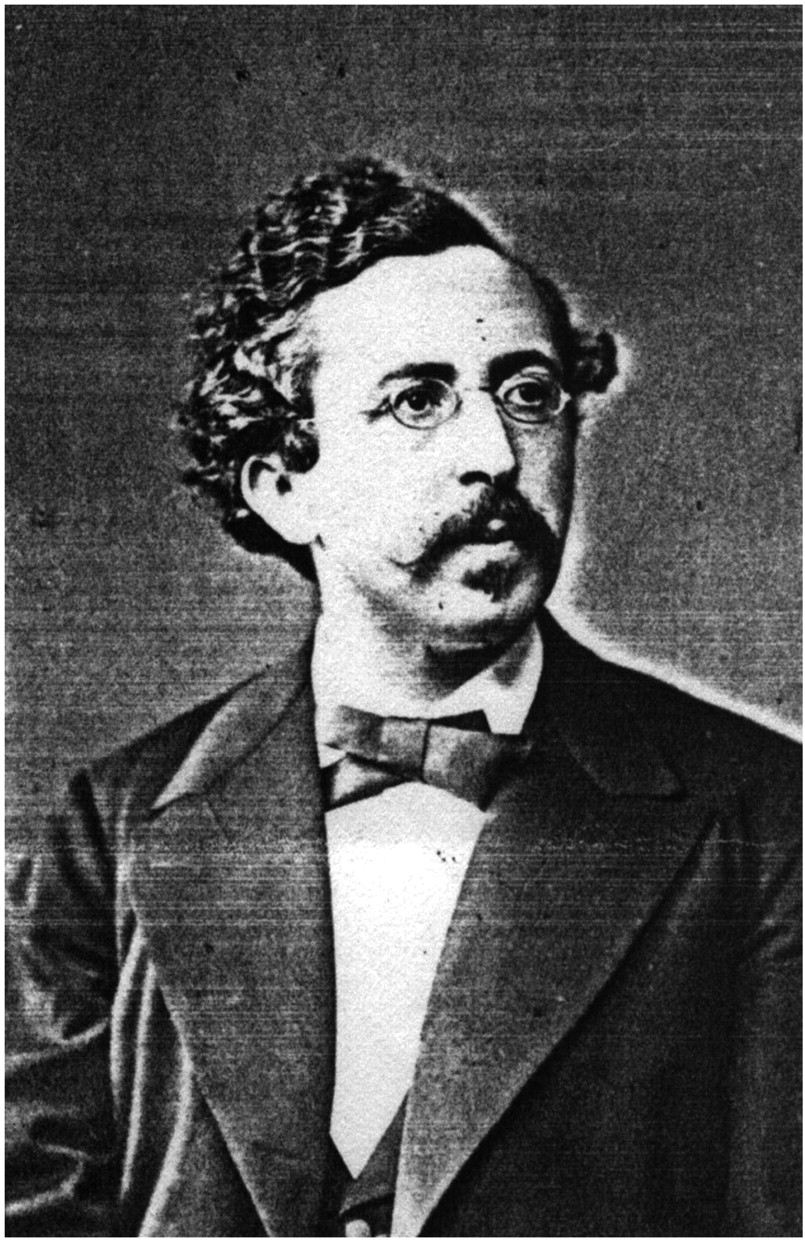
Cohen

- Franklin E. Hoskins. "The Route Over Which Moses Led the Children of Israel Out of Egypt." National Geographic. (December 1909): pages 1011–38.
- Hermann Cohen. Religion of Reason: Out of the Sources of Judaism. Translated with an introduction by Simon Kaplan; introductory essays by Leo Strauss, pages 54, 156, 289, 302, 346–47, 433. New York: Ungar, 1972. Reprinted Atlanta: Scholars Press, 1995. Originally published as Religion der Vernunft aus den Quellen des Judentums. Leipzig: Gustav Fock, 1919.
- Harold H. Rowley. Moses and the Decalogue. George H. Doran Co., 1919.
- Maynard Owen Williams. "East of Suez to the Mount of the Decalogue: Following the Trail Over Which Moses Led the Israelites from the Slave-Pens of Egypt to Sinai." National Geographic. (December 1927): pages 708–43.
- Alexander Alan Steinbach. Sabbath Queen: Fifty-four Bible Talks to the Young Based on Each Portion of the Pentateuch, pages 51–53. New York: Behrman's Jewish Book House, 1936.
- A. M. Klein. "Sacred Enough You Are." Canada, 1940. In The Collected Poems of A.M. Klein, page 152. Toronto: McGraw-Hill Ryerson, 1974.

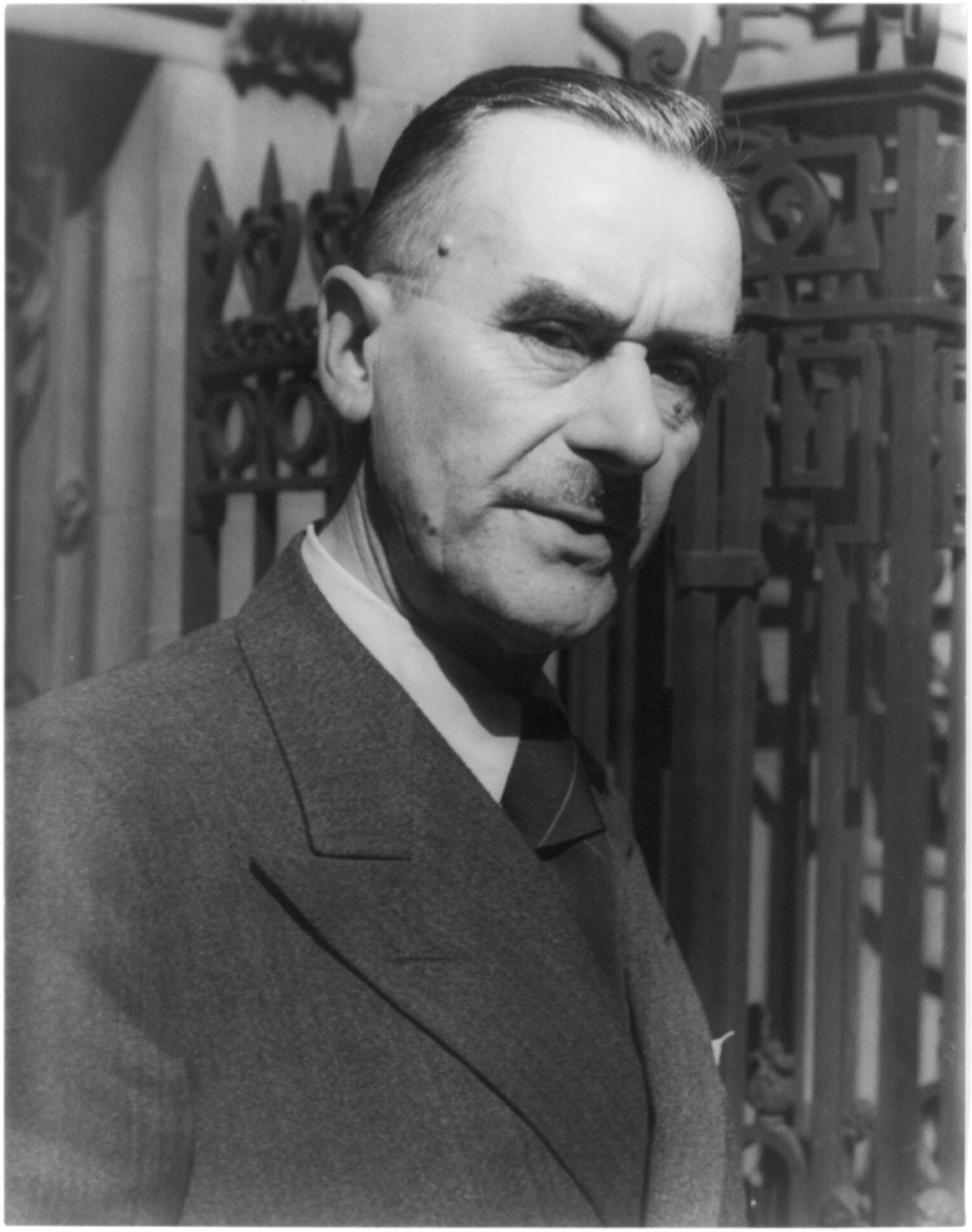
Mann

- Thomas Mann. Joseph and His Brothers. Translated by John E. Woods, pages 257, 325, 612, 788. New York: Alfred A. Knopf, 2005. Originally published as Joseph und seine Brüder. Stockholm: Bermann-Fischer Verlag, 1943.
- Thomas Mann, Rebecca West, Franz Werfel, John Erskine, Bruno Frank, Jules Romains, André Maurois, Sigrid Undset, Hendrik Willem van Loon, Louis Bromfield, Herman Rauchning. The Ten Commandments: Ten Short Novels of Hitler's War Against the Moral Code. Edited by Armin L. Robinson. New York: Simon and Schuster, 1943.
- The Sabbath Anthology. Edited by Abraham E. Millgram. Philadelphia: The Jewish Publication Society, 1944; reprinted 2018. (Exodus 20:7–10).

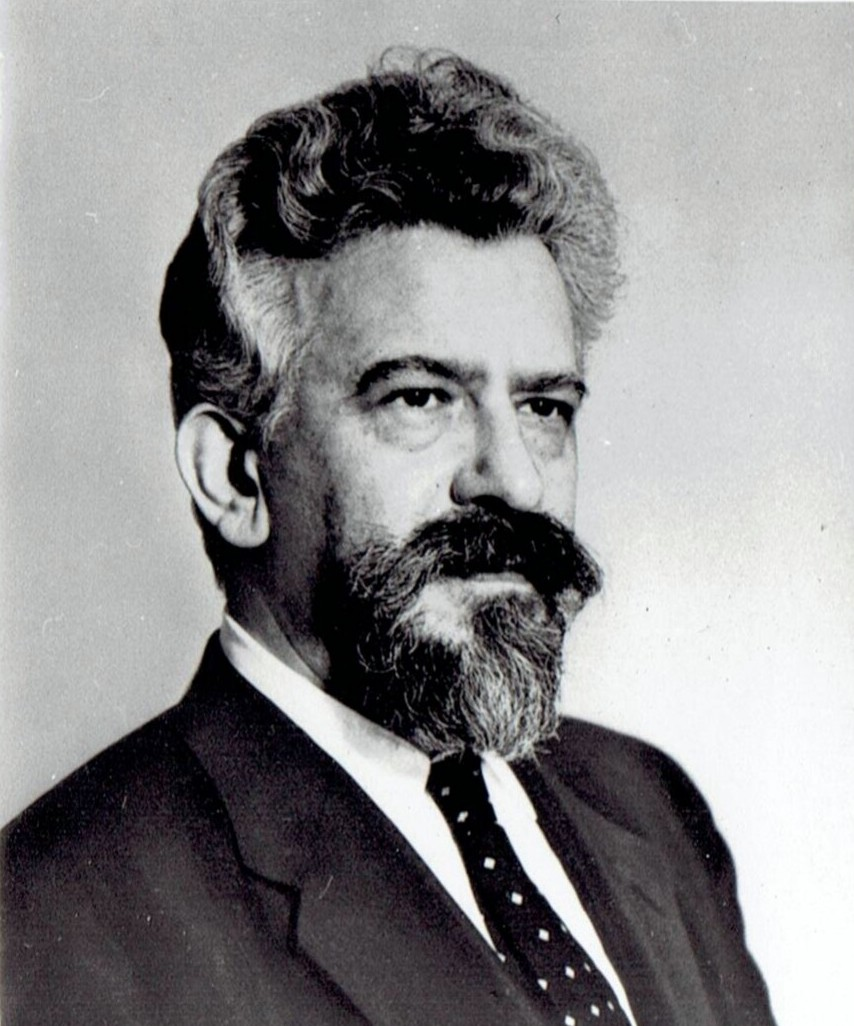
Heschel

- Morris Adler, Jacob B. Agus, and Theodore Friedman. "Responsum on the Sabbath." Proceedings of the Rabbinical Assembly, volume 14 (1950), pages 112–88. New York: Rabbinical Assembly of America, 1951. In Proceedings of the Committee on Jewish Law and Standards of the Conservative Movement 1927–1970, volume 3 (Responsa), pages 1109–34. Jerusalem: The Rabbinical Assembly and The Institute of Applied Hallakhah, 1997.
- Abraham Joshua Heschel. The Sabbath. New York: Farrar, Straus and Giroux, 1951. Reprinted 2005.
- Morris Adler. The World of the Talmud, pages 28–29. B'nai B'rith Hillel Foundations, 1958. Reprinted Kessinger Publishing, 2007.

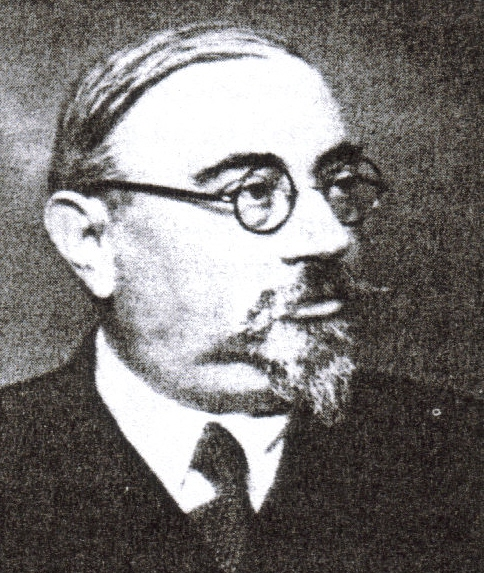
Cassuto

- Umberto Cassuto. A Commentary on the Book of Exodus. Jerusalem, 1951. Translated by Israel Abrahams, pages 209–57. Jerusalem: The Magnes Press, The Hebrew University, 1967.
- Johann J. Stamm and Maurice E. Andrew. The Ten Commandments in Recent Research. Naperville, Illinois: Alec R. Allenson, 1967.
- Martin Buber. On the Bible: Eighteen studies, pages 80–121. New York: Schocken Books, 1968.
- Anthony Phillips. Ancient Israel's Criminal Law: A New Approach to the Decalogue. Oxford: Basil Blackwell, 1970.
- Eduard Nielsen. The Ten Commandments in New Perspective. Alec R. Allenson, 1968. Reprinted Hymns Ancient & Modern Ltd, 2012.
- Anthony Phillips. Ancient Israel's Criminal Law: A New Approach to the Decalogue. Basil Blackwell, 1970.
- W. Gunther Plaut. Shabbat Manual. New York: CCAR, 1972.
- Harry M. Buck. "Worship, Idolatry, and God." In A Light unto My Path: Old Testament Studies in Honor of Jacob M. Myers. Edited by Howard N. Bream, Ralph D. Heim, and Carey A. Moore, pages 67–82. Philadelphia: Temple University Press, 1974.
- Harvey Arden. "In Search of Moses." National Geographic. (January 1976): pages 2–37.
- Peter C. Craigie. The Problem of War in the Old Testament, page 55. Grand Rapids, Michigan: William B. Eerdmans Publishing Company, 1978.
- Elie Munk. The Call of the Torah: An Anthology of Interpretation and Commentary on the Five Books of Moses. Translated by E.S. Mazer, volume 2, pages 230–91. Brooklyn: Mesorah Publications, 1995. Originally published as La Voix de la Thora. Paris: Fondation Samuel et Odette Levy, 1981.
- Robert Goodman. "Shabbat." In Teaching Jewish Holidays: History, Values, and Activities, pages 1–19. Denver: A.R.E. Publishing, 1997.
- Walter J. Harrelson. The Ten Commandments and Human Rights. Philadelphia: Fortress Press, 1980. Revised edition. Mercer University Press, 1997.
- Harvey Arden. "Eternal Sinai." National Geographic, volume 161 (number 4) (April 1982): pages 420–61.
- Pinchas H. Peli. Torah Today: A Renewed Encounter with Scripture, pages 71–74. Washington, D.C.: B'nai B'rith Books, 1987.
- Robert A. Coughenour. "A Search for Maḥanaim." Bulletin of the American Schools of Oriental Research, number 273 (February 1989): pages 57–66.
- David Noel Freedman. "The Nine Commandments: The secret progress of Israel's sins." Bible Review, volume 5 (number 6) (December 1989).
- Harvey J. Fields. A Torah Commentary for Our Times: Volume II: Exodus and Leviticus, pages 42–50. New York: UAHC Press, 1991.
- Pinchas H. Peli. The Jewish Sabbath: A Renewed Encounter. New York: Schocken, 1991.
- Nahum M. Sarna. The JPS Torah Commentary: Exodus: The Traditional Hebrew Text with the New JPS Translation, pages 97–117. Philadelphia: Jewish Publication Society, 1991.
- Moshe Weinfeld. "What Makes the Ten Commandments Different?" Bible Review, volume 7 (number 2) (April 1991).
- Moshe Halbertal and Avishai Margalit. Idolatry. Translated by Naomi Goldblum. Cambridge, Massachusetts: Harvard University Press, 1992.

Agnon

- Nehama Leibowitz. New Studies in Shemot (Exodus), volume 1, pages 290–360. Jerusalem: Haomanim Press, 1993. Reprinted as New Studies in the Weekly Parasha. Lambda Publishers, 2010.
- S.Y. Agnon. Present at Sinai: The Giving of the Law. Philadelphia: Jewish Publication Society, 1994.
- Walter Brueggemann. "The Book of Exodus." In The New Interpreter's Bible. Edited by Leander E. Keck, volume 1, pages 823–62. Nashville: Abingdon Press, 1994.
- Elliot N. Dorff. "Artificial Insemination, Egg Donation and Adoption." New York: Rabbinical Assembly, 1994. EH 1:3.1994. In Responsa: 1991–2000: The Committee on Jewish Law and Standards of the Conservative Movement. Edited by Kassel Abelson and David J. Fine, pages 461, 483, 506. New York: Rabbinical Assembly, 2002. (duty of the children of artificial insemination to honor their social parents; implications of the duty to honor parents for single parenthood).
- Judith S. Antonelli. "The House of Jacob." In In the Image of God: A Feminist Commentary on the Torah, pages 175–184. Northvale, New Jersey: Jason Aronson, 1995.
- Elliot N. Dorff. "Jewish Businesses Open on Shabbat and Yom Tov: A Concurring Opinion." New York: Rabbinical Assembly, 1995. OH 242.1995c. In Responsa: 1991–2000: The Committee on Jewish Law and Standards of the Conservative Movement. Edited by Kassel Abelson and David J. Fine, pages 64–70. New York: Rabbinical Assembly, 2002.
- Elliot N. Dorff. "Family Violence." New York: Rabbinical Assembly, 1995. HM 424.1995. In Responsa: 1991–2000: The Committee on Jewish Law and Standards of the Conservative Movement. Edited by Kassel Abelson and David J. Fine, pages 773, 786. New York: Rabbinical Assembly, 2002. (implications of the commandment to honor one's parents for a duty to provide for dependent parents).
- Ellen Frankel. The Five Books of Miriam: A Woman's Commentary on the Torah, pages 116–20. New York: G. P. Putnam's Sons, 1996.
- Marc Gellman. God's Mailbox: More Stories About Stories in the Bible, pages 47–67. New York: Morrow Junior Books, 1996.
- W. Gunther Plaut. The Haftarah Commentary, pages 167–77. New York: UAHC Press, 1996.
- Mark Dov Shapiro. Gates of Shabbat: A Guide for Observing Shabbat. New York: CCAR Press, 1996.
- Elliot N. Dorff. "Assisted Suicide." New York: Rabbinical Assembly, 1997. YD 345.1997a. In Responsa: 1991–2000: The Committee on Jewish Law and Standards of the Conservative Movement. Edited by Kassel Abelson and David J. Fine, pages 379, 380. New York: Rabbinical Assembly, 2002. (implications of God's ownership of the universe for assisted suicide).
- Sorel Goldberg Loeb and Barbara Binder Kadden. Teaching Torah: A Treasury of Insights and Activities, pages 113–20. Denver: A.R.E. Publishing, 1997.
- Baruch J. Schwartz. "What Really Happened at Mount Sinai? Four biblical answers to one question." Bible Review, volume 13 (number 5) (October 1997).
- William H.C. Propp. Exodus 1–18, volume 2, pages 622–35. New York: Anchor Bible, 1998.
- Susan Freeman. Teaching Jewish Virtues: Sacred Sources and Arts Activities, pages 69–84, 136–48, 195–227. Springfield, New Jersey: A.R.E. Publishing, 1999. (Exodus 20:9, 13–14, 17).
- Exodus to Deuteronomy: A Feminist Companion to the Bible (Second Series). Edited by Athalya Brenner, pages 21, 34–35, 37, 39, 70, 163–64, 166, 170. Sheffield: Sheffield Academic Press, 2000.
- David Noel Freedman. The Nine Commandments: Uncovering a Hidden Pattern of Crime and Punishment in the Hebrew Bible. New York: Doubleday, 2000.
- Judy Klitsner. "From the Earth's Hollow Space to the Stars: Two Patriarchs and Their Non-Israelite Mentors." In Torah of the Mothers: Contemporary Jewish Women Read Classical Jewish Texts. Edited by Ora Wiskind Elper and Susan Handelman, pages 262–88. New York and Jerusalem: Urim Publications, 2000. (comparison of Abraham and Melchizedek, Moses and Jethro).
- Martin R. Hauge. The Descent from the Mountain: Narrative Patterns in Exodus 19–40. Sheffield: Journal for the Study of the Old Testament Press, 2001.
- Avivah Gottlieb Zornberg. The Particulars of Rapture: Reflections on Exodus, pages 247–87. New York: Doubleday, 2001.
- Lainie Blum Cogan and Judy Weiss. Teaching Haftarah: Background, Insights, and Strategies, pages 230–39. Denver: A.R.E. Publishing, 2002.
- William J. Federer. The Ten Commandments & their Influence on American Law: A Study in History. Amerisearch, 2002.
- Michael Fishbane. The JPS Bible Commentary: Haftarot, pages 107–14. Philadelphia: Jewish Publication Society, 2002.
- Elie Kaplan Spitz. "Mamzerut." New York: Rabbinical Assembly, 2000. EH 4.2000a. In Responsa: 1991–2000: The Committee on Jewish Law and Standards of the Conservative Movement. Edited by Kassel Abelson and David J. Fine, pages 558, 562–63, 566. New York: Rabbinical Assembly, 2002. (implications of the prohibition of adultery and God's remembering wrongdoing until the third or fourth generation for the law of the mamzer).
- Jules Gleicher. "Moses Dikastes."  (enlace roto disponible en este archivo). Interpretation: A Journal of Political Philosophy, volume 30 (number 2) (spring 2003): pages 119–56. (Moses as judge).
- Joseph Telushkin. The Ten Commandments of Character: Essential Advice for Living an Honorable, Ethical, Honest Life, pages 52–59, 61–65, 76–80, 129–32, 177–80, 189–90, 204–06, 275–78. New York: Bell Tower, 2003.
- Robert Alter. The Five Books of Moses: A Translation with Commentary, pages 416–34. New York: W.W. Norton & Co., 2004.
- The Ten Commandments: The Reciprocity of Faithfulness. Edited by William P. Brown. Louisville, Kentucky: Westminster John Knox Press, 2004.
- Jeffrey H. Tigay. "Exodus." In The Jewish Study Bible. Edited by Adele Berlin and Marc Zvi Brettler, pages 143–52. New York: Oxford University Press, 2004.
- Professors on the Parashah: Studies on the Weekly Torah Reading Edited by Leib Moscovitz, pages 111–19. Jerusalem: Urim Publications, 2005.
- Gerald J. Blidstein. Honor Thy Father and Mother: Filial Responsibility in Jewish Law and Ethics: Augmented Edition. New York: Ktav, 2006.
- Walter J. Harrelson. The Ten Commandments for Today. Louisville, Kentucky: Westminster John Knox Press, 2006.
- W. Gunther Plaut. The Torah: A Modern Commentary: Revised Edition. Revised edition edited by David E.S. Stern, pages 468–509. New York: Union for Reform Judaism, 2006.
- William H.C. Propp. Exodus 19–40, volume 2A, pages 101–85. New York: Anchor Bible, 2006.
- Suzanne A. Brody. "Shabbat" and "Talking at Sinai." In Dancing in the White Spaces: The Yearly Torah Cycle and More Poems, pages 51–57, 79. Shelbyville, Kentucky: Wasteland Press, 2007.

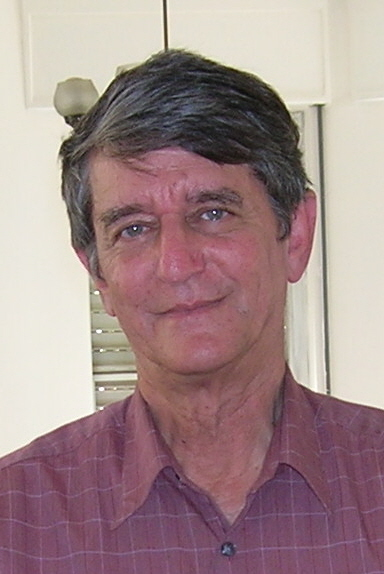
Kugel

- James L. Kugel. How To Read the Bible: A Guide to Scripture, Then and Now, pages 32, 233–59, 273, 291, 321, 325, 343–45, 355, 405, 413, 415, 418, 425–26, 439, 610, 650, 683. New York: Free Press, 2007.
- Michael D. Matlock. "Obeying the First Part of the Tenth Commandment: Applications from the Levirate Marriage Law." Journal for the Study of the Old Testament, volume 31 (number 3) (March 2007): pages 295–310.
- Joseph Blenkinsopp. "The Midianite-Kenite Hypothesis Revisited and the Origins of Judah." Journal for the Study of the Old Testament, volume 33 (number 2) (December 2008): pages 131–53.
- Adam Potkay. "Icons and Iconoclasm from Moses to Milton." Lecture 3 in The Modern Scholar: The Bible and the Roots of Western Literature. Prince Frederick, Maryland: Recorded Books, 2008.
- The Torah: A Women's Commentary. Edited by Tamara Cohn Eskenazi and Andrea L. Weiss, pages 407–26. New York: URJ Press, 2008.
- Menachem Creditor. "The Necessity of Windows: Parashat Yitro (Exodus 18:1–20:26)." In Torah Queeries: Weekly Commentaries on the Hebrew Bible. Edited by Gregg Drinkwater, Joshua Lesser, and David Shneer; foreword by Judith Plaskow, pages 93–97. New York: New York University Press, 2009.
- Thomas B. Dozeman. Commentary on Exodus, pages 398–515. Grand Rapids, Michigan: William B. Eerdmans Publishing Company, 2009.
- Reuven Hammer. Entering Torah: Prefaces to the Weekly Torah Portion, pages 101–06. New York: Gefen Publishing House, 2009.
- Timothy Keller. Counterfeit Gods: The Empty Promises of Money, Sex, and Power, and the Only Hope that Matters. Dutton Adult, 2009. (What is an idol? It is anything more important to you than God, anything that absorbs your heart and imagination more than God, anything you seek to give you what only God can give.).
- Frank Newport. "Extramarital Affairs, Like Sanford's, Morally Taboo: Recent Confessions of Affairs by Elected Officials Fly in Face of Americans' Normative Standards" Gallup Inc. June 25, 2009.
- Ziv Hellman. "And on the Seventh Day: Israelis ponder the public nature of the Shabbath in a state that seeks to be both Jewish and democratic." The Jerusalem Report, volume 20 (number 19) (January 4, 2009): pages 26–30.

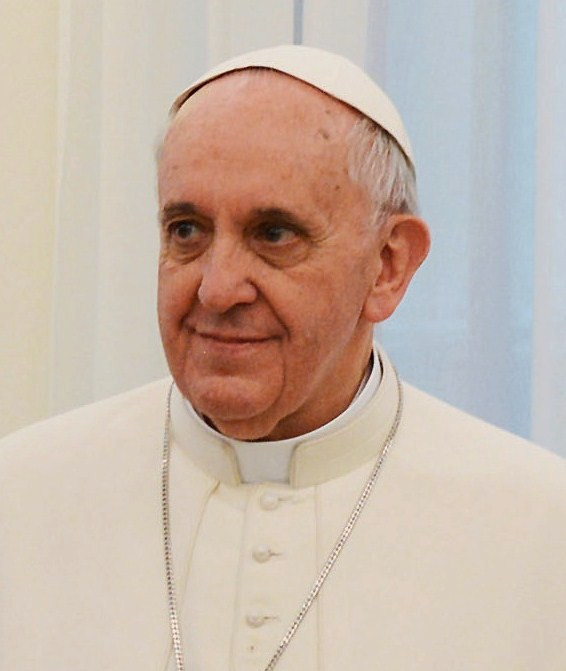
Francis

- Rebecca G.S. Idestrom. "Echoes of the Book of Exodus in Ezekiel." Journal for the Study of the Old Testament, volume 33 (number 4) (June 2009): pages 489–510. (Motifs from Exodus found in Ezekiel, including the call narrative, divine encounters, captivity, signs, plagues, judgment, redemption, tabernacle/temple, are considered.).
- Patrick D. Miller. The Ten Commandments: Interpretation: Resources for the Use of Scripture in the Church. Louisville, Kentucky: Westminster John Knox Press, 2009.
- Bruce Wells. "Exodus." In Zondervan Illustrated Bible Backgrounds Commentary. Edited by John H. Walton, volume 1, pages 224–36. Grand Rapids, Michigan: Zondervan, 2009.
- "Day of Rest: Judith Shulevitz's New Book Considers the Sabbath Throughout the Ages and in Her Own Life." Tablet Magazine. (March 15, 2010).
- "Body Image: An Art Historian Tackles the Thorny Matter of Jews and Figurative Painting." Tablet Magazine. (June 7, 2010). (the commandment not to make graven images and Jewish artists).

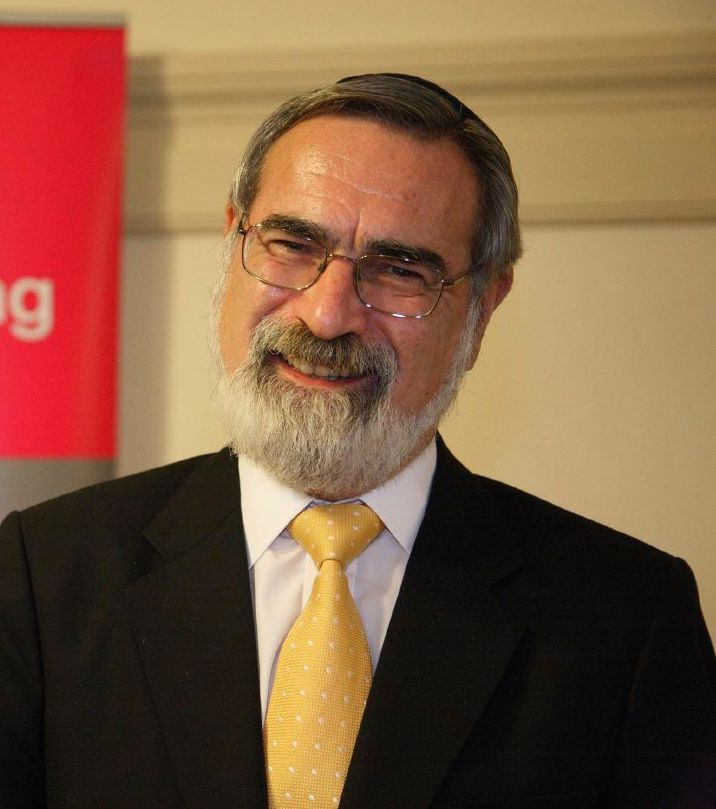
Sacks

- Adriane Leveen. "Inside Out: Jethro, the Midianites and a Biblical Construction of the Outsider." Journal for the Study of the Old Testament, volume 34 (number 4) (June 2010): pages 395–417.
- Jonathan Sacks. Covenant & Conversation: A Weekly Reading of the Jewish Bible: Exodus: The Book of Redemption, pages 125–55. Jerusalem: Maggid Books, 2010.

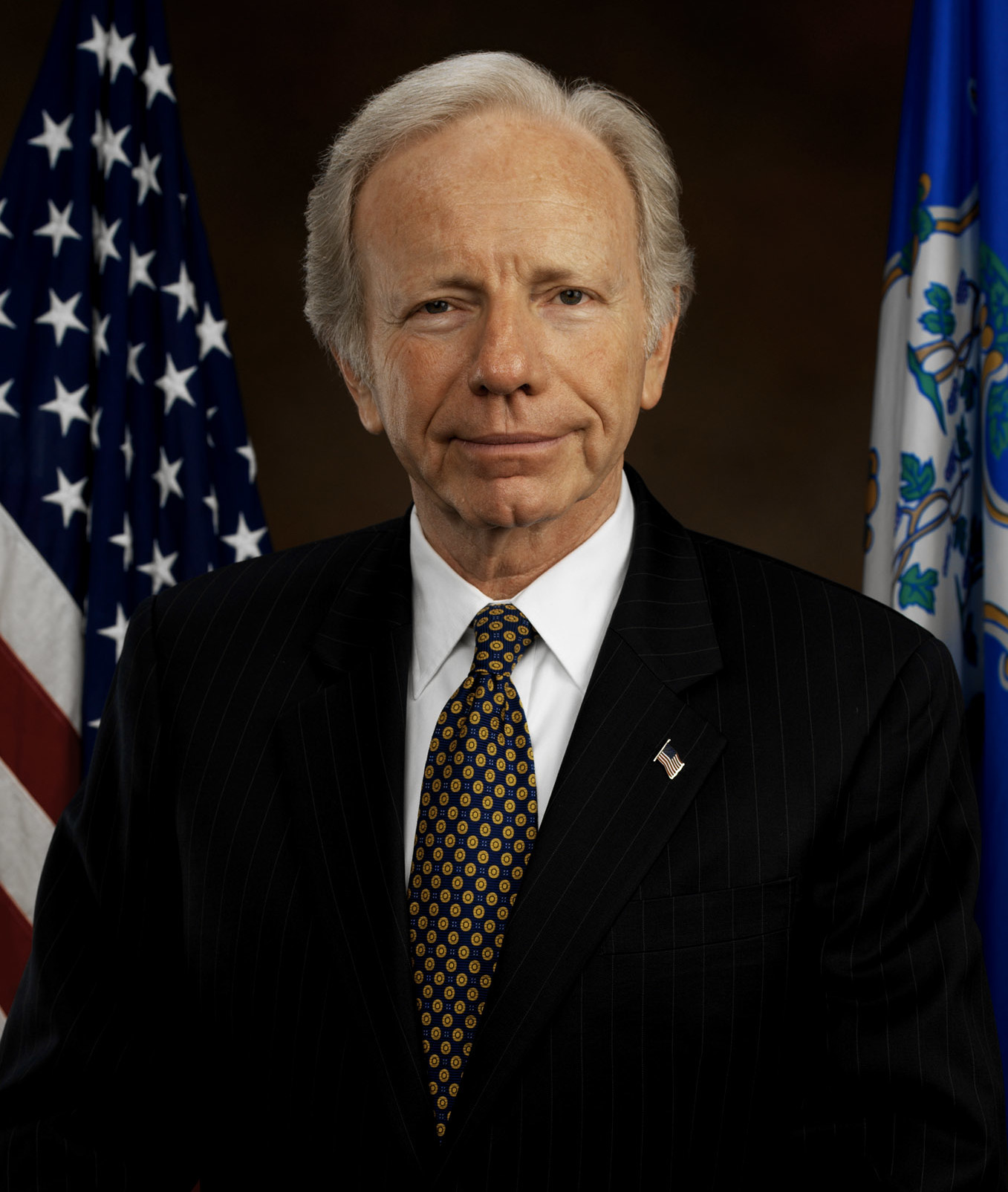
Lieberman

- Joe Lieberman and David Klinghoffer. The Gift of Rest: Rediscovering the Beauty of the Sabbath. New York: Howard Books, 2011.
- United Nations Office on Drugs and Crime. Homicide Statistics. 2011.
- The Decalogue through the Centuries: From the Hebrew Scriptures to Benedict XVI. Edited by Jeffrey P. Greenman and Timothy Larsen. Louisville, Kentucky: Westminster John Knox Press, 2012.
- Micha Feldmann. On Wings of Eagles: The Secret Operation of the Ethiopian Exodus. Jerusalem: Gefen Publishing House, 2012. (Exodus 19:4 used to describe exodus of Ethiopian Jews).
- Jonathan Haidt. The Righteous Mind: Why Good People Are Divided by Politics and Religion, page 256. New York: Pantheon, 2012. (prohibition of murder, adultery, false witness, and oath-breaking as an evolutionary advantage).

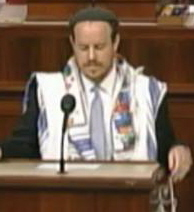
Herzfeld

- Shmuel Herzfeld. "You Shall Not (Be an Accessory to) Murder." In Fifty-Four Pick Up: Fifteen-Minute Inspirational Torah Lessons, pages 100–04. Jerusalem: Gefen Publishing House, 2012.
- Torah MiEtzion: New Readings in Tanach: Shemot. Edited by Ezra Bick and Yaakov Beasley, pages 235–88. Jerusalem: Maggid Books, 2012.
- Daniel S. Nevins. "The Use of Electrical and Electronic Devices on Shabbat." New York: Rabbinical Assembly, 2012.
- Leon R. Kass. "The Ten Commandments: Why the Decalogue Matters." Mosaic Magazine. (June 2013).
- Peter Berkowitz. "The Decalogue and Liberal Democracy: Response to: 'The Ten Commandments.'" Mosaic Magazine. (June 2013).
- Amiel Ungar. "Tel Aviv and the Sabbath." The Jerusalem Report, volume 24 (number 8) (July 29, 2013): page 37.

- Pope Francis. "No to the new idolatry of money." In Evangelii gaudium (The Joy of the Gospel). Vatican City: The Holy See, 2013.
- Jacob E. Dunn. "A God of Volcanoes: Did Yahwism Take Root in Volcanic Ashes? Journal for the Study of the Old Testament, volume 38 (number 4) (June 2014): pages 387–424.
- Amanda Terkel. "Glenn Grothman, Wisconsin GOP Senator, Fights for a Seven-Day Workweek." The Huffington Post. (January 3, 2014, updated January 23, 2014). (Congressional candidate said, "Right now in Wisconsin, you're not supposed to work seven days in a row, which is a little ridiculous because all sorts of people want to work seven days a week.")
- Daniel Landes. "The quintessential convert: Why did Jethro need to embrace even more responsibility?" The Jerusalem Report, volume 24 (number 21) (January 27, 2014): page 47.
- Simeon Chavel. "A Kingdom of Priests and its Earthen Altars in Exodus 19–24." Vetus Testamentum. Volume 65 (number 2) (2015): pages 169–222.
- Jonathan Sacks. Lessons in Leadership: A Weekly Reading of the Jewish Bible, pages 85–88. New Milford, Connecticut: Maggid Books, 2015.
- Jean-Pierre Isbouts. Archaeology of the Bible: The Greatest Discoveries From Genesis to the Roman Era, pages 114–20. Washington, D.C.: National Geographic, 2016.
- Jonathan Sacks. Essays on Ethics: A Weekly Reading of the Jewish Bible, pages 103–08. New Milford, Connecticut: Maggid Books, 2016.
- Shai Held. The Heart of Torah, Volume 1: Essays on the Weekly Torah Portion: Genesis and Exodus, pages 165–74. Philadelphia: Jewish Publication Society, 2017.
- James L. Kugel. The Great Shift: Encountering God in Biblical Times, pages xiv, 154, 166, 170, 178, 180, 262–63, 317, 323, 349, 356, 367–68, 384. Boston: Houghton Mifflin Harcourt, 2017.
- Steven Levy and Sarah Levy. The JPS Rashi Discussion Torah Commentary, pages 53–55. Philadelphia: Jewish Publication Society, 2017.
- Pekka Pitkänen. "Ancient Israelite Population Economy: Ger, Toshav, Nakhri and Karat as Settler Colonial Categories." Journal for the Study of the Old Testament, volume 42 (number 2) (December 2017): pages 139–53.
- John Barton. "The Ten Commandments." In A History of the Bible, pages 77–79. New York: Viking Press, 2019.
- Ralph Allan Smith. "The Third Commandment in Deuteronomy 14:1–21."
- Timothy Hogue. "The Monumentality of the Sinaitic Decalogue: Reading Exodus 20 in Light of Northwest Semitic Monument-Making Practices." Journal of Biblical Literature, volume 138, number 1 (2019): pages 79–99.
- Julia Rhyder. "Sabbath and Sanctuary Cult in the Holiness Legislation: A Reassessment." Journal of Biblical Literature, volume 138, number 4 (2019): pages 721–40.

### Textos
- Masoretic text and 1917 JPS translation
- Hear the parashah read in Hebrew

### Comentarios
- Academy for Jewish Religion, California
- Academy for Jewish Religion, New York
- Aish.com
- American Jewish University—Ziegler School of Rabbinic Studies
- Chabad.org
- Jewish Theological Seminary
- Mechon Hadar
- MyJewishLearning.com
- Orthodox Union
- Pardes from Jerusalem
- Reconstructing Judaism
- Union for Reform Judaism
- United Synagogue of Conservative Judaism
- Yeshiva University